# Ilmenau

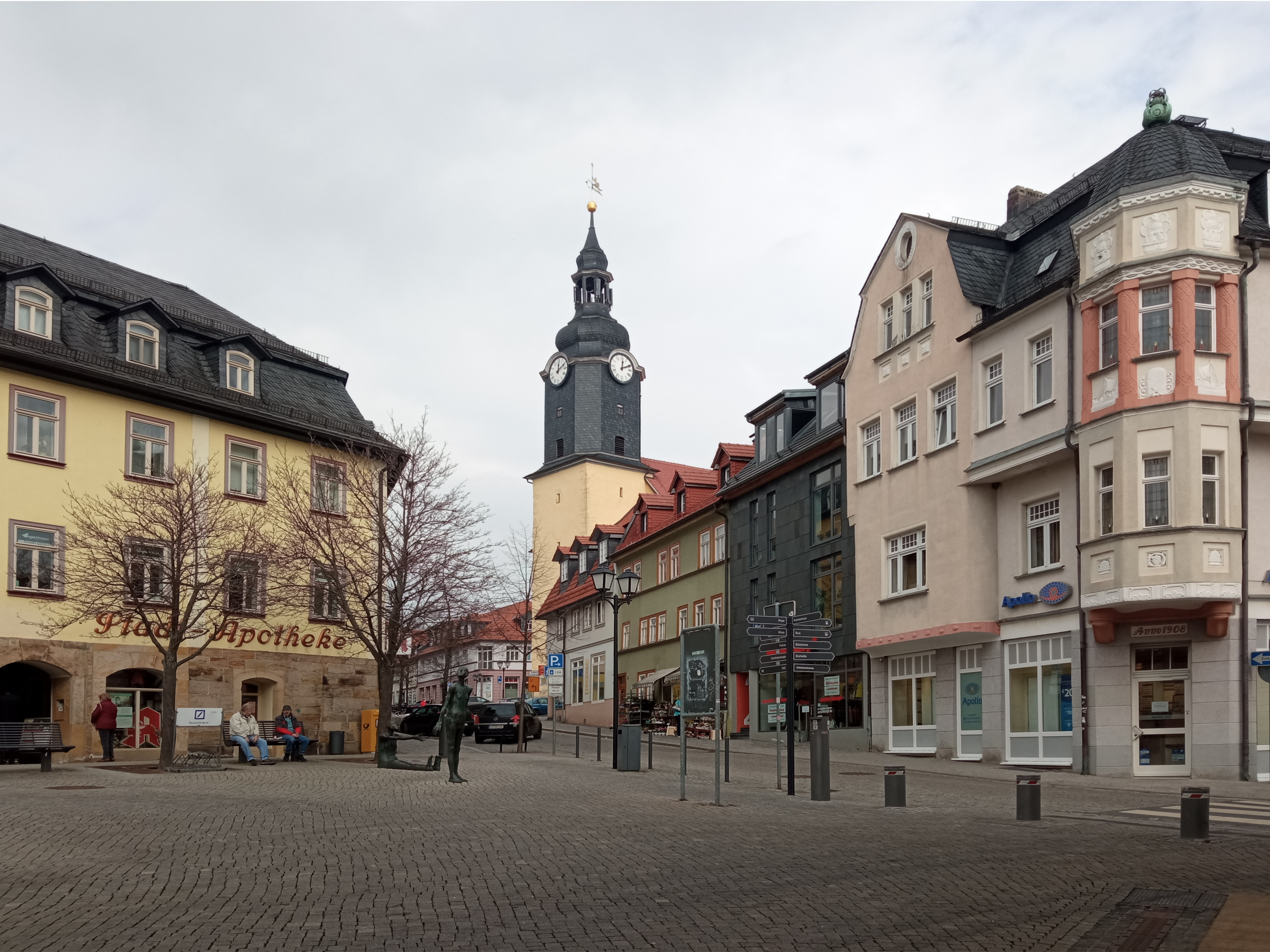
Stadt-Apotheke und südliche Marktstraße mit Stadtkirche St. Jakobus

Die Goethe- und Universitätsstadt Ilmenau liegt in Thüringen, etwa 33 Kilometer südsüdwestlich der Landeshauptstadt Erfurt im Tal der Ilm am nordöstlichen Rand des Thüringer Waldes. Sie ist die größte Stadt im Ilm-Kreis und die achtgrößte Thüringens. Nach Fläche ist sie die drittgrößte Stadt im Freistaat, wobei fast zwei Drittel (gut 120 km²) aus unbesiedelten Waldflächen bestehen.
Ilmenau hat für den südlichen Teil des Ilm-Kreises die Funktion eines Mittelzentrums. Sie besitzt als einzige Stadt Thüringens, die keine Kreisstadt ist, den Status einer großen kreisangehörigen Stadt. Wichtigste städtische Institution ist die Technische Universität mit rund 4.100 Studierenden (Stand 2024/25). Bedeutendster Wirtschaftszweig ist aktuell der Maschinenbau, historisch auch der Bergbau (Kupfer, Silber und Mangan) sowie seit 1777 die Porzellanindustrie und die Glasindustrie. Zunehmend wichtiger wird der Tourismus.
Die Bedeutung der Stadt wuchs erst an, als in der Zeit der Gründung des Deutschen Reiches 1871 die Industrialisierung einsetzte. Seit der Wiedervereinigung 1990 erlebt Ilmenau einen Strukturwandel von der Industrie zur Dienstleistungsbranche.
Zur Zeit der Weimarer Klassik war Ilmenau ein beliebtes Ausflugs- und Urlaubsziel der „Weimarer Prominenz“, bis zum Ersten Weltkrieg außerdem ein Kurbad.

## Geographie

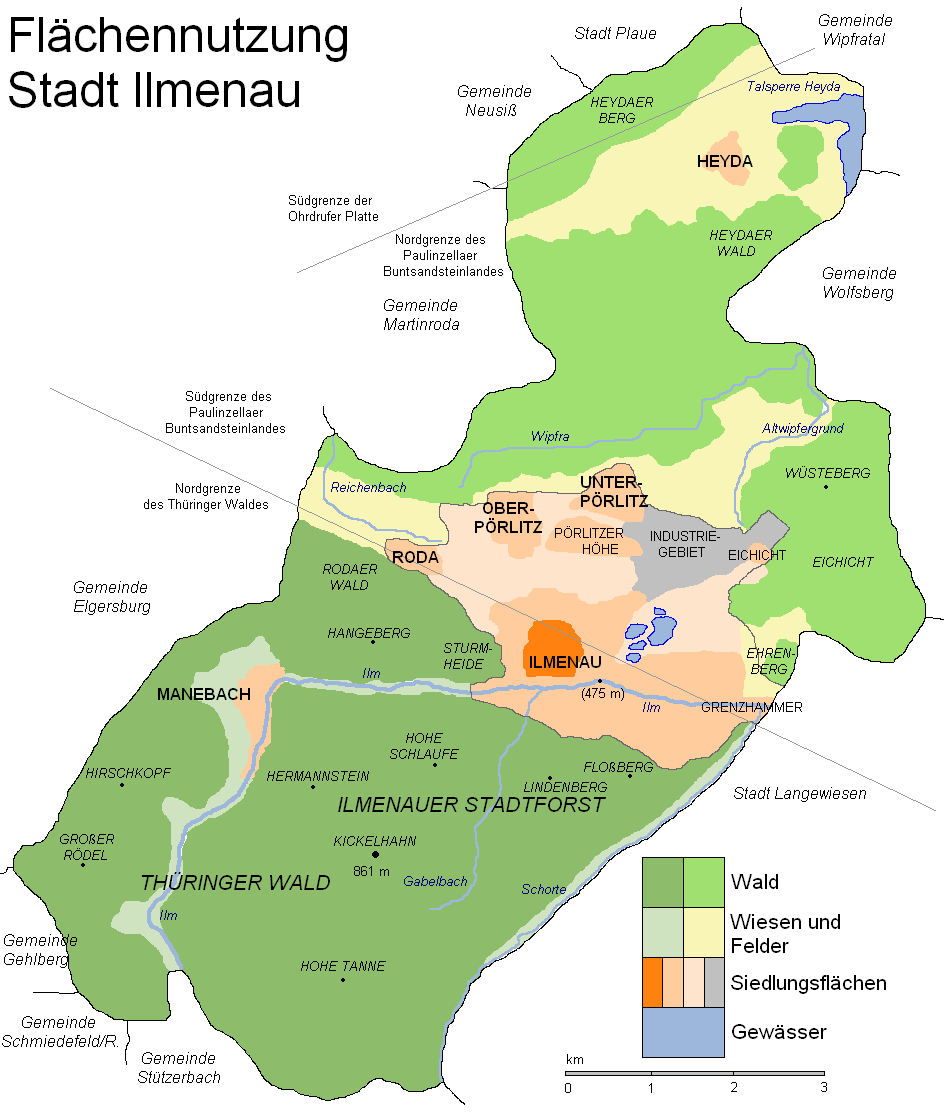
Karte der Gemarkungsfläche (Stand vor 2018)

Ilmenau liegt auf einer Höhe von etwa 500 m ü. NN am nordöstlichen Rand des Thüringer Waldes.
Die Kernstadt liegt dabei in einem weiten Talkessel der Ilm, welche die Stadt in West-Ost-Richtung durchfließt. Umrahmt wird dieser im Norden von der Pörlitzer Höhe (580 m), im Westen von der Sturmheide (620 m), im Süden vom Lindenberg (749 m) und im Osten vom Ehrenberg (528 m). Die Ilm verlässt den Talkessel mit einem engen Durchbruch im Osten zwischen dem Ehrenberg und dem südlich gelegenen Tragberg (534 m) am Grenzhammer.
Ilmenau liegt an der Grenze zweier Landschaftstypen: Im Süden und Westen folgen hohe Berge und tiefe Täler des Thüringer Waldes, der überwiegend mit Fichten bestanden ist, im Norden und Osten folgen sanfte Hügellandschaften, die von Kiefern und Laubwäldern bewachsen sind. Südlich wird die Stadt von Kickelhahn (mit 861 m höchster Punkt des Stadtgebietes) und Lindenberg (749 m) eingerahmt. Die niedrigsten Punkte des Stadtgebiets liegen in den Tälern von Wipfra nördlich der Talsperre Heyda und Ilm nördlich von Gräfinau-Angstedt bei jeweils knapp unter 400 m Höhe. Im Süden durchquert der Rennsteig am Gebirgsscheitel das Stadtgebiet zwischen den Ortsteilen Stützerbach und Frauenwald zwischen 750 und 820 m Höhe. Weitere markante Berge im Gebiet sind der Lange Berg (809 m) im Südosten und der zu den Reinsbergen gehörende Veronikaberg (552 m) im Norden.
Seit den Eingemeindungen von 2018 und 2019 gehört Ilmenau zu den flächengrößten Kommunen in Thüringen. Es hat Anteil an verschiedenen hydrologischen Einzugsgebieten in einem kleinteilig zertalten Mittelgebirgsbereich. Der Rennsteig stellt dabei die Hauptwasserscheide dar zwischen der Elbe (nordöstlich) und der Weser (südwestlich) dar. Zur Weser fließen über die Werra die beiden Bäche Nahe und Schleuse in der Gemarkung Frauenwald.
Der Einzugsbereich der Elbe (übriges Stadtgebiet) wird wiederum über drei verschiedene Saale-Nebenflüsse strukturiert. Den größten Teil in der Mitte nimmt hierbei die Ilm ein, die im westlichsten der vier größeren Täler des zur Stadt gehörenden Gebirgsbereichs fließt. In östlicher Richtung folgen noch die Täler der Schorte, der Schobse und der Wohlrose, die alle in Südwest-Nordost-Richtung der Ilm entgegenlaufen. Zweiter Saale-Nebenfluss mit Anteil an der Stadtfläche ist die Unstrut, die über die Gera erreicht wird. Ihre Nebenflüsse Reichenbach und Wipfra entwässern die Gemarkungen Roda beziehungsweise Heyda und Unterpörlitz im Norden Ilmenaus. Hier liegt mit der Talsperre Heyda auch das größte Standgewässer der Stadt. Schließlich folgt ganz im Osten noch ein Teil des Einzugsgebiets der Schwarza als drittem Saale-Nebenfluss; sie entwässert über den Heiderbach den Ortsteil Pennewitz. Die Wasserscheiden zwischen Unstrut, Ilm und Schwarza/Saale, die am Rennsteig bei Ilmenau beginnen, laufen in nordöstlicher Richtung noch etwa 80 km weiter bis nach Naumburg in Sachsen-Anhalt, wo sich die drei Gewässer vereinen. Im Bereich der Kernstadt stellen der Rottenbach und der Gabelbach weitere Gewässer dar, ferner liegt das Ilmenauer Teichgebiet nahe der Innenstadt.

### Geologie
Ilmenau liegt in einem Gebiet aus verschiedenen Porphyrgesteinen, die teilweise mit Rotliegendem und Zechstein bedeckt sind. Zwischen diesen Gesteinsformationen befindet sich der zumindest in früherer Zeit abbauwürdige Kupferschiefer, der neben dem namensgebenden Kupfer- auch Blei- und Silbererze in geringen Mengen enthält. Daneben sind im Raum Ilmenau auch abbauwürdige Fluorit- und Manganvorkommen vorhanden. Der Fluorit-Abbau wurde 2005 aufgrund des stark steigenden Weltmarktpreises im Schobsetal im südöstlichen Stadtgebiet wieder aufgenommen.
Nördlich des Stadtkerns ab der Pörlitzer Höhe besteht der Untergrund aus Buntsandstein und wird dem Paulinzellaer Buntsandstein-Hügelland zugeordnet, während südlich davon der Untergrund geologisch zur Formation des Thüringer Waldes gehört.
Der Heydaer Berg am äußersten Nordrand des Ilmenauer Stadtgebietes gehört geologisch bereits zur Ohrdrufer Platte und besteht somit nicht aus Buntsandstein, sondern aus Muschelkalk. Der Lange Berg im Südosten des Stadtgebiets markiert den Übergang des Thüringer Waldes ins Thüringer Schiefergebirge.

### Stadtgliederung

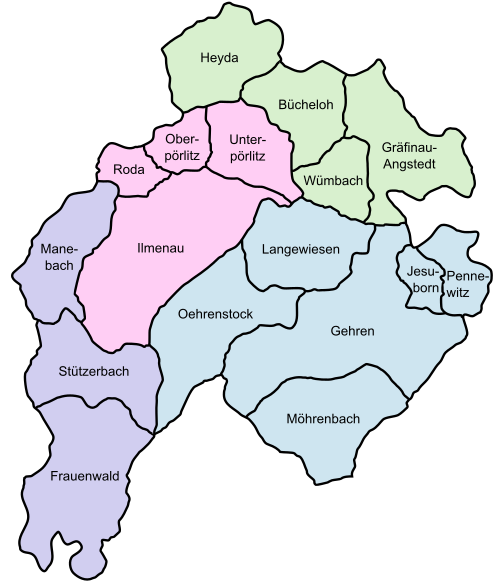
Kernstadt sowie die 16 Ortsteile von Ilmenau

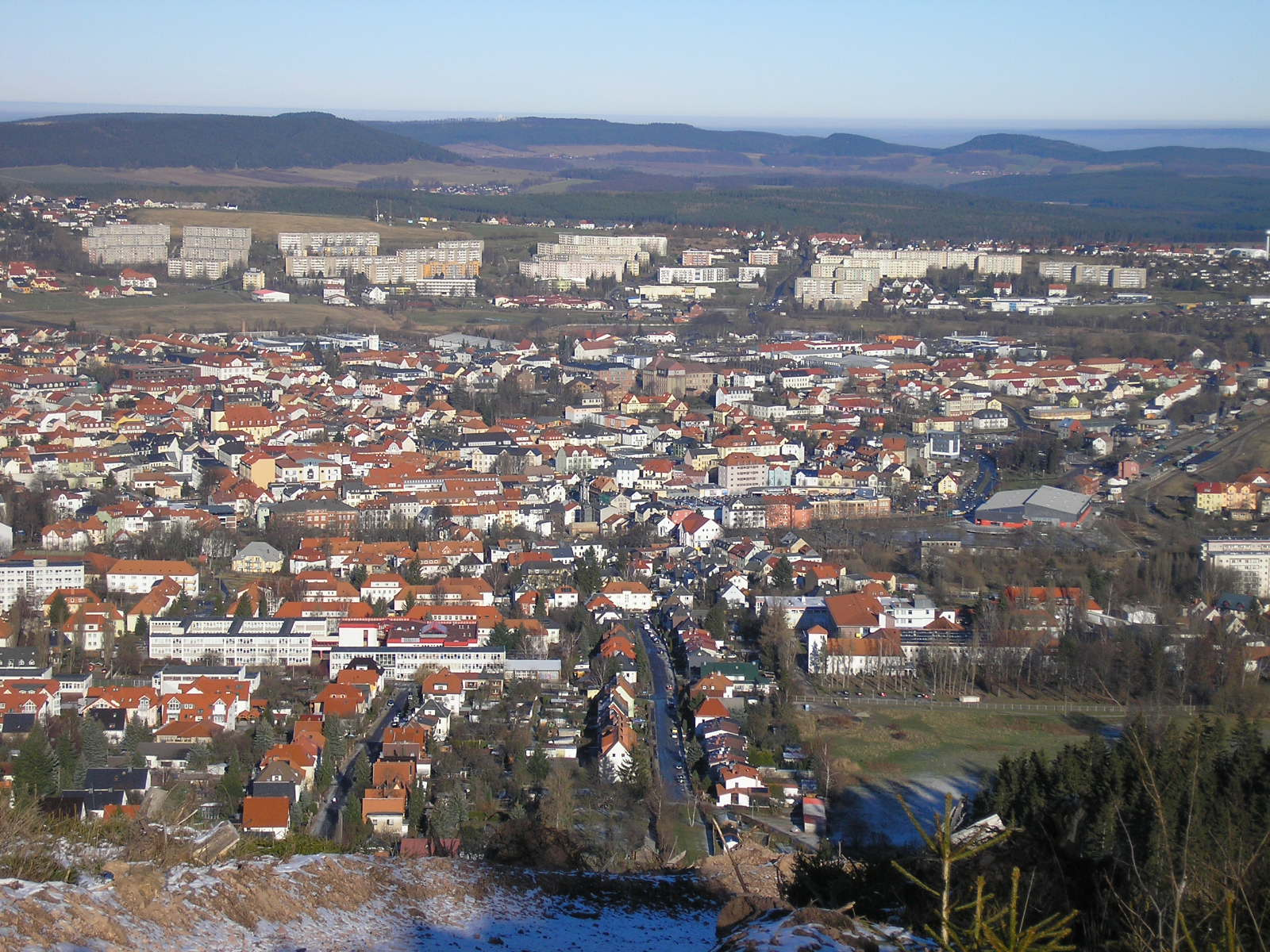
Blick über die Stadtmitte vom Lindenberg aus

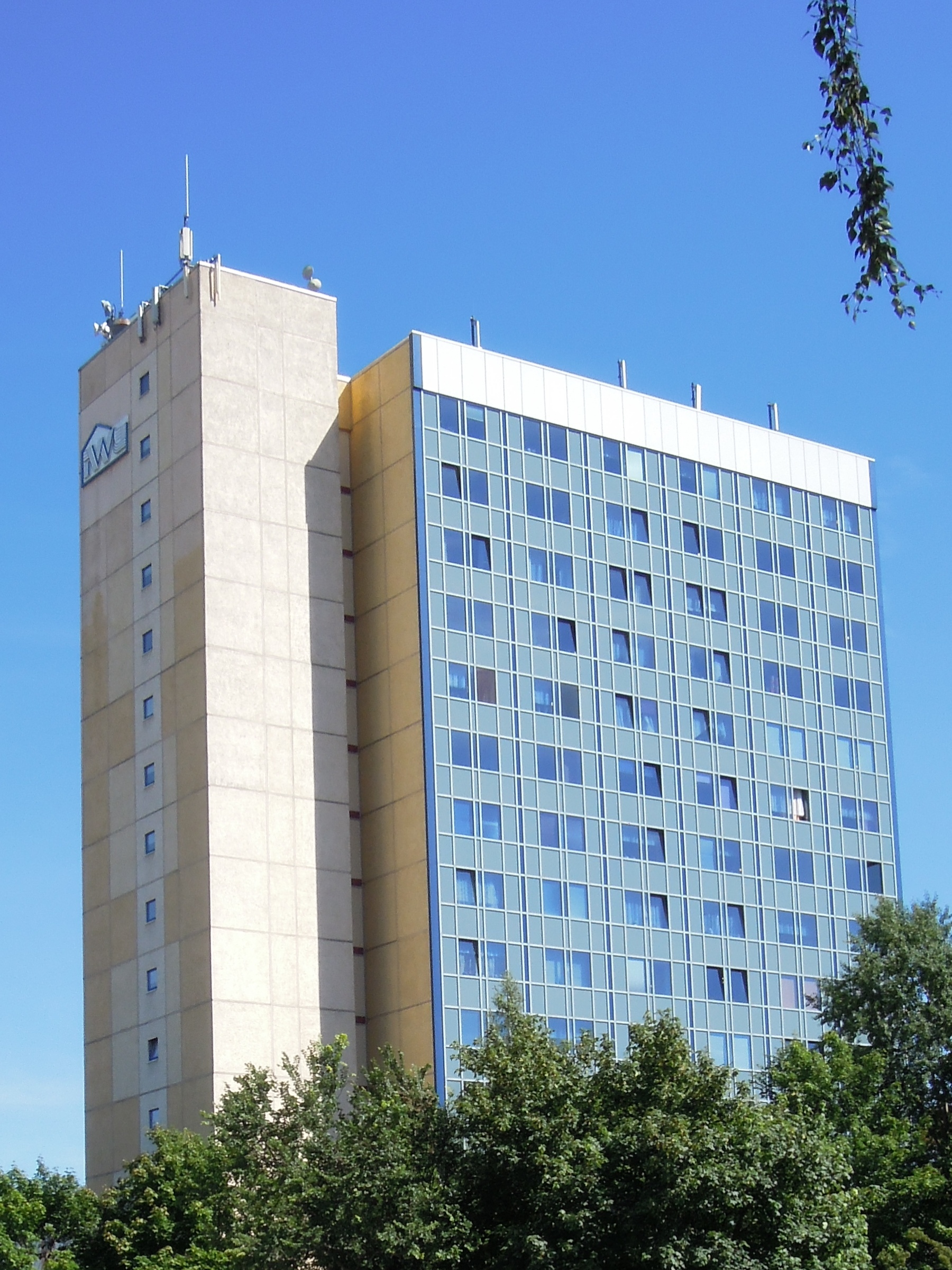
Das Hochhaus am Stollen

Ilmenau ist in die Kernstadt und 16 Ortsteile sowie 21 Gemarkungen gegliedert:
- Kernstadt Ilmenau (mit Gemarkung Grenzhammer), mit den Ortsteilen Roda, Oberpörlitz und Unterpörlitz einen zusammenhängenden Siedlungsraum bildend
- nordöstliche Ortsteile: Heyda, Bücheloh, Wümbach und Gräfinau-Angstedt (zwei Gemarkungen, mit der Kleinsiedlung Lehmannsbrück)
- südöstliche Ortsteile: Oehrenstock, Langewiesen (ehemals Stadt), Gehren (ehemals Stadt), Jesuborn, Pennewitz und Möhrenbach
- südwestliche Ortsteile: Manebach (mit Gemarkung Kammerberg), Stützerbach (mit Gemarkungen Stützerbach preußischen und weimarischen Anteils) und Frauenwald (mit der Kleinsiedlung Allzunah)

Jeder der 16 Ortsteile bildet einen Ortsteil im Sinne des § 45 der Thüringer Kommunalordnung. Dies bedeutet, dass jeweils ein Ortsteilbürgermeister sowie ein Ortsteilrat bestehen, die durch die wahlberechtigte Bevölkerung des jeweiligen Ortsteils gewählt werden. Der Ortsteilbürgermeister steht dem Ortsteilrat vor, der abhängig von der Einwohnerzahl zwischen vier und zehn Mitglieder hat. Im Wesentlichen sind die Ortsteilräte zu allen den Ortsteil betreffenden Angelegenheiten zu hören und können in eigener Zuständigkeit über bestimmte den Ortsteil betreffende Angelegenheiten entscheiden, zum Beispiel über die Verwendung des Ortsteilsbudgets.
Der Stadtkern Ilmenaus liegt am Nordhang des Ilmtals. In der frühen Siedlungsphase dehnte sich der Ort zunächst kreisförmig aus, später wurde daraus östlich der Sturmheide eine Halbmondform. Als Mitte des 19. Jahrhunderts der Kurbetrieb in Ilmenau begann, wurde das Kurviertel im Südwesten der Stadt angelegt, das damals gänzlich außerhalb des Ortszentrums lag. In der Zeit zwischen 1890 und 1945 dehnte sich die Stadt vor allem nach Osten aus. Das Gebiet zwischen der Bahnstrecke Erfurt–Ilmenau und der Altstadt wurde bebaut. Das Eigenheim-Viertel am Fuße des Lindenbergs und die Schortesiedlung mit Altneubauten am Beginn des Floßberges im Süden Ilmenaus wurde zwischen 1950 und 1970 errichtet. In den 1970er- und 1980er-Jahren entstanden die beiden größeren Ilmenauer Plattenbaugebiete Stollen südöstlich und Pörlitzer Höhe nördlich des Stadtzentrums. Das kleinste Ilmenauer Plattenbaugebiet, das Eichicht am nordöstlichen Stadtrand, wurde bereits 1973 fertig gestellt. Das Hochhaus am Stollen wurde 1983 errichtet. Nach dem etwa 60 m hohen Turm der Stadtkirche ist es mit einer Gebäudehöhe von 48 m (zuzüglich einer Antenne) das zweithöchste Gebäude Ilmenaus. Zwischen 1975 und 1996 waren die höchsten Bauwerke Ilmenaus die beiden 140 m hohen Schornsteine des Heizkraftwerkes am Vogelherd, die am 30. März 1996 gesprengt wurden.
Nach 1990 wurden die beiden Wohngebiete „Hüttenholz“ im Südosten und „Am Hang“ in Oberpörlitz im Norden, in denen sich vorrangig Eigenheime befinden, angelegt. Ab 2000 erfolgte im Bereich der Werner-von-Siemens-Straße auch eine Erweiterung des Campus der Universität, wodurch sich das Stadtgebiet noch weiter nach Osten ausdehnte und inzwischen bis an die Gemarkungsgrenze zum Ortsteil Langewiesen reicht. Ab 2012 entstand mit dem Wohngebiet „Am Friedhof Ost“ eine Neubausiedlung nordwestlich des Stadtzentrums, ferner stehen seit 2000 die Konversion von Brachflächen (z. B. 2016 ehemaliges Holzwerk an der Oehrenstöcker Straße) sowie die Nachverdichtung im Bestand im Fokus der Stadtentwicklung. Während die Einwohnerzahl der Kernstadt leicht steigend ist, nimmt sie in den dörflichen Ortsteilen ab. Rund zwei Drittel der Einwohner leben in Ilmenau, Roda, Oberpörlitz und Unterpörlitz, das übrige Drittel in den räumlich getrennten Ortsteilen.
Noch bis 1920 wies das heutige Stadtgebiet eine starke staatliche Zersplitterung auf, so gehörten die Ortsteile zu fünf verschiedenen deutschen Bundesstaaten. Teil Sachsen-Weimar-Eisenachs waren neben der Stadt Ilmenau auch die Orte Heyda, Unter- und Oberpörlitz, Roda sowie Manebach östlich der Ilm und Stützerbach östlich der Lengwitz. Zu Schwarzburg-Sondershausen gehörten die Städte Langewiesen und Gehren sowie Oehrenstock, Wümbach, Angstedt, Jesuborn, Pennewitz und Möhrenbach, während Gräfinau und Bücheloh Teil Schwarzburg-Rudolstadts waren. Zu Sachsen-Coburg und Gotha gehörte Manebach westlich der Ilm. Diese Länder vereinigten sich 1920 zu Thüringen, während Stützerbach westlich der Lengwitz und Frauenwald noch bis 1945 Teil Preußens blieben.
Neben der Postleitzahl 98694 für die Ortsteile Frauenwald, Gehren, Jesuborn, Möhrenbach, Pennewitz und Stützerbach ist für die Kernstadt sowie die weiteren Ortsteile die Postleitzahl 98693 vergeben. Bei den Telefonvorwahlen existieren neben der 03677 für die Kernstadt und die zentralen Ortsteile die 036782 (Frauenwald), 036783 (Gehren, Jesuborn, Möhrenbach und Pennewitz), 036784 (Stützerbach) und 036785 (Gräfinau-Angstedt und Wümbach).

### Nachbargemeinden
Die Nachbargemeinden Ilmenaus sind, im Uhrzeigersinn, beginnend im Norden: Arnstadt – Stadtilm – Königsee – Großbreitenbach – Schleusegrund – Schleusingen – Suhl – Elgersburg – Martinroda – Plaue.
In der Landesplanung ist Ilmenau als Mittelzentrum für den südlichen Landkreis ausgewiesen. Die Orte der Umgebung sind von starker demografischer Schrumpfung und Überalterung betroffen, besonders jene etwas abgelegenen in den Gebirgsregionen. Während nördlich (Arnstadt) und westlich (Suhl/Zella-Mehlis) andere Zentren relativ nah angrenzen, läuft die Raumwirkung des Mittelzentrums nach Südosten recht weit bis ins Schiefergebirge hinein und umfasst auch das obere Schwarzatal zwischen Katzhütte und Königsee im Landkreis Saalfeld-Rudolstadt. Allerdings sind die Straßenverbindungen in diese Gegend aus topografischen Gründen ungünstig und langsam. Über den Nahbereich bis Schmiedefeld/Großbreitenbach hinausgehende ÖPNV-Verbindungen in südlicher und südöstlicher Richtung fehlen seit der Einstellung der Buslinien nach Schleusingen–Hildburghausen und Neuhaus–Sonneberg vollkommen. Insgesamt leben rund 70.000 Einwohner im mittelzentralen Einzugsbereich der Stadt.

### Klima

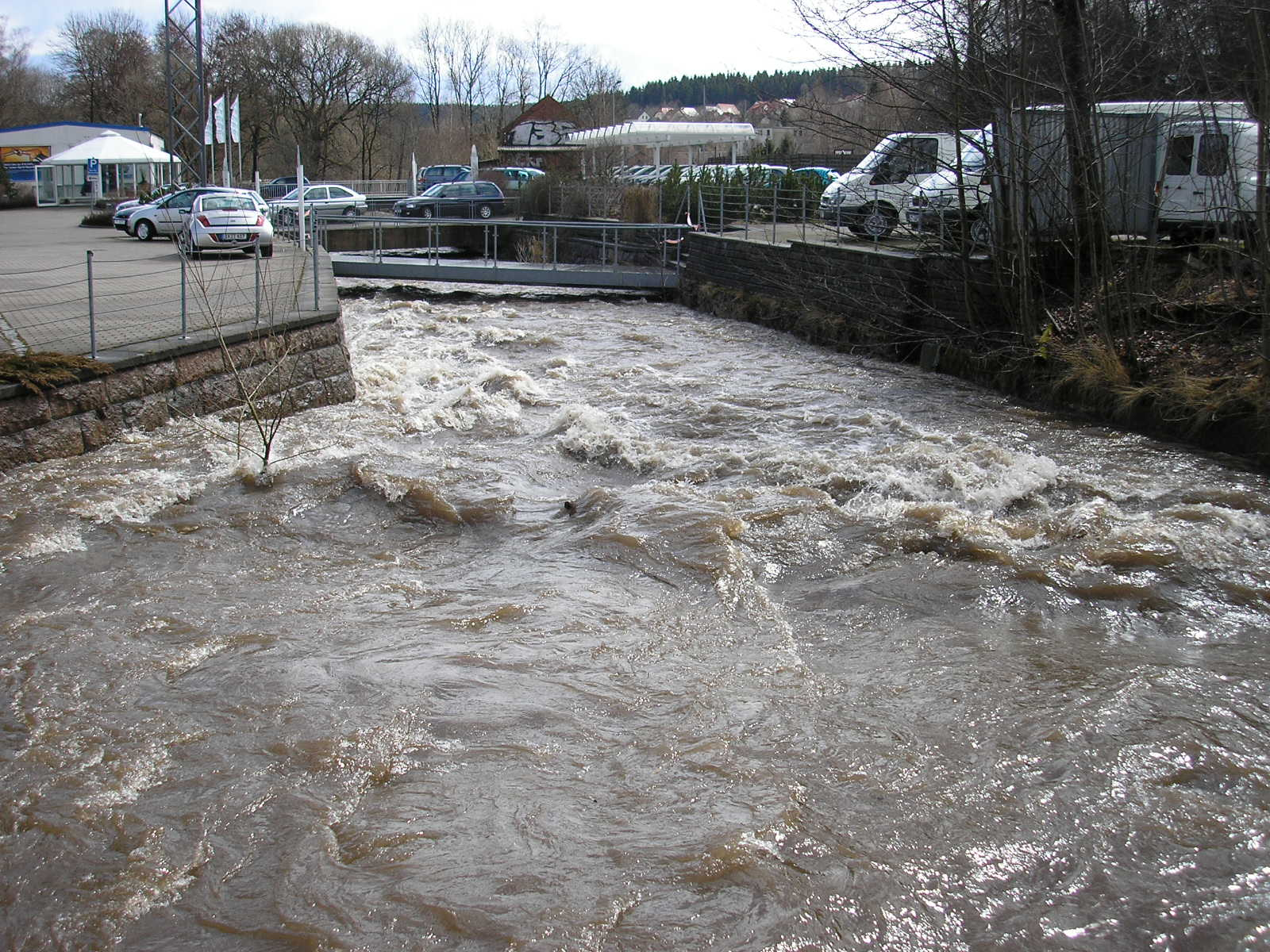
Die Ilm mit Hochwasser der Schneeschmelze am Trieselsrand

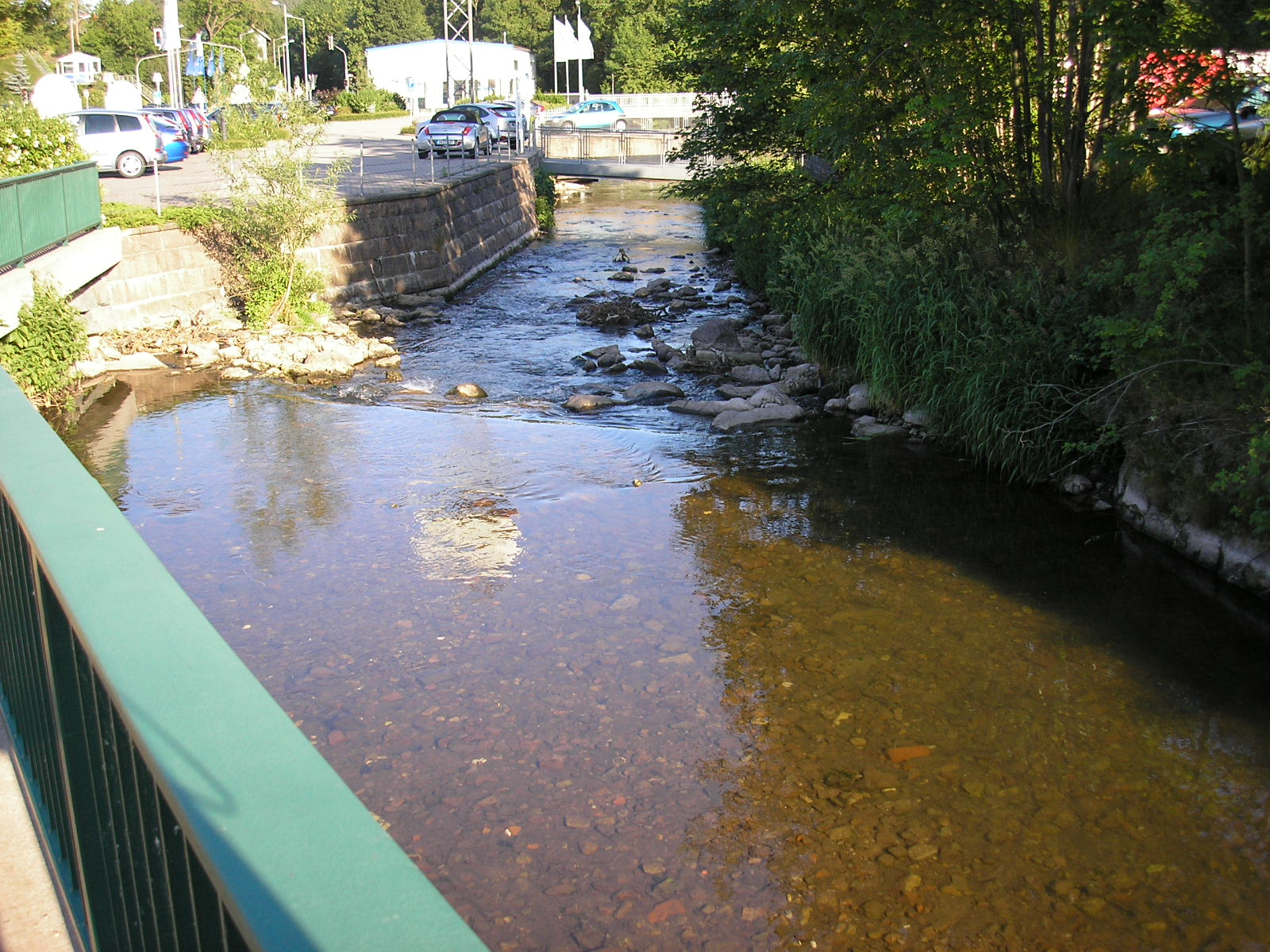
Die Ilm mit normalem Wasserstand an derselben Stelle

Das Klima der Stadt Ilmenau wird einerseits durch die Lage am Übergang des Thüringer Waldes zu dessen Vorland beeinflusst, andererseits durch die Kessellage des Stadtgebietes. Bis auf die durch die Ilm geschaffenen Durchbrüche ist die Stadt fast vollständig von Bergen umgeben, die das Stadtzentrum im Süden um bis zu 400 m, im Norden durchschnittlich um 150 m überragen. Diese Lage bietet insbesondere einen Schutz gegen die Wettereinflüsse aus der Hauptwindrichtung West-Südwest. Dadurch, und verbunden mit der durch die Stadt selbst entwickelten Wärme, kommt es häufiger vor, dass über Ilmenau blauer Himmel zu sehen ist, während sich die Umgebung wolkenverhangen darbietet. Hierin ist der Ursprung des im Volksmund bekannten Spruchs zu suchen: „In Ilmenau, da ist der Himmel blau, da tanzt der Ziegenbock mit seiner Frau“; wobei der besagte Ziegenbock auf dem sogenannten Ziegenbrunnen im Stadtzentrum verewigt ist.
Durch die geographischen Besonderheiten kommt es zu deutlichen klimatischen Unterschieden zwischen der eigentlichen Stadt und den Stadtteilen in Randlage, wo sich teilweise eine ungeschützte Hochebene (Pörlitzer Höhe) oder ein tief eingeschnittenes, enges und sonnenarmes Tal (Manebach) auswirken. Die Jahresmitteltemperatur liegt bei etwa 8 °C. Im Januar beträgt die mittlere Tageshöchsttemperatur +2 °C und die mittlere Tiefsttemperatur −4 °C, im Juli die mittlere Höchsttemperatur 24 °C und die mittlere Tiefsttemperatur 14 °C. Es fallen im Jahr durchschnittlich etwa 800 mm Niederschlag, die Sonne scheint 1.450 Stunden. Die durchschnittliche Windgeschwindigkeit ist im Jahresverlauf relativ konstant und beträgt etwa 4 m/s. Aufgrund der Höhenlage und der Lage am Fuß des Gebirges sind langanhaltende Nebel- und Regenperioden in Ilmenau keine Seltenheit, bei denen sich die Wolken an den Bergen abregnen, anschließend wieder verdunsten, um dann erneut abzuregnen.
Einige Teile Ilmenaus sind hochwassergefährdet, besonders bei Starkregenereignissen im Sommer. Die Ilm verläuft im Stadtgebiet in einem mehrere Meter tief ausgeschachteten Flussbett. Ein Engpass ist bei Hochwasser vor allem das Tannenwehr. Hier passierte es in der Geschichte bereits mehrfach, dass die Ilm über die Ufer trat und in Linden- und Karl-Liebknecht-Straße lief.
Zum Hochwasserschutz dient im Stadtgebiet der Mühlgraben, der etwa einen Meter breit und 50 Zentimeter tief ist. Bei Hochwasser kann ein Teil des Wassers dort hinein abgeleitet werden. Er zweigt sich am Tannenwehr von der Ilm ab und trifft erst kurz vor der Fischerhütte wieder auf sie. Des Weiteren bestehen zwischen Ilmenau und Manebach große Auflächen, die einen Teil des Hochwassers aufnehmen können und die Stadt dadurch schon des Öfteren vor Überschwemmungen bewahrt haben.
Pegel befinden sich am Tannenwehr und an der Fischerhütte. Normal sind am Tannenwehr (geöffnet) etwa 15 cm und an der Fischerhütte etwa 20 cm. Große Überschwemmungen gab es in Ilmenau während der Thüringer Sintflut 1613, als die Ilm die Häuser des Endleiches (heutige Lindenstraße) vernichtete. Ende März 2006 gab es nach der Schneeschmelze ungewöhnlich viel Wasser in der Ilm, so dass an der Fischerhütte Pegelstände von 1,10 m gemessen wurden. Schäden blieben aus, es wurden jedoch zahlreiche Wiesen und Felder sowie einige Gärten im Bereich der Kläranlage überflutet. Weitere Hochwasser gab es in den Jahren 1609 (nach einem heftigen Sommergewitter), 1643 (nach einem Dammbruch eines Bergbaubeckens in Manebach), 1739 (Dammbruch am Rödelsteich im Freibachtal; markiert gleichzeitig das Ende des Ilmenauer Bergbaus, da viele Schächte überflutet wurden) und 1890.
|                        | Jan  | Feb  | Mär | Apr | Mai  | Jun  | Jul  | Aug  | Sep  | Okt | Nov | Dez |   |     |
| Mittl. Temperatur (°C) | −0,7 | −0,2 | 3,1 | 7,0 | 11,9 | 14,7 | 17,0 | 16,5 | 12,5 | 8,2 | 3,5 | 0,1 | ⌀ | 7,8 |
|                        |      |      |     |     |      |      |      |      |      |     |     |     |   |     |
| Niederschlag (mm)      | 57   | 55   | 60  | 59  | 70   | 60   | 76   | 70   | 57   | 50  | 53  | 66  | Σ | 733 |
|                        |      |      |     |     |      |      |      |      |      |     |     |     |   |     |
| Sonnenstunden (h/d)    | 1,7  | 2,7  | 3,4 | 5,3 | 6,4  | 6,5  | 6,9  | 6,6  | 4,8  | 3,4 | 1,8 | 1,3 | ⌀ | 4,2 |

|  |

|  |

|  |

|  |

|  |

|  |

|  |

|  |

|  |

|  |

|  |

|  |

|  |

|  |

|  |

|  |

|  |

|  |

|  |

|  |

|  |

|  |

|  |

|  |

## Geschichte
Ilmenau wurde 1273 erstmals urkundlich erwähnt und gehörte zur Grafschaft Kevernburg. Die Stadtrechte wurden Ilmenau 1341 verliehen, 1343 wurden die Grafen von Henneberg neue Herren über die Stadt und das Amt Ilmenau. Damals spielte der Silber- und Kupfer-Bergbau eine wichtige Rolle. Nach dem Aussterben der Henneberger 1583 kam Ilmenau an das Gesamthaus Sachsen, 1661 zu Sachsen-Weimar. Stadtbrände wüteten mehrfach in Ilmenau, zuletzt 1752, als fast die ganze Stadt ein Raub der Flammen wurde. Die Porzellanfabrikation wurde 1777 in Ilmenau begonnen und dauerte bis 2002 an. Die durchgängige Glasproduktion erfolgt seit 1852. 1879 bekam die Stadt mit der Bahnstrecke Erfurt–Ilmenau einen Anschluss an das Eisenbahnnetz. Das Thüringische Technikum, welches Grundstein der heutigen Universität ist, wurde 1894 eröffnet. Ilmenau gehörte ab 1920 zum Land Thüringen und von 1922 bis 1952 zum neueingerichteten Landkreis Arnstadt. 1952 wurde der Kreis geteilt und Ilmenau wurde Kreisstadt des neu geschaffenen Kreises Ilmenau, der 1994 wieder mit dem Kreis Arnstadt fusionierte und nun den Ilm-Kreis mit Verwaltungssitz in Arnstadt bildet. 1992 wurde die Technische Hochschule in eine Technische Universität umgewandelt.

### Religionen

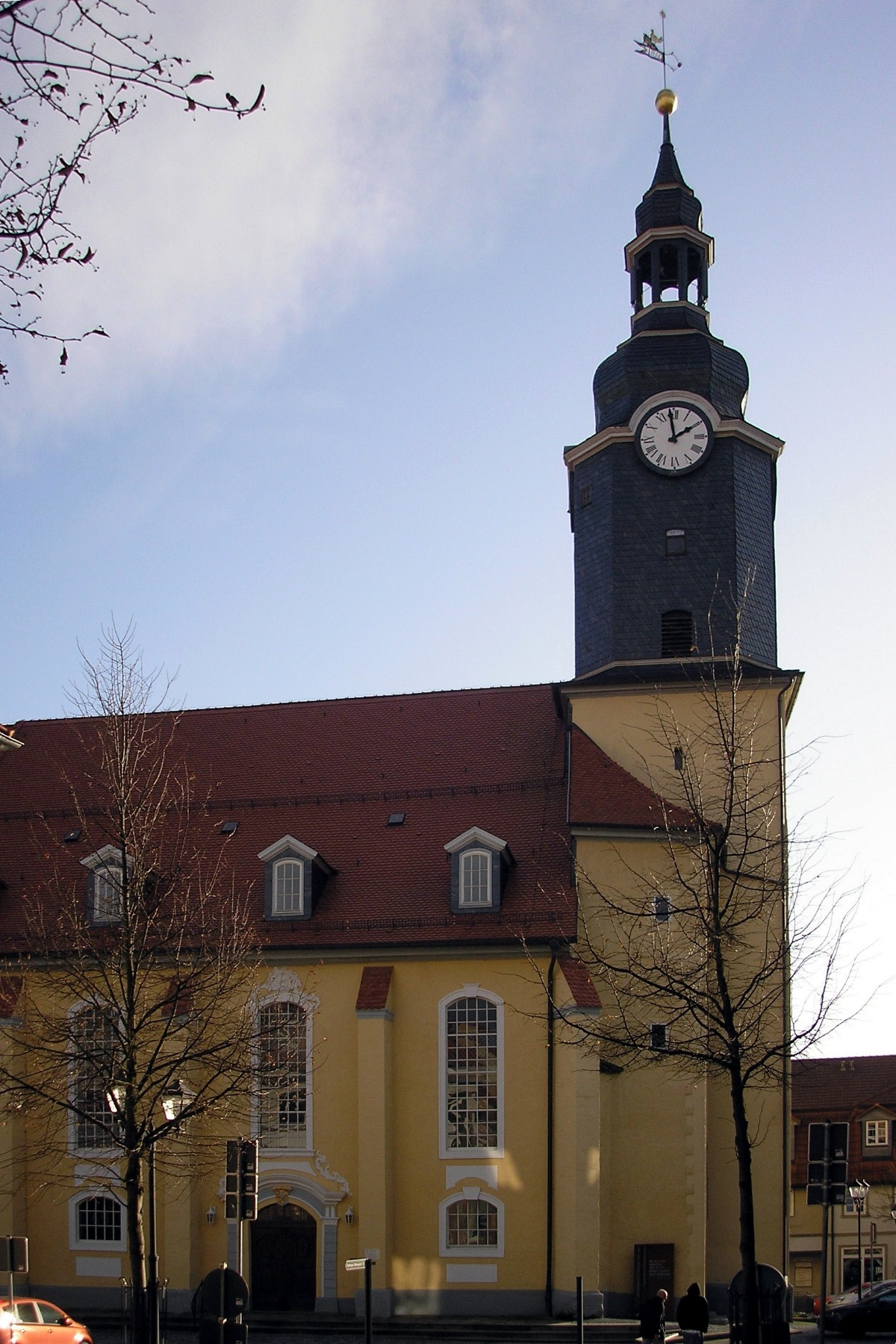
Stadtkirche „St. Jakobus“ der evangelisch-lutherischen Kirchgemeinde, erbaut 1761

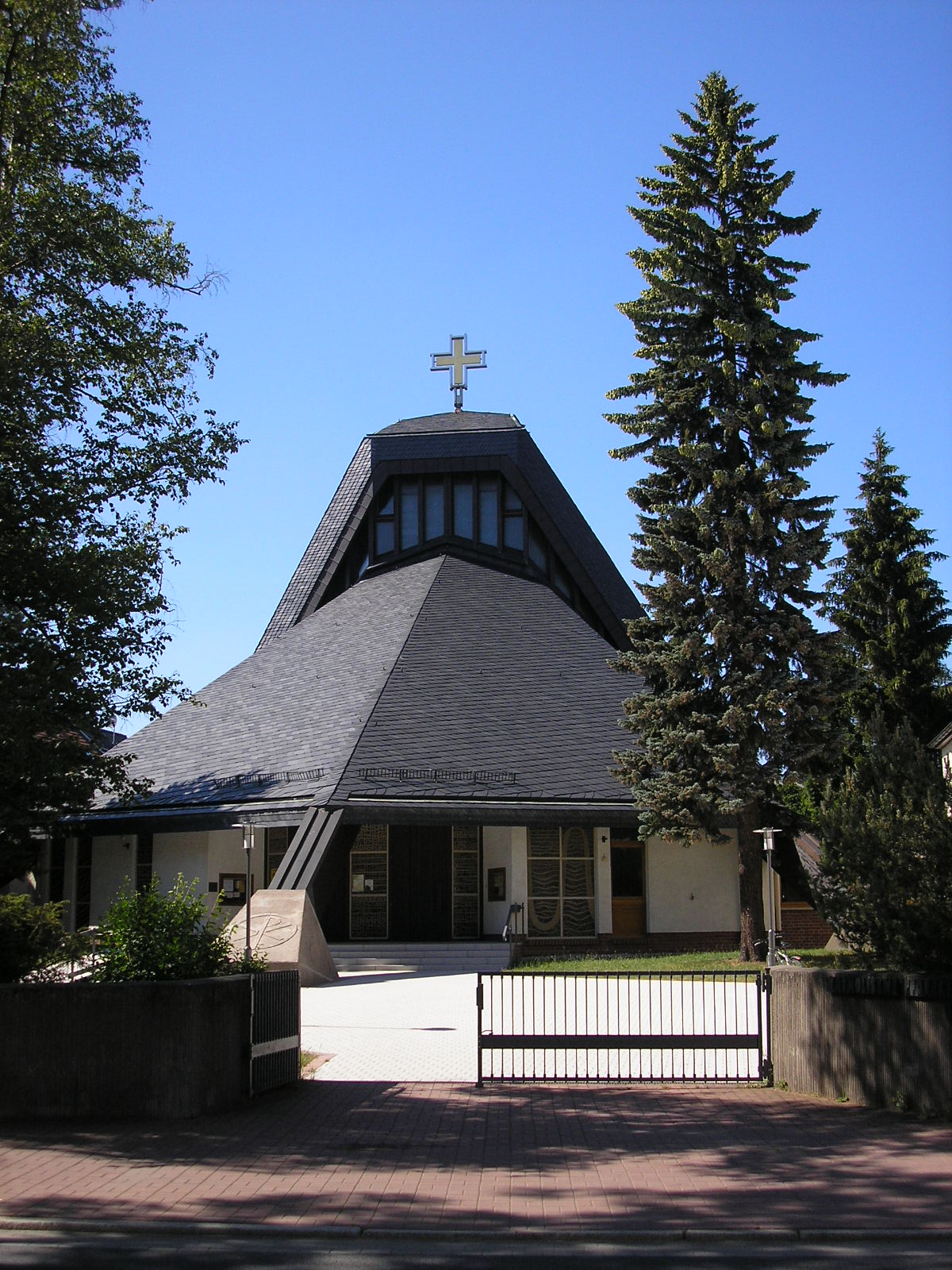
Katholische Kirche „St. Josef“, erbaut als Zeltdachkirche 1983

Bis zur Reformation unterstand Ilmenau dem Bistum Würzburg.
Im Jahr 1544 wurde die Grafschaft Henneberg, zu der Ilmenau damals gehörte, von Johann Forster, einem Theologieprofessor aus Wittenberg, reformiert. Über Jahrhunderte war Ilmenau danach eine überwiegend protestantische Stadt. Die Kirchenstrukturen blieben seitdem relativ stabil. Bis 1632 gehörte Ilmenau zum Oberpfarramt (Dekanat) Schleusingen, danach hatte es bis in die jüngste Zeit hinein sein eigenes Oberpfarramt (Superintendentur). Zur Kirchgemeinde Ilmenau gehörten bzw. gehören Oberpörlitz, Roda (seit 1675 eigene Kirchgemeinde), Unterpörlitz (seit 1700 eigene Kirchgemeinde) und Kammerberg (seit 1920 zur Kirchgemeinde Manebach gehörig).
Die „Evangelisch-Lutherische Kirche des Großherzogtums Sachsen“, zu dem Ilmenau seit der Henneberger Erbteilung 1661 gehörte (damals noch Herzogtum Sachsen-Weimar), schloss sich nach 1920 mit den anderen Landeskirchen Thüringens zur „Thüringer Evangelischen Kirche“ zusammen. 1948 benannte sie sich in Evangelisch-Lutherische Kirche in Thüringen um, als die sie bis 2008 existierte. Die heute bestehenden evangelisch-lutherischen Pfarrämter Ilmenaus gehören zum Kirchenkreis Arnstadt-Ilmenau der Evangelischen Kirche in Mitteldeutschland innerhalb des Bischofssprengels Erfurt, das zuständige Kreiskirchenamt befindet sich in Meiningen. Die einzige evangelische Kirchgemeinde der Kernstadt St. Jakobus hatte im November 2023 2.076 Mitglieder. Die St. Jakobus, auch Stadtkirche genannt, wurde 1761 nach dem letzten Stadtbrand an der Stelle mehrerer Vorgängerbauten errichtet.
Spätestens ab dem Ende des 19. Jahrhunderts zogen auch wieder Katholiken in die Stadt. Die 1901 neu eingerichtete katholische Gemeinde St. Josef besaß bis 1983 keine eigene Kirche. Die Pfarrgemeinde gehört zum Dekanat Weimar-Arnstadt innerhalb des Bistums Erfurt. Ihr Einzugsgebiet entspricht dem ehemaligen Kreis Ilmenau. Sie hatte im Jahr 2012 etwa 1.990 Mitglieder, das waren rund 3,3 % der Bevölkerung in dieser Region. Gemäß Zensus 2011 waren 15,7 % der Ilmenauer evangelisch und 4,9 % katholisch.
Jüdische Einwohner wurden in Ilmenau erstmals 1428 erwähnt. Ihre Synagoge wurde 1492 von Schwarzburger Soldaten zerstört. Im Jahr 1560 wurden alle Juden aus der Grafschaft Henneberg und damit auch aus Ilmenau vertrieben. Erst ab etwa 1700 siedelten sich wieder Juden in Ilmenau an. Sie gehörten zur jüdischen Gemeinde Arnstadts und besaßen keine Synagoge, sondern nur eine Betstube in der Burggasse. Im Jahr 1823 trat in Sachsen-Weimar-Eisenach das Judengesetz in Kraft, welches Juden mit allen anderen Staatsbürgern rechtlich gleichstellte. 1891 wurde eine jüdische Gemeinde in Ilmenau gegründet, allerdings kam es nie zur Errichtung einer eigenen Synagoge. Die Gemeinde wuchs bis 1930 auf etwa 90 Mitglieder an, was damals 0,6 % der städtischen Bevölkerung entsprach. Nach der Machtergreifung der Nationalsozialisten 1933 wanderten etwa 60 Ilmenauer Juden aus, vor allem nach Südamerika und in die USA.
Bei den Novemberpogromen wurde am 10. November 1938 der jüdische Betsaal geschändet sowie geplündert und es wurden jüdische Geschäfte verwüstet. Die Polizei nahm sechs jüdische Männer in „Schutzhaft“ und verschleppte zwei von ihnen in das KZ Buchenwald, die nach einigen Wochen wieder entlassen wurden. Danach mussten die verbliebenen Juden in Judenhäusern leben. Ab 1942 erfolgten Deportationen in die Ghettos Bełżyce und Theresienstadt. Von den 33 Ilmenauer Juden wurden 27 ermordet und 6 befreit.
Bis etwa 1860 hieß der vordere Abschnitt der Weimarer Straße bis zur Einmündung der Poststraße Judengasse; am Ende dieser Gasse stand das Judentor. Als sie zum neuen Bergwerk auf dem Mittelfeld verlängert und befestigt wurde, benannte man sie in Bergstraße und später in Weimarer Straße um.
Heute sind die meisten Bürger Ilmenaus, etwa drei Viertel, konfessionslos, was vor allem damit zusammenhängt, dass in der DDR eine atheistische Weltanschauung staatlicherseits propagiert und aktiv gefördert wurde.
Es gibt neben den beiden großen christlichen Kirchgemeinden noch weitere Religionsgemeinschaften in Ilmenau, namentlich Baptisten (Karl-Zink-Straße), Brüdergemeinde (Güldene Pforte), Siebenten-Tags-Adventisten (Bahnhofstraße), Neuapostolische Kirche (Friedrich-Ebert-Straße) und Zeugen Jehovas (Auf dem Mittelfeld).
Muslimische oder jüdische Gemeinden bestehen in Ilmenau nicht. Auf dem Campus der Technischen Universität haben muslimische Auslandsstudenten nach der Wende eine Gebetsgruppe gegründet. Sie hat in einem Wohnheim des Studentenwerkes einen kleinen Gebetsraum, wo das Freitagsgebet stattfindet.

### Eingemeindungen
Im Rahmen der ersten Thüringer Kommunalreform unmittelbar nach der Gründung des Landes 1920 wurden 1923 die Landkreise gebildet und einige kleinere Gemeinden zu größeren Orten eingemeindet. Auch wurden damals zuvor durch Landesgrenzen geteilte Orte vereint, wie zum Beispiel der heutige Ilmenauer Ortsteil Manebach. 1923 wurden zunächst nur der Grenzhammer und das Neuhaus aus der Gemeinde Unterpörlitz ausgegliedert und in die Stadt Ilmenau eingegliedert. Diese beiden Gemarkungen waren keine Dörfer im eigentlichen Sinne, sondern es handelte sich beim Neuhaus um einige Gehöfte und beim Grenzhammer um ein Hammerwerk und einige Wohnhäuser. Mit Roda wurde 1939 das erste Dorf nach Ilmenau eingemeindet. Dies erfolgte auf Grund der katastrophalen Haushaltslage der Gemeindeverwaltung Rodas, die noch immer mit den Spätfolgen der Weltwirtschaftskrise von 1929 bis 1932 zu kämpfen hatte. Unterpörlitz nördlich von Ilmenau wurde 1981 eingemeindet. Grund hierfür war die Errichtung des Plattenbaugebietes Pörlitzer Höhe, wofür man einige Teile der Unterpörlitzer Gemeindeflur verwenden wollte, aber eine umfassende Baugenehmigung nur innerhalb einer Gemeinde erteilt werden konnte. Deshalb entschied man sich für die Eingemeindung des angrenzenden Dorfes.
Im Rahmen der Kommunalreform am 25. März 1994 kamen die Nachbardörfer Manebach, Oberpörlitz (bereits am 16. Oktober 1993) und Heyda zur Stadt Ilmenau. Es folgten zum 6. Juli 2018 die Städte Langewiesen (mit Oehrenstock) und Gehren (mit Jesuborn und Möhrenbach) sowie die Gemeinden Pennewitz und Wolfsberg (bestehend aus Bücheloh, Gräfinau-Angstedt und Wümbach). Am 1. Januar 2019 wurden noch Stützerbach und Frauenwald eingemeindet.

### Einwohnerentwicklung

Entwicklung der Einwohnerzahl von 1871 bis 2018

Die Einwohnerzahl Ilmenaus schwankte in der Zeit zwischen ihrer Gründung und 1800 immer zwischen etwa 400 und etwa 1.500. Als um 1870 die Industrialisierung in Ilmenau einsetzte, vervierfachte sich die Einwohnerzahl bis zum Beginn des Ersten Weltkrieges. Eine zweite Zuzugswelle begann Ende der 1970er-Jahre bedingt durch die Errichtung der Industriegebiete im Nordosten der Stadt. Die höchste Einwohnerzahl erreichte die Stadt im Jahr 1989 mit 29.293 Einwohnern. Nach der Wiedervereinigung ging die Einwohnerzahl dann wieder zurück.
Durch die Eingemeindungen zum 6. Juli 2018 und 1. Januar 2019 stieg die Einwohnerzahl der Stadt um etwa 13.000 Einwohner.

### Goethe und Ilmenau

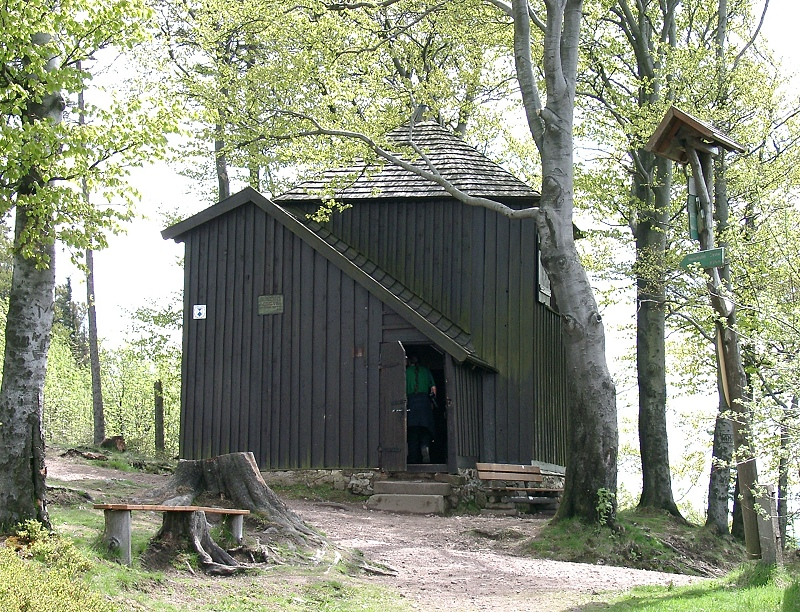
Goethehäuschen auf dem Kickelhahn

Bereits kurz nach seinem Eintritt in den Staatsdienst des Herzogtums Sachsen-Weimar, zu dem Ilmenau zu jener Zeit gehörte, erhielt Johann Wolfgang von Goethe 1776 von Herzog Karl August den Auftrag, die Ursachen für einen schweren Stadtbrand zu untersuchen und die verfallenen Bergwerksanlagen mit dem Ziel der Wiederbelebung zu besichtigen. Von da an weilte er bis zum Ende seines Lebens insgesamt 26-mal in Ilmenau.
Zu seinen Aufgaben zählte auch die Reform des Steuerwesens in der Stadt, wo es im Jahr 1768 zur „Ilmenauer Empörung“ wegen Korruption und Misswirtschaft gekommen war. Während er dabei spürbare Verbesserungen erzielen konnte, waren seine Versuche, den Bergbau wiederzubeleben, nur vorübergehend erfolgreich. Zwar konnte er erreichen, dass 1784 der Schacht „Neuer Johannes“ den Betrieb aufnahm. Nach einem Wassereinbruch 1796 mussten aber die Arbeiten wieder eingestellt werden, was Goethe so schmerzte, dass er die Stadt bis 1813 nicht mehr besuchte.
Neben seinen Aufgaben als Minister nutzte Goethe die Besuche in Ilmenau auch, um Abstand vom Leben am Weimarer Hof zu gewinnen und literarisch tätig zu sein. So beendete er dort 1779 die Arbeiten an seinem Werk Iphigenie auf Tauris. Bei einer seiner Wanderungen auf den Ilmenauer Hausberg Kickelhahn kritzelte er am 6. September 1780 an die Wand des dortigen Bretterhäuschens eines seiner bekanntesten Gedichte, Wandrers Nachtlied (Über allen Gipfeln ist Ruh). 1783 schrieb er zum 26. Geburtstag Karl Augusts das Gedicht Ilmenau, mit dem er der Stadt in 191 Versen ein literarisches Denkmal setzte. Zu Beginn des 19. Jahrhunderts besuchte Goethe auch oft das nahe gelegene Jagdhaus Gabelbach und führte dort unter anderem naturwissenschaftliche Studien durch.
Auch den letzten Geburtstag feierte der Dichter 1831 während seiner letzten Reise in Ilmenau.

## Politik

### Stadtrat
Der Stadtrat von Ilmenau wurde zuletzt bei den Kommunalwahlen in Thüringen am 26. Mai 2024 bestimmt. Dabei gelang es allen angetretenen neun Wahlvorschlägen, zumindest einen der 36 zu vergebenden Sitze zu erreichen. Für die vorangegangene Wahlperiode war aufgrund einer Sonderregelung nach der deutlichen Vergrößerung von Ilmenau 2018 und 2019 ein Stadtrat mit 40 Mitgliedern gewählt wurden.
| Wahlergebnis 2024 – Stadtrat Ilmenau  | Wahlergebnis 2024 – Stadtrat Ilmenau | Fraktionen im Stadtrat (Stand: 15. August 2024)                                                              |
| ------------------------------------- | ------------------------------------ | --- |
| Partei / Liste                        | Sitze                                | Insgesamt 36 Sitze - Linke: 4 - BüBü/Grün/SPD: 4 - Pro Bockwurst: 5 - CDU/FDP: 11 - AfD: 9 - Fraktionslos: 3 |
| CDU                                   | 10                                   | Insgesamt 36 Sitze - Linke: 4 - BüBü/Grün/SPD: 4 - Pro Bockwurst: 5 - CDU/FDP: 11 - AfD: 9 - Fraktionslos: 3 |
| AfD                                   | 9                                    | Insgesamt 36 Sitze - Linke: 4 - BüBü/Grün/SPD: 4 - Pro Bockwurst: 5 - CDU/FDP: 11 - AfD: 9 - Fraktionslos: 3 |
| Die Linke                             | 4                                    | Insgesamt 36 Sitze - Linke: 4 - BüBü/Grün/SPD: 4 - Pro Bockwurst: 5 - CDU/FDP: 11 - AfD: 9 - Fraktionslos: 3 |
| Pro Bockwurst a)                      | 4                                    | Insgesamt 36 Sitze - Linke: 4 - BüBü/Grün/SPD: 4 - Pro Bockwurst: 5 - CDU/FDP: 11 - AfD: 9 - Fraktionslos: 3 |
| Bürgerbündnis / Bündnis 90/Die Grünen | 2                                    | Insgesamt 36 Sitze - Linke: 4 - BüBü/Grün/SPD: 4 - Pro Bockwurst: 5 - CDU/FDP: 11 - AfD: 9 - Fraktionslos: 3 |
| SPD                                   | 2                                    | Insgesamt 36 Sitze - Linke: 4 - BüBü/Grün/SPD: 4 - Pro Bockwurst: 5 - CDU/FDP: 11 - AfD: 9 - Fraktionslos: 3 |
| Ilmenau Direkt                        | 2                                    | Insgesamt 36 Sitze - Linke: 4 - BüBü/Grün/SPD: 4 - Pro Bockwurst: 5 - CDU/FDP: 11 - AfD: 9 - Fraktionslos: 3 |
| Freie Wählergemeinschaft Ilmenau      | 2                                    | Insgesamt 36 Sitze - Linke: 4 - BüBü/Grün/SPD: 4 - Pro Bockwurst: 5 - CDU/FDP: 11 - AfD: 9 - Fraktionslos: 3 |
| FDP                                   | 1                                    | Insgesamt 36 Sitze - Linke: 4 - BüBü/Grün/SPD: 4 - Pro Bockwurst: 5 - CDU/FDP: 11 - AfD: 9 - Fraktionslos: 3 |

Für die Bildung einer Fraktion sind mindestens vier Sitze notwendig. Eine gemeinsame Fraktion bilden CDU und FDP mit zusammen 11 Sitzen sowie Bürgerbündnis / Bündnis 90/Die Grünen und SPD mit zusammen vier Sitzen. AfD, Die Linke und Pro Bockwurst bilden jeweils eine eigene Fraktion. Ilmenau Direkt und Freie Wählergemeinschaft Ilmenau hatten zu Beginn der Wahlperiode mit zusammen vier Sitzen eine gemeinsame Fraktion gebildet, die jedoch nach einigen Wochen zerbrach, so dass diese vier Stadtratsmitglieder fraktionslos geworden sind. Ein Stadtratsmitglied von Ilmenau Direkt schloss sich daraufhin der Fraktion Pro Bockwurst an. Stimmberechtigt ist neben den 36 Mitgliedern des Stadtrates auch der Ilmenauer Oberbürgermeister.
Zur Bewältigung der Aufgaben des Stadtrates wurden durch diesen sieben Ausschüsse gebildet. Zu den beschließenden Ausschüssen zählen der Haupt- und Finanzausschuss, der Bau- und Vergabeausschuss sowie der Werkausschuss. Vorbereitende Funktionen übernehmen der Wirtschafts-, Umwelt- und Verkehrsausschuss, der Kultur- und Sportausschuss, der Sozial- und Gleichstellungsausschuss sowie der Rechnungsprüfungsausschuss. Sitzungen des Stadtrates finden in der Regel monatlich (mit Ausnahme einer Sommerpause im August), die Sitzungen des Haupt- und Finanzausschusses meist zwei Wochen vor der Stadtratssitzung statt.

### Bürgermeister
Zwischen 1800 und 1821 gab es jährliche Bürgermeisterwahlen, wobei sich von 1804 bis 1817 Johann August Rieth und Johann Carl Wilhelm Voigt im Amt abwechselten. 1817 wurde an Stelle von Johann August Rieth der großherzogliche Sächsische Rat Johann Georg Carl Christian Blumröder erstmals Stadtoberhaupt. Bis 1933 waren die Stadtoberhäupter parteilos. Seit dem 12. Oktober 1994 tragen die Ilmenauer Bürgermeister den Titel Oberbürgermeister, was mit der Verleihung des Titels „Große kreisangehörige Stadt“ zusammenhängt.
Die Amtszeit des seit 1990 amtierenden Oberbürgermeisters Gerd-Michael Seeber endete am 30. Juni 2018. Bis zur Ernennung eines neuen Oberbürgermeisters Ende 2018 wurde Ilmenau durch Gerd-Michael Seeber als „Beauftragter der Stadt Ilmenau“ geleitet. Am 21. Oktober 2018 wurde der parteilose Kandidat Daniel Schultheiß (Wahlbündnis für Ilmenau, bestehend aus den Parteien Die Linke, SPD, Bündnis 90/Die Grünen und den Wählervereinigungen Pro Bockwurst und Bürgerbündnis) im 1. Wahlgang bei zwei Mitbewerbern mit 51,4 % der abgegebenen gültigen Stimmen zum Oberbürgermeister gewählt. Sein Amtsantritt erfolgte am 1. November 2018. Am 26. Mai 2024 wurde Schultheiß im 1. Wahlgang bei zwei Mitbewerbern mit 56,4 % der abgegebenen gültigen Stimmen für eine am 1. November 2024 beginnende zweite Amtszeit wiedergewählt.
Liste der Bürgermeister seit 1821/Oberbürgermeister seit 1994

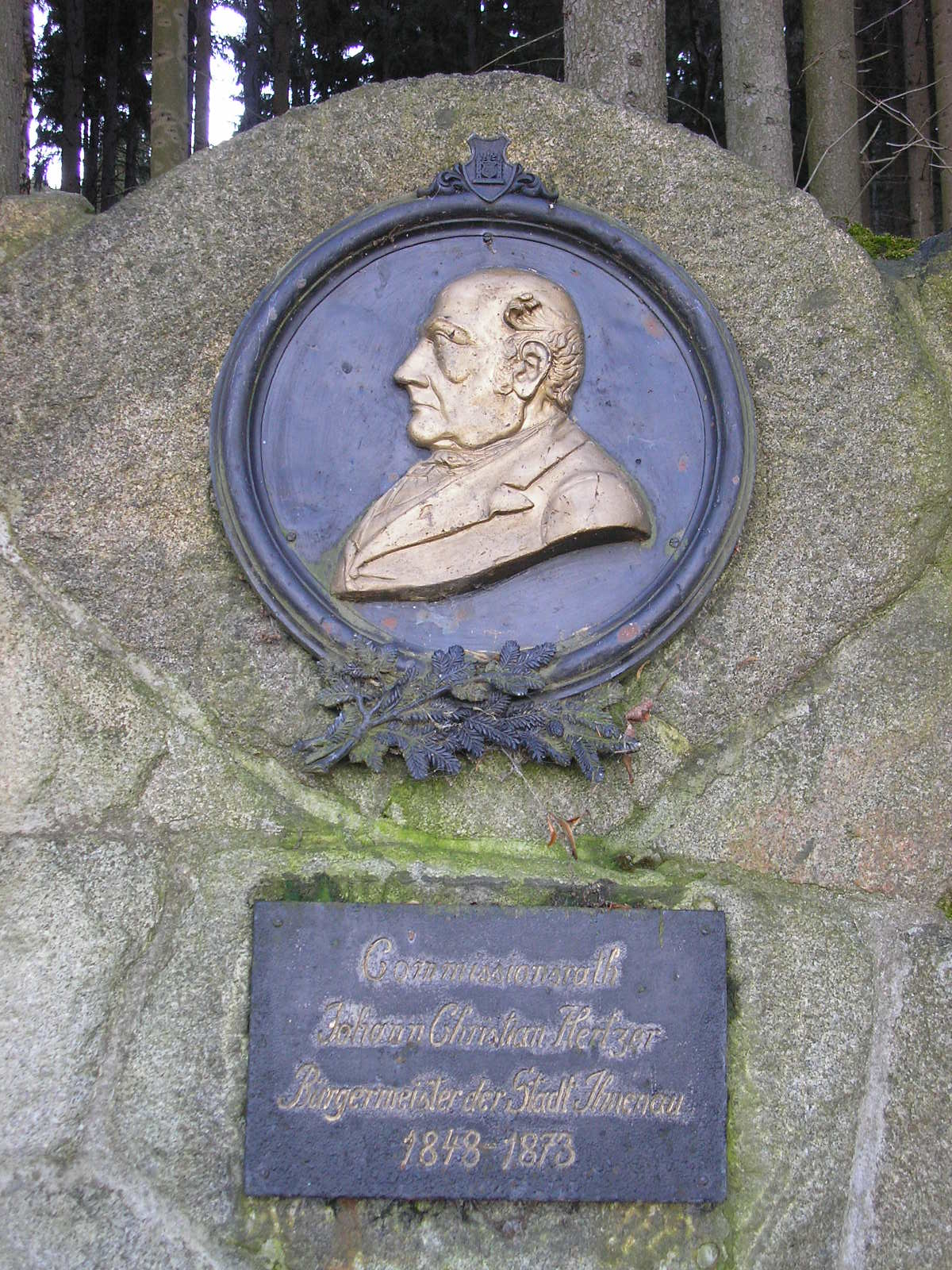
Denkmal für Bürgermeister Johann Christian Hertzer

- 1821–1830: Johann Georg Carl Christian Blumröder
- 1831–1837: Adolph Ludwig Friedrich Conta
- 1838–1848: Konstantin Lairitz
- 1849–1873: Johann Christian Hertzer
- 1874–1890: Friedrich Hörung
- 1890–1900: Paul Eckardt
- 1901–1906: Alexander Bleymüller
- 1906–1911: Konrad Angermann (Jurist)
- 1911–1918: Karl Willigmann (Jurist)
- 1918–1920: vakant, Amtsgeschäfte von Stadtsekretär Thiede geführt
- 1920–1922: Hermann Zachäus
- 1923–1925: Heinrich Brauer
- 1925–1931: Paul Hinz
- 1931–1933: Hellmuth Birnbaum
- 1933–1934: Hermann Schultz (NSDAP)
- 1934–1945: Richard Walther (NSDAP)
- 10. Mai–12. Juli 1945: Hermann Zachäus
- 1945–1950: Paul Fliedner (KPD/SED)
- 1950–1961: Charlotte Gleichmann (SED)
- 1961–1979: Kurt Heunemann (SED)
- 1979–1989: Siegfried Güthoff (SED)
- 1989–1990: Peter Bischoff (SED)
- Januar–Mai 1990: Hans-Georg Rammelt (parteilos)
- Mai 1990–Juni 2018: Gerd-Michael Seeber (CDU)
- seit November 2018: Daniel Schultheiß (parteilos)

### Wappen

Das Ilmenauer Stadtwappen

Blasonierung: „In Silber zwischen zwei hohen roten Türmen mit geschlossenen Toren und spitzen Dächern schwebend ein gevierter goldener Schild; Feld 1 und 4: oben ein wachsender, doppelköpfiger schwarzer Adler, über ihm schwebt eine goldene Krone, unten rot-silbern geschacht; Feld 2 und 3: auf einem grünen Dreiberg eine schwarze Henne; über dem Schild ein neunblättriger grüner Blattwedel.“
Die Krone über dem Reichsadler deutet auf das Reichsamt der Henneberger Grafen hin. Das geschachte Feld stellt einen Ausschnitt aus dem Würzburger Stadtwappen dar und bezieht sich ebenfalls auf das von den Hennebergern dort ausgeübte Reichsamt. Die Henne auf dem grünen Dreiberg ist das Wahrzeichen des Henneberger Grafengeschlechts. Der Blattwedel mit den neun Blättern symbolisiert die neun Dörfer des früheren Amtes Ilmenau (Cammerberg (Manebach), Stützerbach, Oberpörlitz, Unterpörlitz, Roda, Heyda, Martinroda, Neusiß und Wipfra).

### Städtepartnerschaften

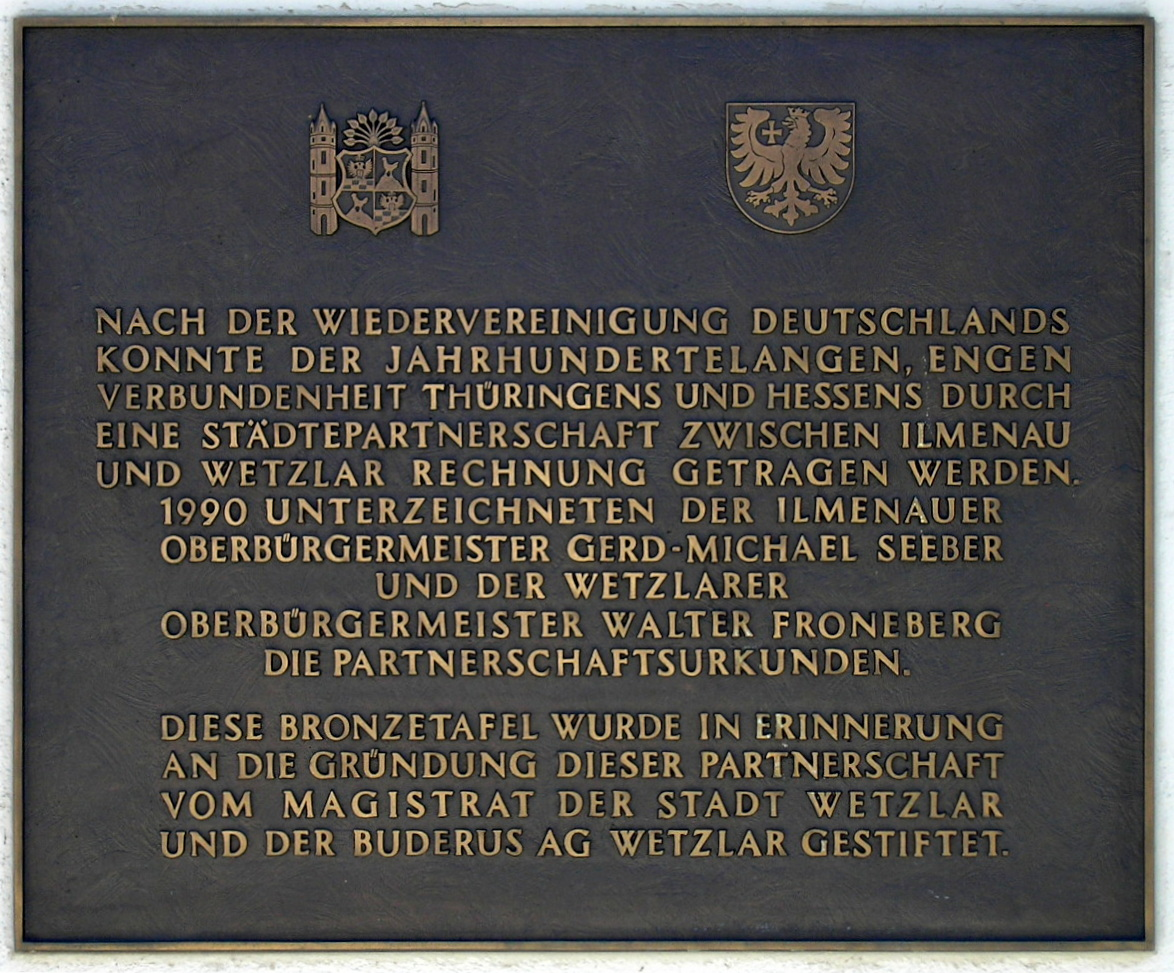
Gedenktafel zum Abschluss der Partnerschaft mit Wetzlar

Ilmenau unterhält Städtepartnerschaften zu Homburg (seit 1989), zum hessischen Wetzlar (seit 1990) sowie zur rumänischen Stadt Târgu Mureș (seit 1997). 2002 wurde ein Partnerschaftsvertrag mit der Stadt Blue Ash im US-Bundesstaat Ohio abgeschlossen.
In der Vergangenheit gab es weitere Versuche, Städtepartnerschaften zu gründen, wobei jedoch kein Partnerschaftsvertrag zustande kam:
- 1966 mit der Stadt Gap in Frankreich – im Gefolge der Kooperation des Départements Hautes-Alpes und des Kreises Ilmenau
- 1975 mit der tschechischen Stadt Jindřichův Hradec (Neuhaus)
- 1991 mit der Stadt Wertheim am Main in Baden-Württemberg

## Kultur und Sehenswürdigkeiten
Die Kultur Ilmenaus ist stark durch das Wirken Goethes in der Stadt geprägt. So ist Ilmenau die einzige Stadt, der ein ganzes Werk Goethes gewidmet ist und der er damit ein poetisches Denkmal setzte. Mit dem Gedicht Ilmenau finden Goethes Zeiten, die von Spaß und Vergnügen mit dem jungen Herzog (ab 1815 Großherzog) Carl August geprägt waren, einen Abschluss.
Darüber hinaus wird die Kultur stark durch die Universität beeinflusst. Große Teile der studentischen Kultur werden vom Ilmenauer Studentenclub e. V. gestaltet. Dieser Verein betreibt auf dem Campus vier Studentenclubs sowie ein Studentencafé und unterstützt verschiedene kulturelle Schwerpunkte wie Film, Musik und Unterhaltung. Aus dem universitären Umfeld sind verschiedene Initiativen entstanden, die mit Veranstaltungen das kulturelle Programm der Stadt bereichern.

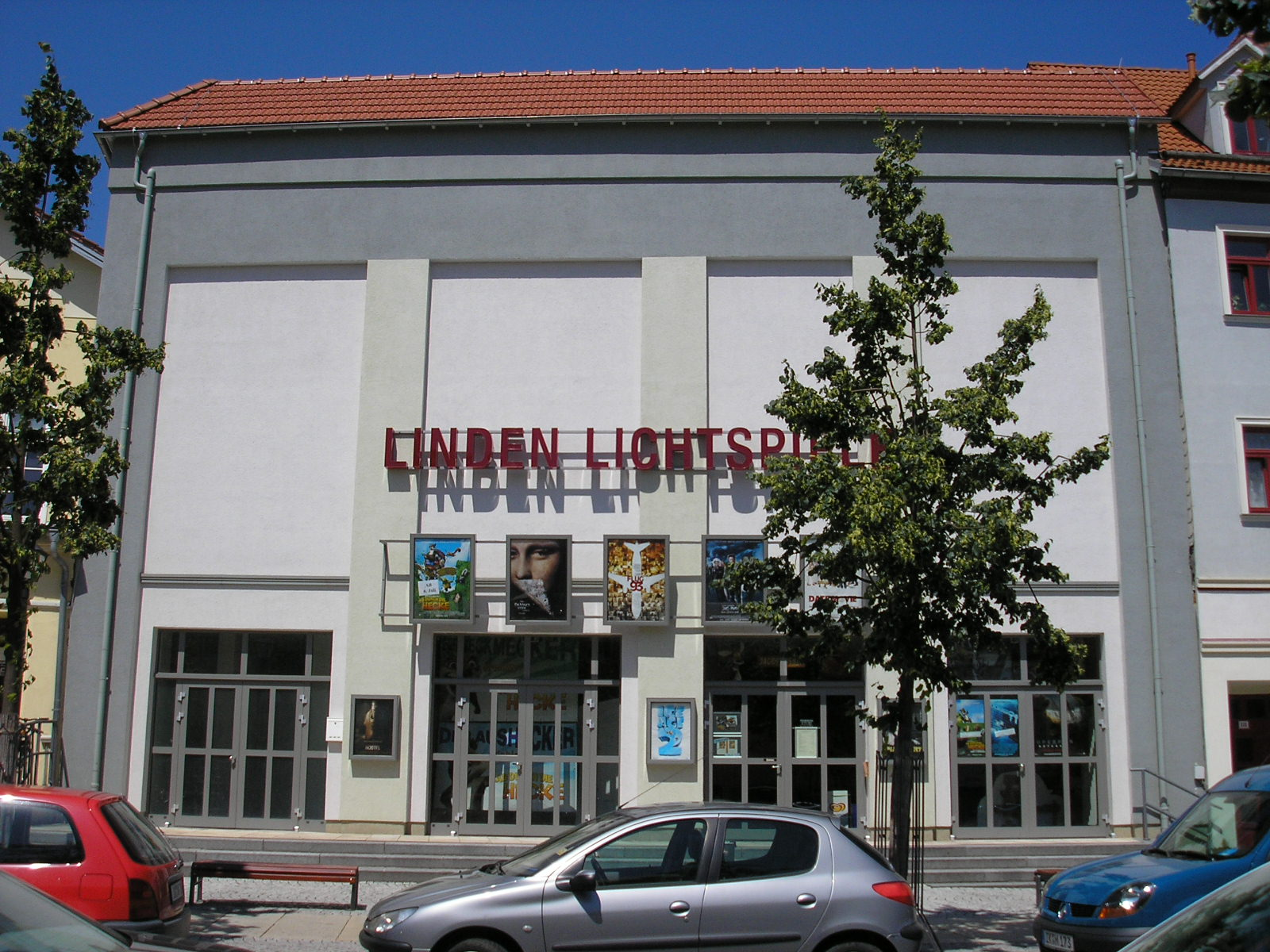
Kino Linden Lichtspiele in Ilmenau

Ebenfalls der Nähe zur Universität und damit zum Fraunhofer-Institut für Digitale Medientechnologie (IDMT) verdankt das Ilmenauer Kino Linden Lichtspiele eine Besonderheit. Es war im Jahr 2006 das einzige Kino im Ilm-Kreis, und auch weltweit das erste Kino, welches mit der IOSONO-Technik zur Klangfeldsynthese ausgestattet wurde. Das Kino wurde 2006 von der Initiative Deutschland – Land der Ideen als einer der „365 Orte im Land der Ideen“ ausgezeichnet.

### Kultureinrichtungen
Wichtigstes Museum der Stadt ist das GoetheStadtMuseum im Amtshaus am Marktplatz. Es wurde nach umfangreichen Baumaßnahmen am 29. November 2008 neu eröffnet.

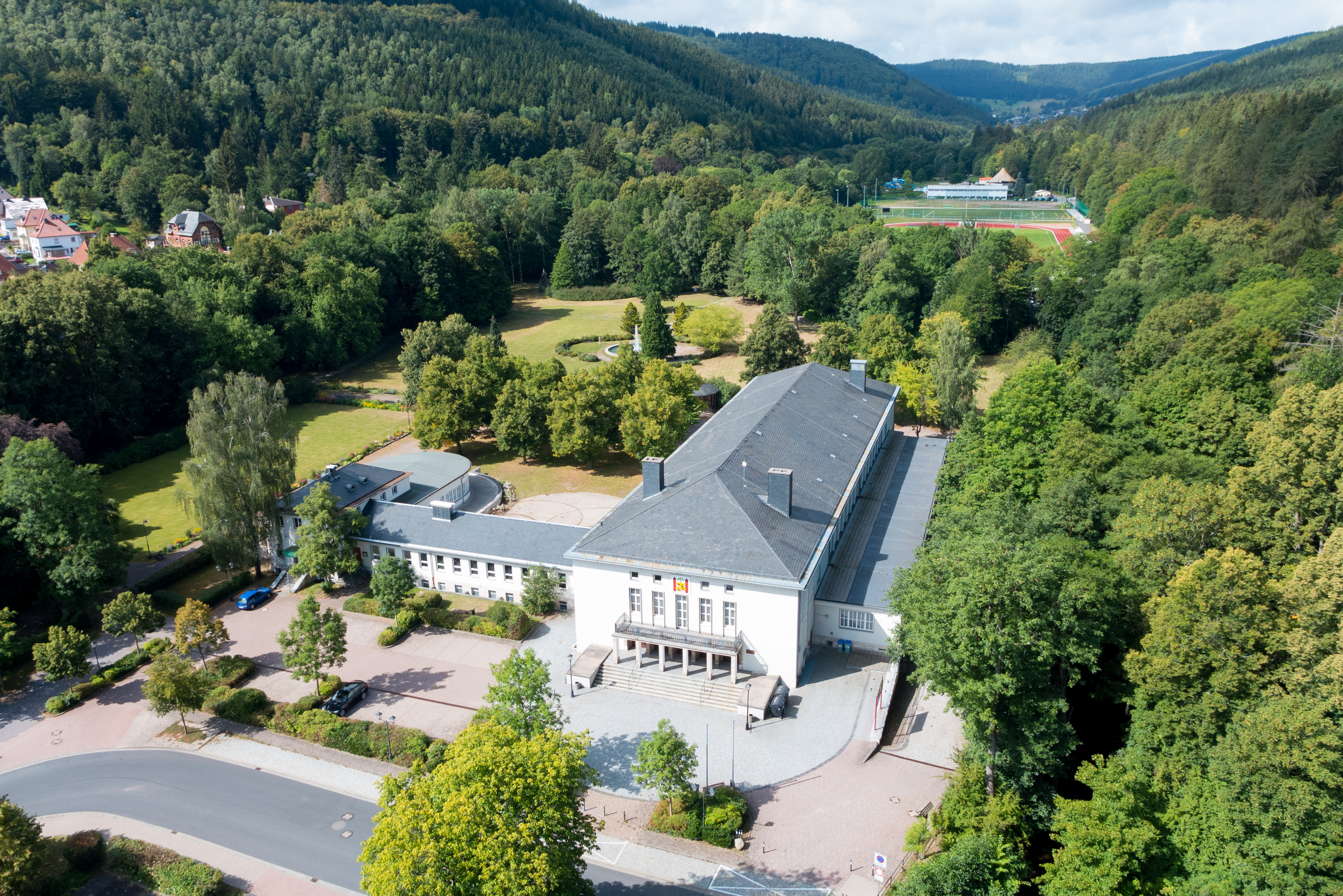
Festhalle Ilmenau

Eine weitere Ausstellung befindet sich im Jagdhaus Gabelbach im Gabelbachtal südlich der Stadt. Sie zeigt forstwirtschaftliche und naturwissenschaftliche Exponate aus der Zeit Goethes und dem späteren 19. Jahrhundert. Die barocke Stadtkirche „St. Jakobus“ ist ebenfalls täglich geöffnet. Neben Gottesdiensten finden hier auch häufig Konzerte statt. Die Alte Försterei am Wetzlarer Platz dient als Galerie und präsentiert wechselnde Ausstellungen. An die industrielle Vergangenheit Ilmenaus erinnert die Fischerhütte, eine ehemalige, vollständig erhaltene Glashütte, die ebenfalls für Veranstaltungen genutzt wird. Die Festhalle im Südwesten der Stadt dient als Veranstaltungszentrum und Stadthalle Ilmenaus.
Die Stadtgeschichte wird in den Archiven gesammelt. Dazu gehören das Stadtarchiv in der Goethe-Passage in der Weimarer Straße, das Museumsarchiv im Rathaus und das Universitätsarchiv im Campus-Center. Mit der Stadtbibliothek und der Universitätsbibliothek verfügt die Stadt zusätzlich über zwei umfangreiche Bibliotheken.

### Regelmäßige Veranstaltungen
Während der Sommermonate finden in der Ilmenauer Altstadt diverse Veranstaltungen statt, Höhepunkt ist das im Juni jedes Jahres stattfindende Altstadtfest. Auf mehreren in der Stadt verteilten Bühnen werden unterschiedliche musikalische Veranstaltungen geboten, die durch in der Altstadt aufgestellte Verkaufsstände ergänzt werden. Andere vergleichbare, meist jedoch kleinere Veranstaltungen sind der Ilmenauer Töpfermarkt, der „Ilmenauer Autofrühling“ oder das Lichterfest Ende Oktober, das den Abschluss der jährlichen Freiluftfeste bildet. Dabei wird die Altstadt mit tausenden Kerzen verziert.
Konzerte mit maximal 150 Besuchern finden vor allem in den vier Studentenclubs auf dem Campus statt, Räumlichkeiten für größere Veranstaltungen bietet die Festhalle der Stadt Ilmenau, in welcher in unregelmäßigen Abständen Konzerte unterschiedlichster Stilrichtungen stattfinden. Engagement zeigt auch die Ilmenauer Jazz-Szene. Seit 1972 finden jährlich im April die „Jazztage Ilmenau“ mit internationalen Künstlern statt. Auch während der jährlich im Herbst stattfindenden „Jazzmeile Thüringen“ werden Ilmenauer Bühnen regelmäßig genutzt. Vergleichbar mit Kneipenfestivals in anderen Städten findet auch in Ilmenau seit einigen Jahren im Frühjahr das „Ilmenauer Kneipenfestival“ statt. Nachdem einmalig Eintritt bezahlt wurde, können die Besucher zwischen allen teilnehmenden Kneipen und Gaststätten pendeln, um ein breites Programm an Livemusik erleben zu können.
Alle zwei Jahre wird die Internationale Studierendenwoche in Ilmenau (ISWI) veranstaltet, bei der sich Studierende aus aller Welt in Ilmenau treffen. In der letzten Augustwoche findet jährlich das Kickelhahnfest statt. Rund um den Kickelhahn dreht sich auch ein beliebtes Studentenfest in der „Bergfestwoche“, der alljährliche Bierathlon. Diese beiden vornehmlich von Studierenden der Technischen Universität organisierten Veranstaltungen werden seit 2018 ergänzt durch das Ilmpuls Festival, das alljährlich im Stadtpark stattfindet und 2019 weit über 1.000 Besucher zählte.
Eine weitere Ilmenauer Tradition ist das Neuschülerfest, das seit dem 17. Jahrhundert alljährlich begangen wird. Dabei werden die Schüler, die in die erste Klasse kommen, festlich gekleidet und ein Umzug durch die Innenstadt gestaltet. Heute findet das Neuschülerfest Anfang Juni jeden Jahres statt.
Die über 100-jährige Tradition des Ilmenauer Faschings wird in der Festhalle seit 1969 durch den Ilmenauer Karnevalklub e. V. zelebriert – seit 1995 auch mit regelmäßigen Faschingsumzügen durch die Innenstadt.
1998 fand in Ilmenau der dritte Thüringentag statt.

### Ilmenauer Kunstweg

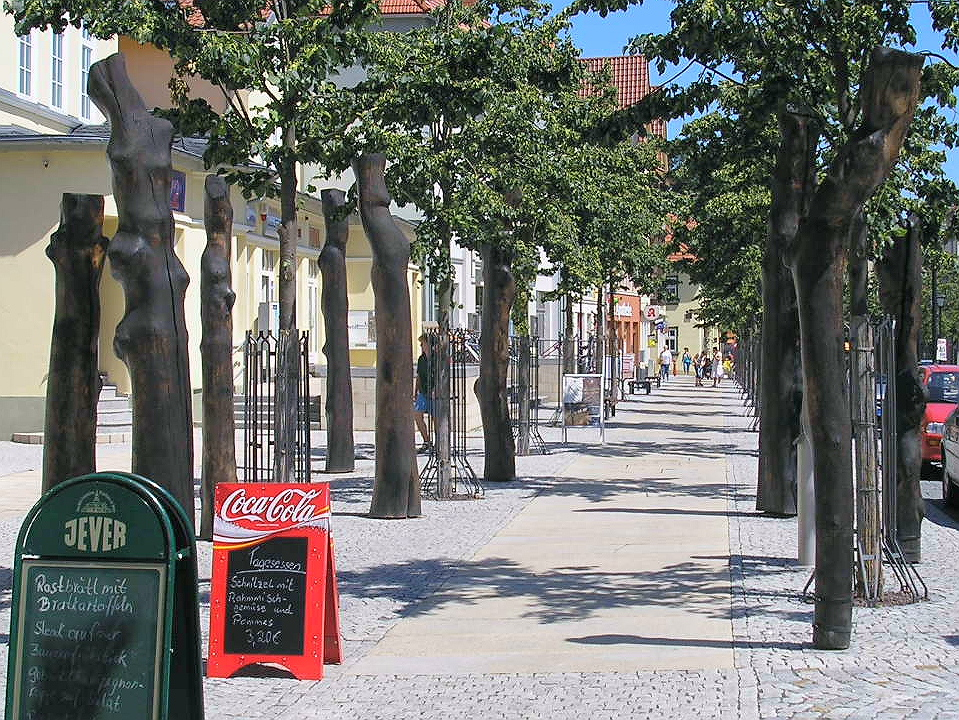
Die Metamorphose der Ilmenauer Linden

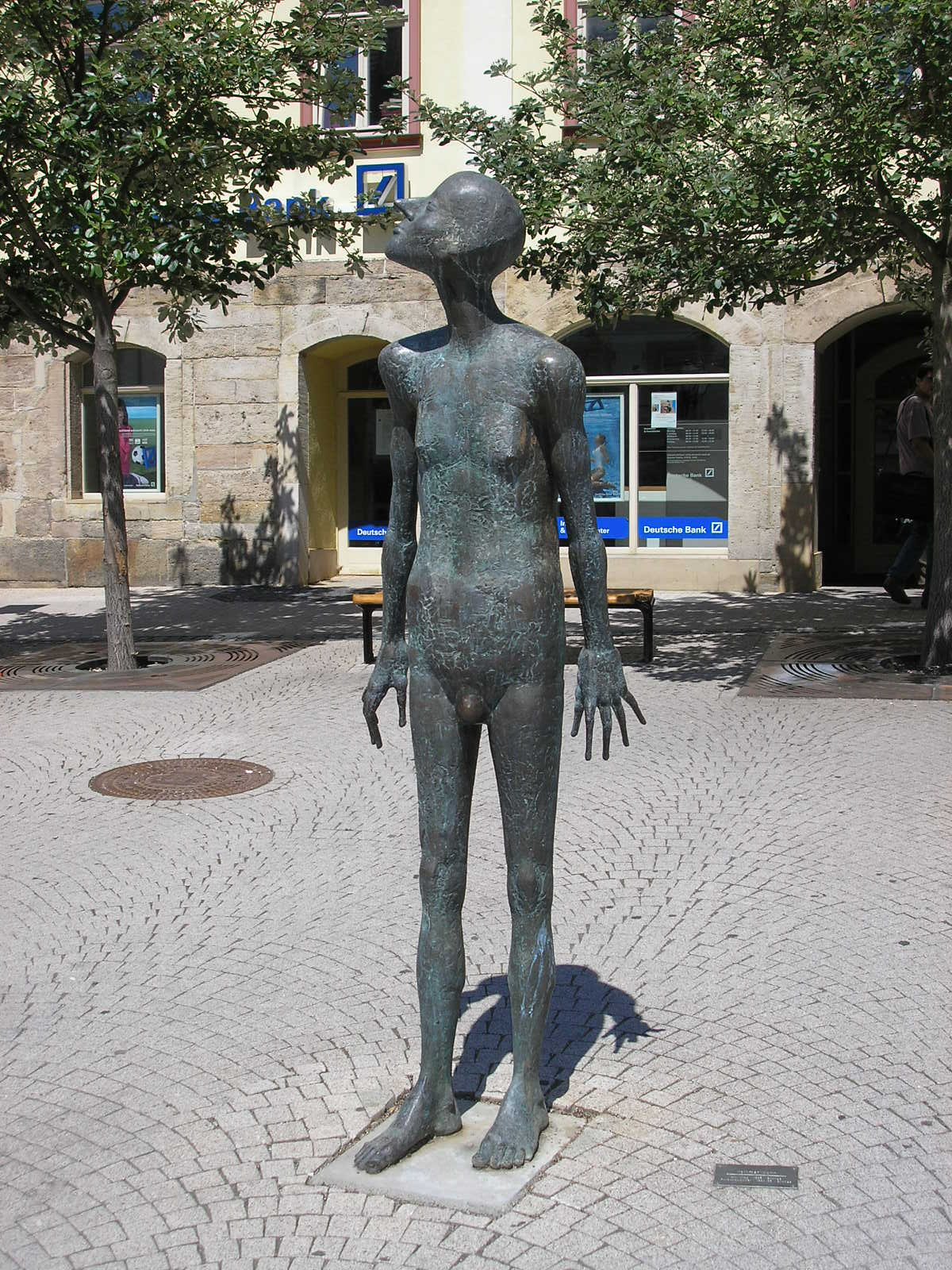
Bronzeskulptur von Volkmar Kühn am Apothekerbrunnen

Unter dem Namen „Ilmenauer Kunstweg“ fanden bisher drei Freiluftausstellungen in der Ilmenauer Altstadt statt. Die Ausstellungen zeigten jeweils Skulpturen eines Künstlers. Nach Beendigung der Ausstellung erwarb die Stadtverwaltung Ilmenau einen Teil Kunstwerke, um sie dauerhaft in der Innenstadt ausstellen zu können.
Während des ersten Ilmenauer Kunstwegs von Mai bis November 2000 wurden Bronzeskulpturen des Bildhauers Volkmar Kühn gezeigt, zwei der Figuren sind heute am Apothekerbrunnen aufgestellt. Der unter das Thema Die Metamorphose der Ilmenauer Linden gestellte zweite Ilmenauer Kunstweg von Oktober 2002 bis Oktober 2003 stieß zum Teil auf Ablehnung unter der Ilmenauer Bevölkerung. Im Rahmen der Neugestaltung der Lindenstraße wurden die dortigen Linden gefällt und von der Künstlerin Franziska Uhl umgestaltet, indem sie die Rinde entfernte und die „nackten“ Baumstämme schwarz anstrich. Da jedoch schon die Abholzung der Linden umstritten war, wirkte sich die radikale Umgestaltung noch negativer auf die Meinung zu den Kunstwerken aus. Die Stadtverwaltung entschloss sich trotzdem, die Skulpturen zu erwerben und dauerhaft vor dem Kino in der Lindenstraße auszustellen. Der dritte „Ilmenauer Kunstweg“ zeigte von Mai bis Oktober 2005 abstrakte Sandsteinskulpturen. Die Stadtverwaltung erwarb erneut zwei dieser Kunstwerke, um sie in der Innenstadt auszustellen.

### Sport
Ilmenau ist ein Wintersportzentrum, das schon mehrere Rodelolympiasieger hervorgebracht hat. Am 13. Januar 1913 wurden auf der Alten Rodelbahn im Gabelbachtal die ersten deutschen Rennrodelmeisterschaften ausgetragen. 1934 fand die 4. Europameisterschaft im Rodeln auf der Bobbahn am Lindenberg statt. Die Alte Rodelbahn und die Bobbahn aus den 1920er-Jahren werden seit mehreren Jahrzehnten nicht mehr vereist, sind aber als Wanderwege zur Bobhütte auf dem Lindenberg nutzbar. Seit 1989 gibt es eine Freizeit- und Rennschlittenbahn, ebenfalls am Lindenberg. Dort wird seit 1993 jährlich der FIL-Sommerrodel-Cup ausgetragen.
Weitere Wintersportveranstaltungen in Ilmenau waren: die Thüringen-Meisterschaften im Eishockey 1913 und 1914, die 4. deutschen Rennrodelmeisterschaften 1920, die deutschen Junioren-Meisterschaften im Bobsport 1927, die Thüringen-Meisterschaften im Bobsport 1928, 1929 und 1930 sowie die deutschen Meisterschaften im Bobsport 1928 und die DDR-Meisterschaft im Rennrodeln 1962. Außerdem fanden 1953 die Mecklenburgischen Wintersportmeisterschaften auf den eigens dafür angemieteten Ilmenauer Anlagen statt.
Andere Wintersportanlagen wie ein Abfahrtshang, eine ehemalige Skisprungschanze, die heute in die Downhillstrecke integriert ist, sowie ein Eisplatz liegen ebenfalls im Gabelbachtal, ebenso die Tennisplätze. Die Ilmenauer Eissporthalle in der Karl-Liebknecht-Straße wurde 2007 eingeweiht.
Zahlreiche Sommersportstätten liegen im Ilmtal westlich der Stadt, wo es ein Stadion und ein beheiztes Freibad gibt. Ilmenau stellt eine Handballmannschaft (HV Ilmenau 55) in der Thüringenliga. Die Fußballmannschaft SV Germania Ilmenau spielt in der Kreisoberliga Mittelthüringen (8. Liga). Im Stadion im Hammergrund fand am 21. Mai 1990 ein Gruppenspiel der U-16-Fußball-Europameisterschaft 1990 statt, welches mit einem 3:0-Sieg der Tschechoslowakei über Schottland endete.
Ein sportlicher Höhepunkt des Jahres sind die seit 1996 stattfindenden Downhillwettkämpfe am Abfahrtshang vom Lindenberg hinunter in das Gabelbachtal (zweites Rennen im iXS German Downhill Cup). In den Jahren 2007 und 2012 fanden hier auch die Deutschen Meisterschaften im Downhill statt.
Weitere erfolgreiche Vereine sind der Ilmenauer Badminton Club, die Kickelhahn Rangers (Eishockey), die Ilmbaskets und die Volleyballmannschaft des SV TU Ilmenau, die allesamt in der jeweiligen Landesliga spielen. Die 1. Mannschaft des Ilmenauer Schachvereins spielt in der Thüringenliga (4. Liga). Snooker Ilmenau spielt mit zwei Mannschaften ebenfalls in der Thüringenliga (3. Liga); der Club schloss die Saison 2010/11 als Meister ab.
Zwischen 1913 und 1934 wurde um Ilmenau insgesamt zwölfmal das Gabelbachrennen veranstaltet, ein Bergrennen für den Automobil- und Kraftradsport. In seinen besten Jahren lockte es über 40.000 Zuschauer an.

### Sehenswürdigkeiten
Ilmenau besitzt einen kleinen Altstadtkern, der in den Jahren 1752 bis etwa 1760 nach dem letzten großen Stadtbrand von 1752 entstand. Der Wiederaufbau erfolgte in spätbarockem Stil, der seither die Stadt prägt. Das gilt auch für viele der öffentlichen Bauten. Deren Wiederaufbau leitete der Weimarer Hofbaumeister Gottfried Heinrich Krohne.
Den Zweiten Weltkrieg überstanden die Gebäude der Stadt unbeschadet. In den Jahren zwischen 1995 und 2003 wurden große Teile der alten Bausubstanz saniert. Die Fußgängerzone besteht aus der Friedrich-Hofmann-Straße im Osten, der Marktstraße im Norden und der Straße des Friedens im Westen. Diese drei Straßen treffen sich am Apothekerbrunnen, dem zentralen Platz der Stadt, aber nicht der Altstadt.

#### Grenzen der Altstadt

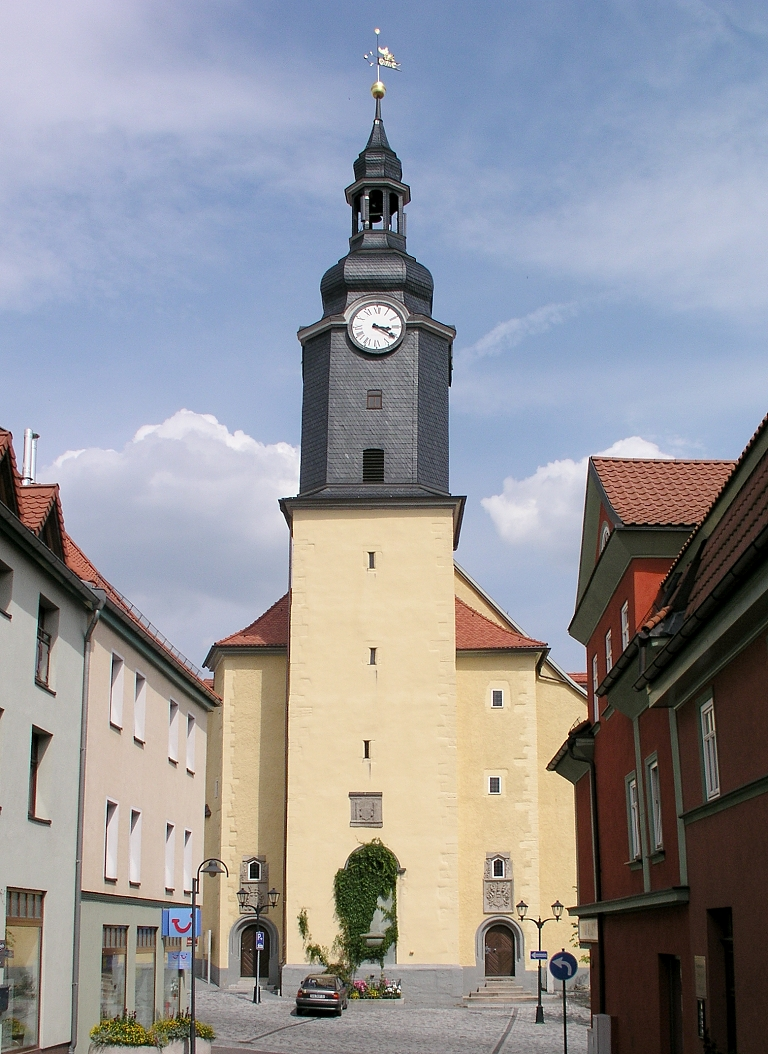
St. Jakobus

Die Südgrenze der Altstadt markiert die Straße Mühlengraben, die Nordostecke die Straße Wallgraben, die den Verlauf der Stadtbefestigung südlich der einstigen Wasserburg anzeigt. Östlich gehörte noch gerade die Münzstraße dazu, sodass der heutige Wetzlarer Platz, bei dem von den 1730er Jahren bis zum Stadtbrand ein Rokokoschloss stand, die Südostecke markiert. Im Nordwesten ist die äußerste Straße innerhalb der Altstadt die Pfortenstraße, die aber nicht vom Zentrum auf eine Pforte zulief, sondern in Winkelform parallel zur Innenseite der Stadtbefestigung das Obertor im Norden mit der Güldenen Pforte im Westen verband. Am südwestlichen Bogen der Stadtbefestigung lag das Endleichtor. Von dort erstreckte sich die Vorstadt Endleich entlang der heutigen Lindenstraße nach Südwesten.

#### Kirchplatz
Im Zentrum der Stadt lag der Kirchplatz mit der Stadtkirche St. Jakobus. Sie ist die größte Kirche der Stadt und wurde zwischen 1760 und 1761 im spätbarocken Stil erbaut. Das Gotteshaus der 3.400 Mitglieder zählenden evangelisch-lutherischen Kirchengemeinde beherbergt die mit 65 Registern größte Orgel Thüringens. Sie wurde von der Firma Walcker gefertigt und 1911 eingeweiht. Mit am Kirchplatz steht das Gemeindehaus. Der Luther-Kandelaber auf dem Platz wurde 1894 anlässlich des 375. Jahrestages der Einführung der Reformation in Henneberg aufgestellt.

#### Marktplatz
Der Marktplatz ist mit dem Kirchplatz durch die Marktstraße verbunden und liegt außergewöhnlicherweise am (nördlichen) Rand der Altstadt, daran zu erkennen, dass von seiner Nordostecke der Wallgraben abgeht. Am Markt stehen das Rathaus und das Amtshaus, auf ihm der Hennebrunnen:
- Das Rathaus steht nördlich der Fleischergasse an der Westseite des Platzes und ist ein zweigeschossiger Walmdachbau mit Mansardendach aus den Jahren 1768 bis 1786. Es entstand damals auf den Ruinen des Vorgängerbaus aus dem Jahr 1625. Das Portal und der südöstliche Erker des Vorgängerbaus hatten den Stadtbrand überstanden und wurden in den Neubau integriert. Diese beiden Gebäudeteile zeigen noch den Renaissancestil. Über dem Eingang ist eine Sandsteintafel angebracht, auf der neben dem Stadtwappen auch zwei in lateinischer Sprache verfasste Texte vorhanden sind. Sie schildern den Hergang des Stadtbrandes von 1624 sowie die Geschichte des erstmals 1426 erwähnten Rathauses, welches auch im Jahr 1603 bereits einmal einem Brand zum Opfer gefallen war. Über dem Portal auf dem Dach des Rathauses befindet sich ein kleiner achteckiger Turmaufbau mit einer Uhr und einer Glocke aus dem Jahr 1918. Das Ilmenauer Rathaus war seit 1691 auch gleichzeitig Sitz des Bergamtes. Deshalb wurde es für Johann Wolfgang Goethe im Rahmen seiner Tätigkeit als Geheimer Bergrat zu einer wichtigen Wirkungsstätte. Die Großherzoglich Sächsische Bezirksdirektion erteilte im Jahr 1900 eine Genehmigung zum Bau von drei weiteren Flügeln für das Rathaus, da die Stadt inzwischen stark gewachsen und das Platzangebot im Altbau nicht mehr ausreichend war. So entstand bis 1902 hinter dem Rathaus ein Anbau mit weiteren Verwaltungsräumen. Im Kellergewölbe des Rathauses befindet sich heute die Gaststätte „Ratskeller“. Alle anderen Räumlichkeiten des Altbaus und des Anbaus von 1902 werden heute von der Stadtverwaltung genutzt. Außerdem nutzt die Stadtverwaltung noch das Nachbargebäude, die alte Ilmenauer Volksschule aus dem 18. Jahrhundert mit. Mit ihm ist das Rathaus über eine gläserne Brücke verbunden.

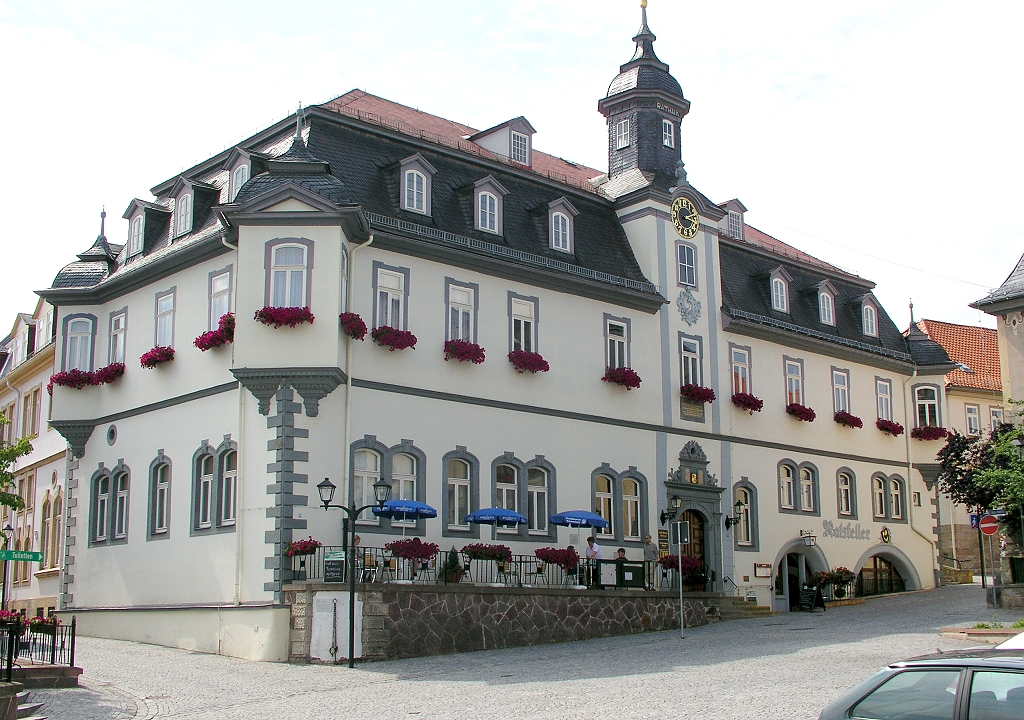
Rathaus am Marktplatz
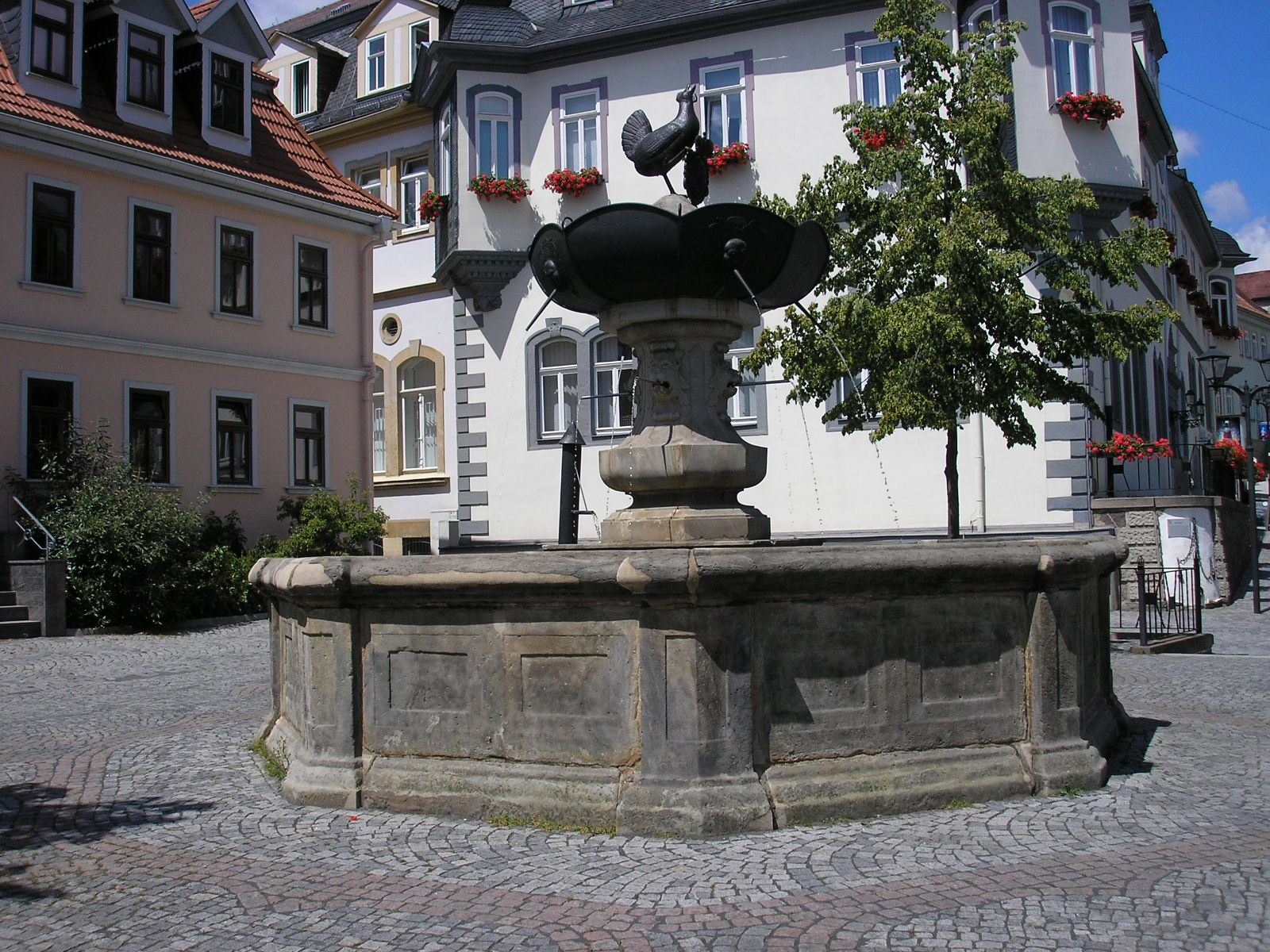
Der Hennebrunnen
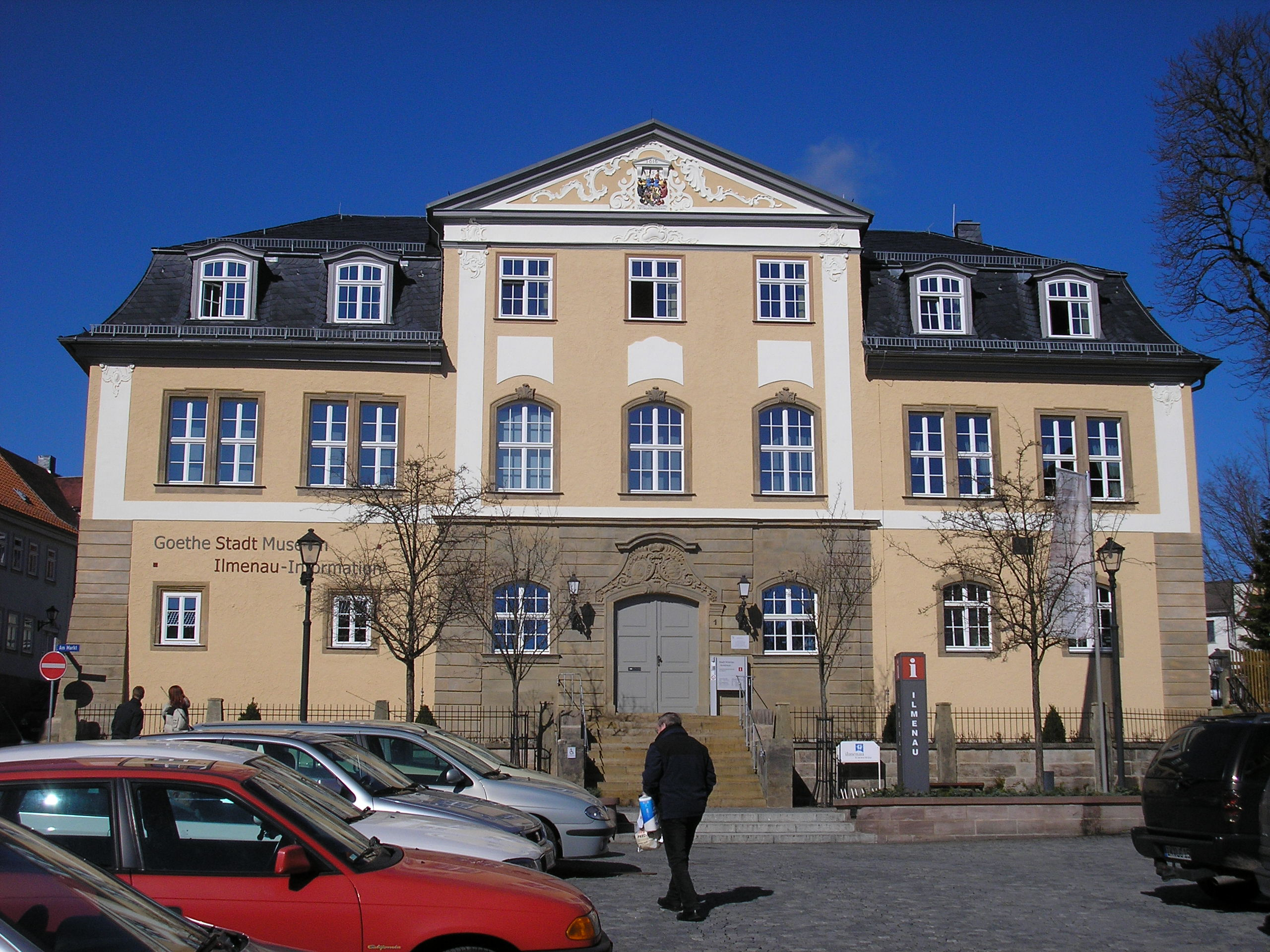
Amtshaus am Marktplatz

- Das Amtshaus an der Nordseite des Marktplatzes stammt aus den Jahren 1753 bis 1756. Es diente den Herzögen von Weimar als Residenz, wenn sie in der Stadt weilten. Deswegen wurde es manchmal auch als das „Ilmenauer Schloss“ bezeichnet. Vermutlich wurde das erste Amtshaus auf den Ruinen eines Nebengebäudes der Wasserburg an dieser Stelle gebaut; wie schon erwähnt, wurde das eigentliche Ilmenauer Stadtschloss im Südosten der Stadt errichtet und hatte nur kurzen Bestand. Außerdem war es Justizsitz.

Goethe verbrachte 1776 erstmals einige Tage im Amtshaus. Auch später weilte er oft dort. Dabei wurde er vom Treiben auf dem Marktplatz zu einigen Inhalten des zweiten Buches von Wilhelm Meisters Lehrjahre inspiriert.
2008 bis 2010 wurde das Amtshaus umfangreich umgebaut. Mit Fertigstellung des Erdgeschosses Anfang Juli 2008 bezog die „Ilmenau-Information“ hier ihre neuen Räumlichkeiten. Das im Amtshaus seit 1910 ansässige Stadtmuseum wurde ebenfalls erweitert. Seit dem 29. November 2008 heißt es GoetheStadtMuseum und umfasst die gesamte erste Etage. Neben Ausstellungsstücken zu den Themen Goethe, Bergbau, Glas und Porzellan in Ilmenau gibt es einen Leseraum, in dem Experimente zu Goethes Farbenlehre und zur Lichtbrechung durchgeführt werden können sowie einen Raum zum Thema Naturlyrik.
- Der Hennebrunnen mitten auf dem Marktplatz ist der größte und der älteste Brunnen der Stadt. Er wurde 1732 errichtet und ist der einzige Brunnen, welcher den Stadtbrand von 1752 überstand. Die Architektur des etwa vier Meter hohen Brunnens zeigt Einflüsse aus dem italienischen Raum. Auf einem etwa 2,5 Meter hohen Sandsteinsockel ruht eine große Kupferschale, in deren Mitte eine etwa einen Meter hohe wasserspeiende Henne steht. Die achteckige Kupferschale hat acht Abflüsse, aus denen das Wasser in das untere große Brunnenbecken plätschert. Der Brunnen ist mit Linden umpflanzt.
- 1996 wurde auf dem Marktplatz vor dem Amtshaus eine Bank mit einer lebensgroßen, sitzenden Bronzefigur aufgestellt, die an Goethe erinnern soll und dazu einlädt, daneben Platz zu nehmen. Er ist als älterer Mann in einem für seine Lebensepoche üblichen Mantel gezeigt. Dieses Ilmenauer Goethedenkmal wurde von dem Bildhauer Klaus Gutting aus Homburg, einer der Partnerstädte von Ilmenau, geschaffen.

#### Apothekerbrunnen

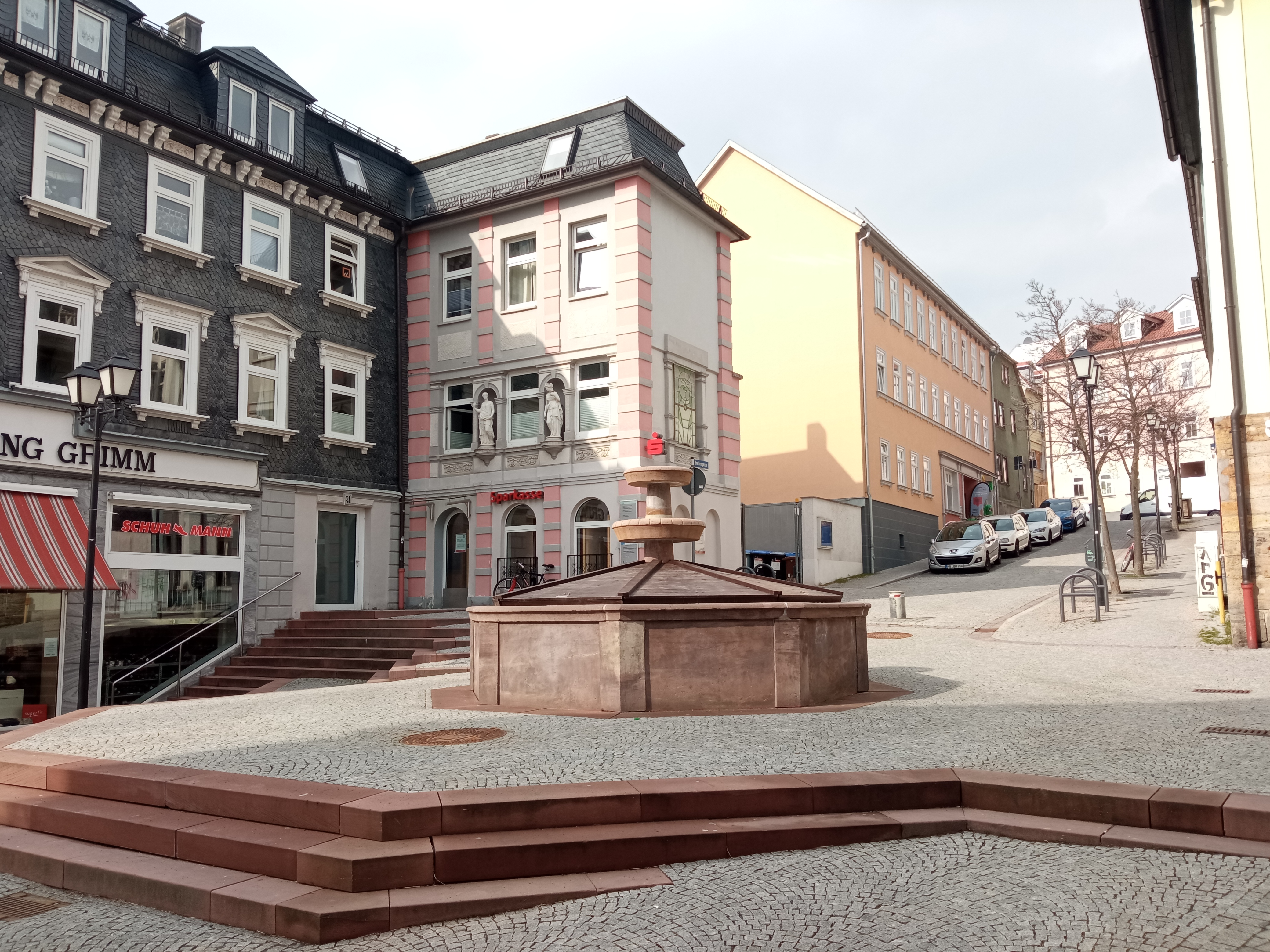
Apothekerbrunnen

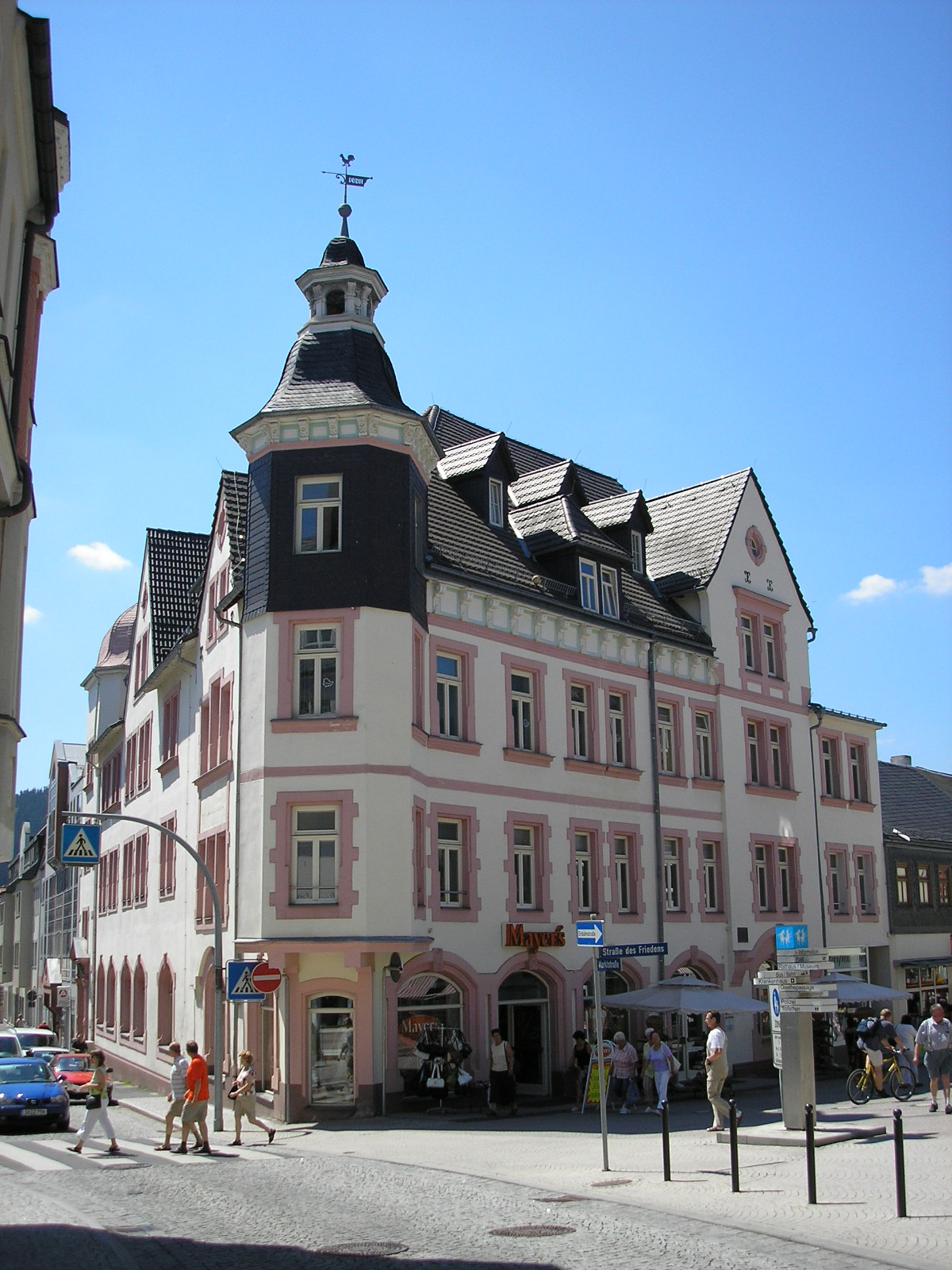
Sächsischer Hof

Der Apothekerbrunnen steht auf einem namenlosen Platz an der Doppelkreuzung südlich des Kirchplatzes und etwa in der Mitte der Fußgängerzone aus Straße des Friedens und Friedrich-Hofmann-Straße. Um diesen Platz gruppieren sich die Stadtapotheke im Norden, und ein klassizistisches Handelshaus mit allegorischen Figuren im Westen, zwischenzeitlich Sitz der Buchhandlung Grimm, heute eines Schuhgeschäfts. An der Südseite befand sich die Thurn-und-Taxis-Post, im 19. Jahrhundert die Poststation und dann das Postamt. Seit 1887 steht hier in historistischer Pracht der Hotelbau Sächsischer Hof. Östlich davon steht der klassizistische Bau des „Verlagshauses G. Reiter & Erben“. Es war bis 1945 Sitz der Ilmenauer Tageszeitung Die Henne, wo der spätere Reichstagspräsident Paul Löbe zu Beginn des 20. Jahrhunderts eine Lehre als Drucksetzer absolvierte. Heute wird das Gebäude von einer Versicherung und einer Bank gemeinsam genutzt.

#### Wasserburg
Östlich des Amtshauses und nördlich des Wallgrabens liegt die Ruine der Ilmenauer Wasserburg. Sie kontrollierte die Handelsroute Lübeck – Erfurt – Nürnberg – Venedig, welche durch die Stadt führte. Die Kontrolle bestand, außer zum echten Schutz, zeitweise auch im Raubrittertum, vgl. Geschichte der Stadt Ilmenau. In der Umgebung finden sich noch weitere für die Kontrolle der Handelsstraße erbaute Burgen bzw. ihre Reste und Nachfolger, z. B. das Schloss Elgersburg in Elgersburg, die Ehrenburg in Plaue oder die Alteburg in Arnstadt. Die Ruinen der Wasserburg wurden Ende der 1990er-Jahre bei Bauarbeiten entdeckt und freigelegt. Heute sind sie teilweise unter freiem Himmel und teilweise im Erdgeschoss des neuen Finanzamtes zu sehen.

#### Weitere Orte außerhalb der ehemaligen Stadtbefestigung
- Der Wetzlarer Platz im Südosten ist seit 1990 nach der hessischen Partnerstadt Ilmenaus, Wetzlar, benannt. An seinem südlichen Rand befindet sich die Alte Försterei. Sie wurde 1733 errichtet und ist der einzige Bestandteil des Stadtschlosses, der den Brand von 1752 überstand. Der Rest dieses kleinen, 1730 bis 1746 erbauten Rokoko-Schlosses wurde vernichtet und nicht wieder aufgebaut. Die Alte Försterei diente Goethe mehrmals als Quartier und wird heute für wechselnde Ausstellungen und Veranstaltungen genutzt. Auf dem Wetzlarer Platz befindet sich auch eine Gedenkstätte für die Ilmenauer Holocaust-Opfer, die aus einem Gedenkstein und einer Informationstafel besteht. Ebenfalls auf dem Platz steht die Wettersäule aus dem Jahr 1895. Sie ist mit verschiedenen meteorologischen Messinstrumenten aus Ilmenauer Produktion ausgestattet und wurde 2004 restauriert. Im Jahr 2004 wurde hier auch ein Liquid-Chronometer aufgestellt. Dabei handelt es sich um eine Uhr, die die Zeit durch die Höhe einer Flüssigkeitssäule anzeigt. Es wurde in Zusammenarbeit mit der Technischen Universität entwickelt.

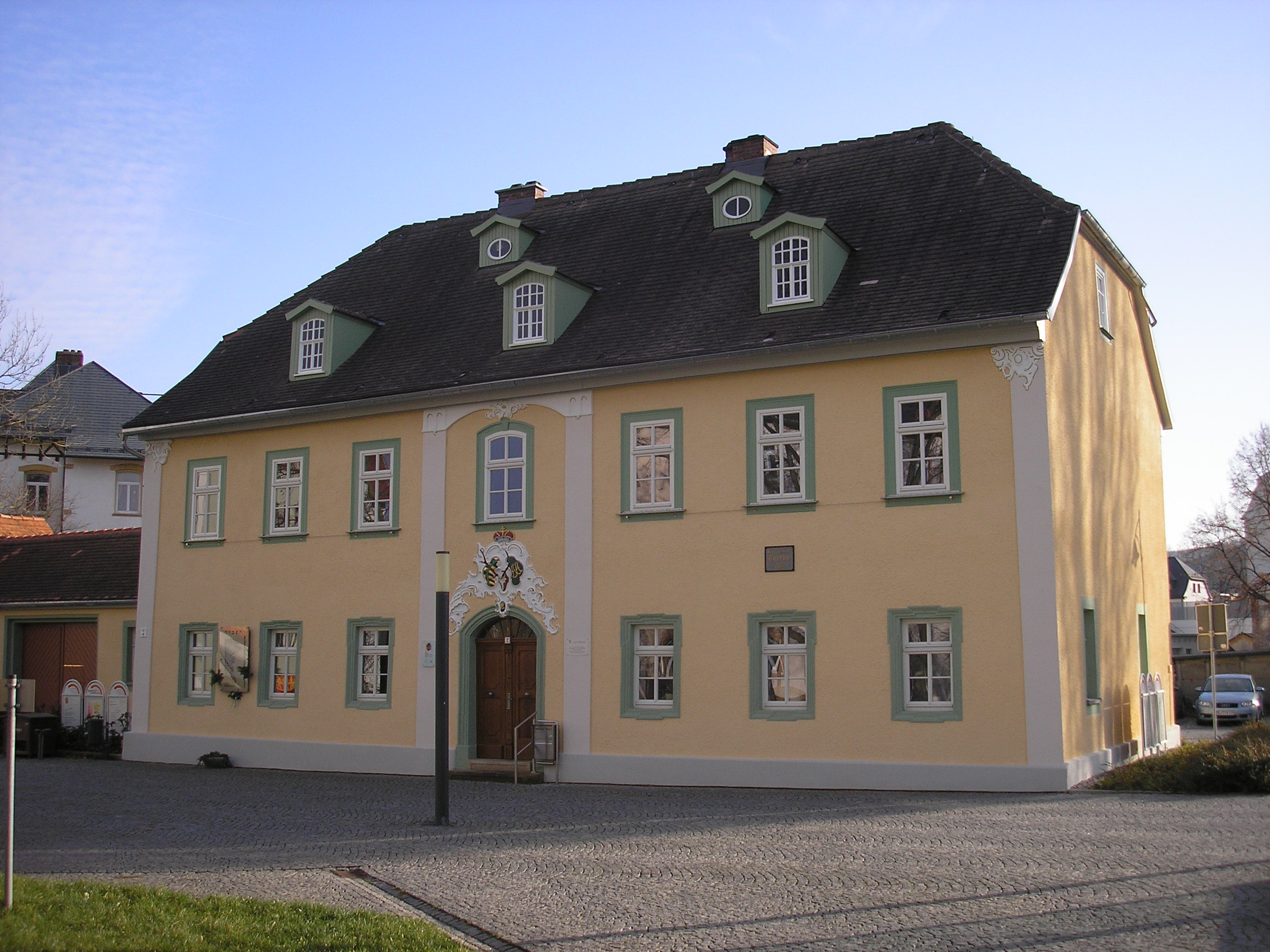
Alte Försterei am Wetzlarer Platz
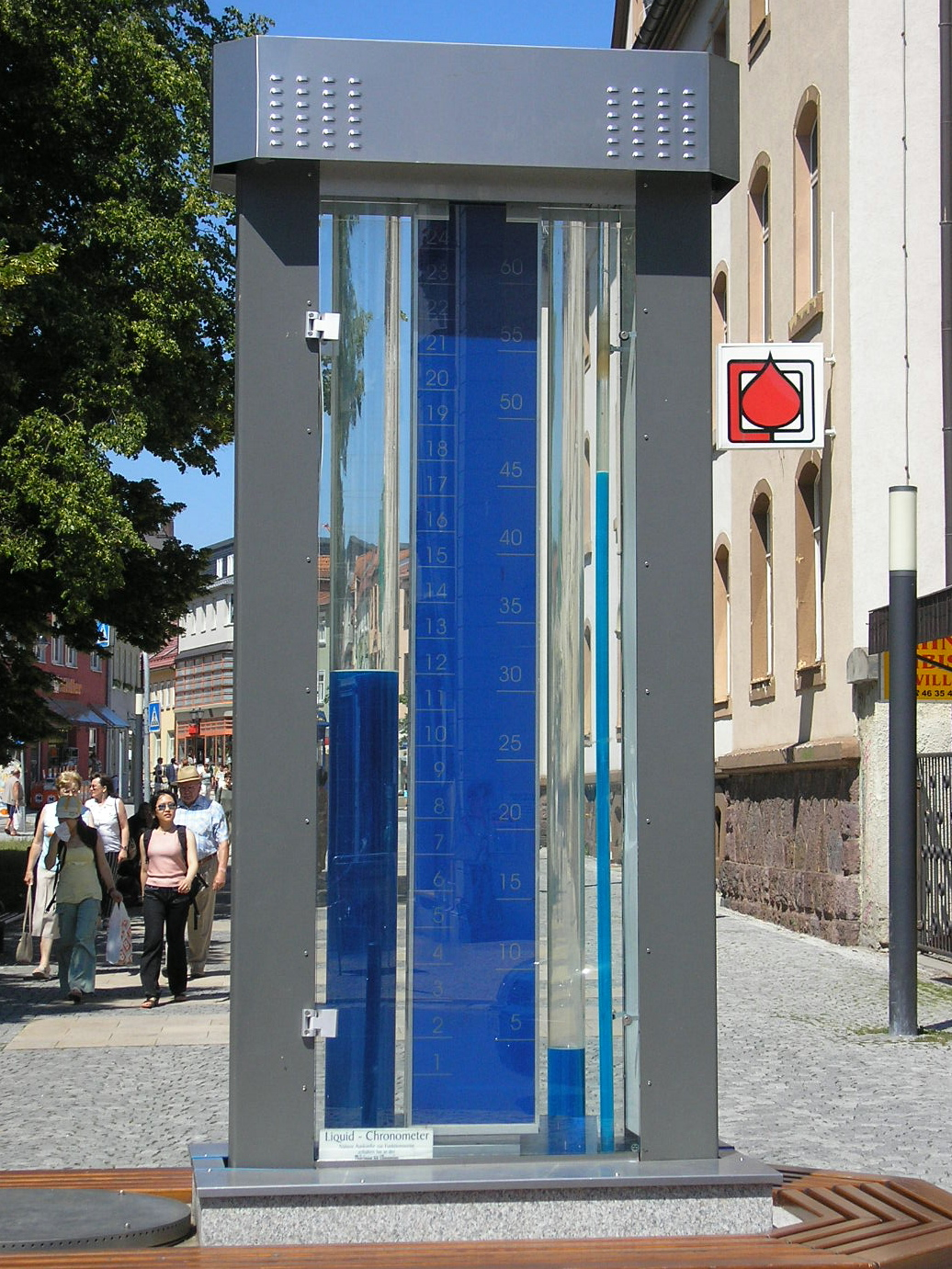
Liquid-Chronometer auf dem Wetzlarer Platz
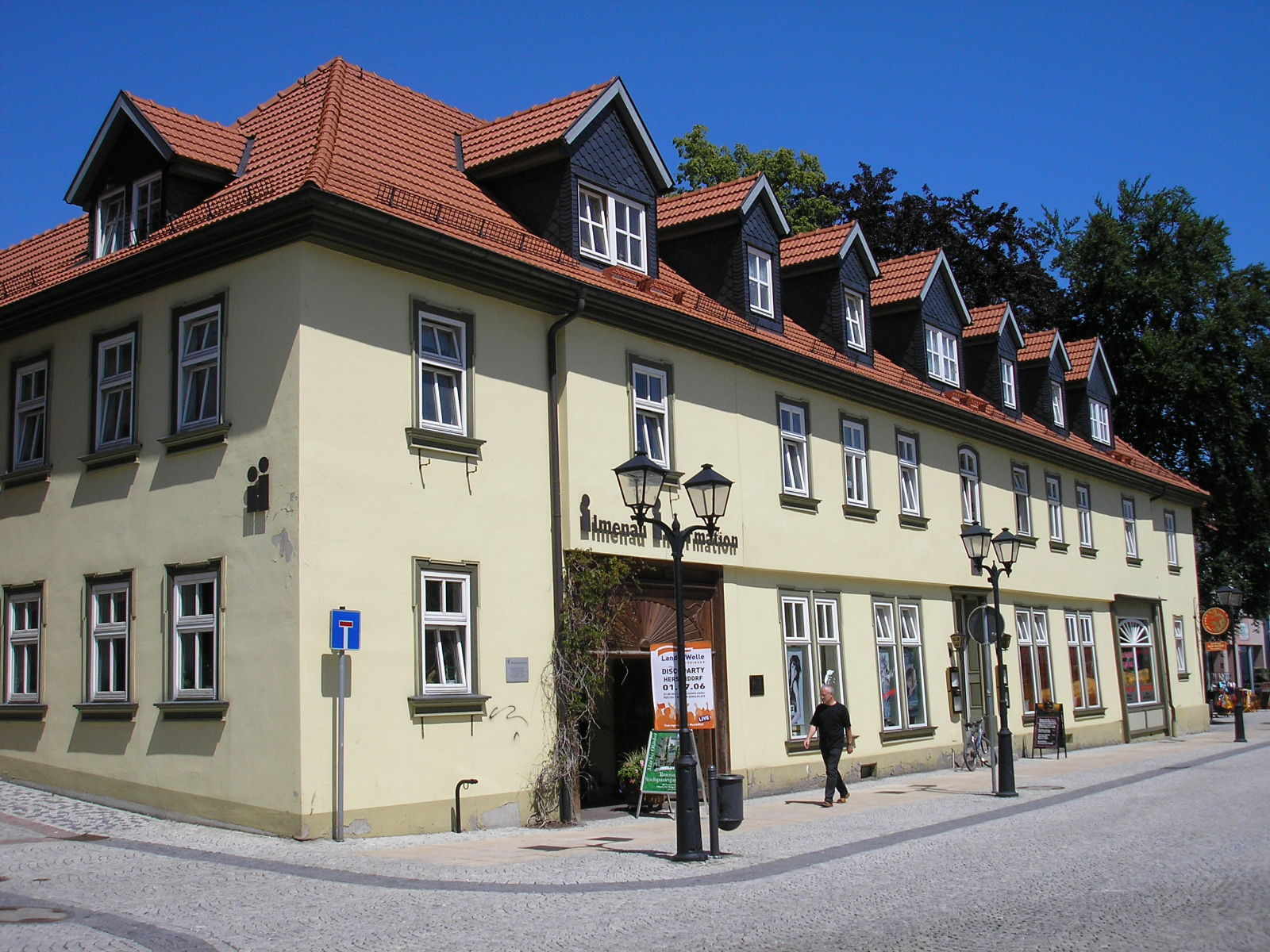
Wenzelsches Haus in der Lindenstraße
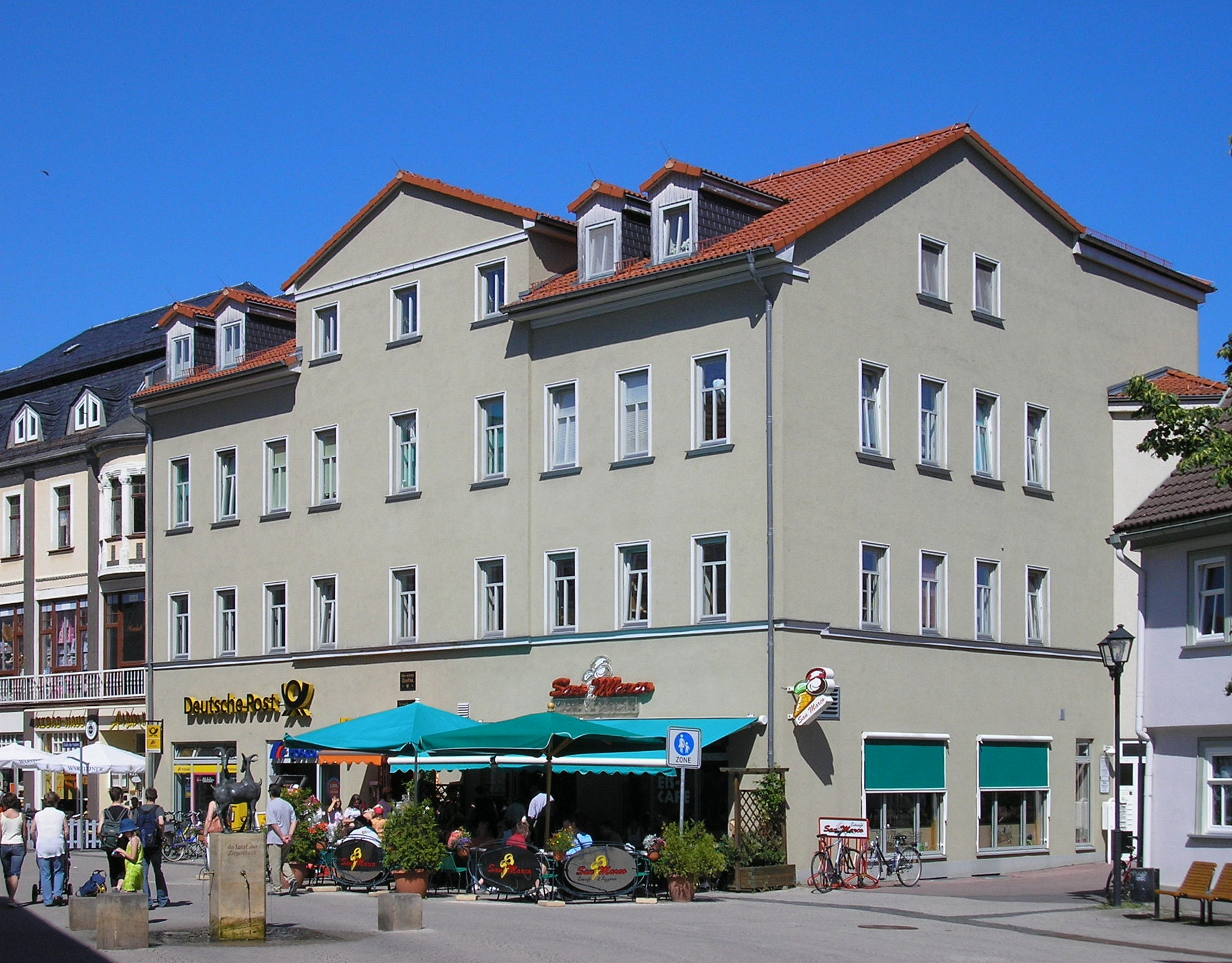
Das frühere Hotel „Zum Löwen“ in Ilmenau (Nachbau)

- Die Lindenstraße im Südwesten verbindet die Altstadt mit dem Kurviertel und ist heute als Boulevard gestaltet, mit schmaler Fahrbahn und breiten, mit Linden bestandenen Gehwegen. Am Beginn der Lindenstraße, wo einst das Endleichtor war, steht das Hotel „Zum Löwen“, in dem Goethe seinen letzten Geburtstag 1831 feierte. Vor dem Hotel steht ein in den 1990er-Jahren aufgestellter Brunnen, der zwei tanzende Ziegen zeigt. Die Ziege ist eines der Stadttiere Ilmenaus. Weiter hinten in der Lindenstraße steht das „Wenzelsche Haus“. Es war früher das Kursächsische Postamt und zeitweise der Wohnsitz des Goethefreundes Karl Ludwig von Knebel. Bis Anfang Juli 2008 war in dem Haus die Touristeninformation der Stadt untergebracht. Die alte Kurverwaltung befand sich in einem zweistöckigen, klassizistischen Bau, der 2000 umfassend saniert wurde.
- Westlich des Endleichtores, aber mit der Altstadt durch die (ehemalige) Güldene Pforte verbunden, steht das 1730 erbaute Zechenhaus. Als Sitz der Bergverwaltung war es auch eine Wirkungsstätte Goethes. Nahe dem Zechenhaus steht die „Bergmannskapelle“. Dieses kleine Holzgebäude diente den Bergmännern zum Gebet, bevor sie einfuhren. Heute befindet sich in dem Gebäude eine kleine Ausstellung zum Kupferschieferbergbau an der Sturmheide.
- Am entgegengesetzten Ende steht östlich des Knicks des Wallgrabens bei der Wasserburg das kleine Gebäude der Alten Münze. 1691 errichtet, stand es außerhalb der Stadtbefestigung und hat daher ebenfalls den großen Stadtbrand überstanden. Die Münze diente zur Herstellung von Ausbeutetalern mit dem im Ilmenauer Bergbau gewonnenen Silber. Stillgelegt wurde die Münzprägestätte erst zu Beginn des 19. Jahrhunderts. Heute wird dieses Gebäude vom Stadtmuseum für Veranstaltungen genutzt.[22]

#### Friedhof

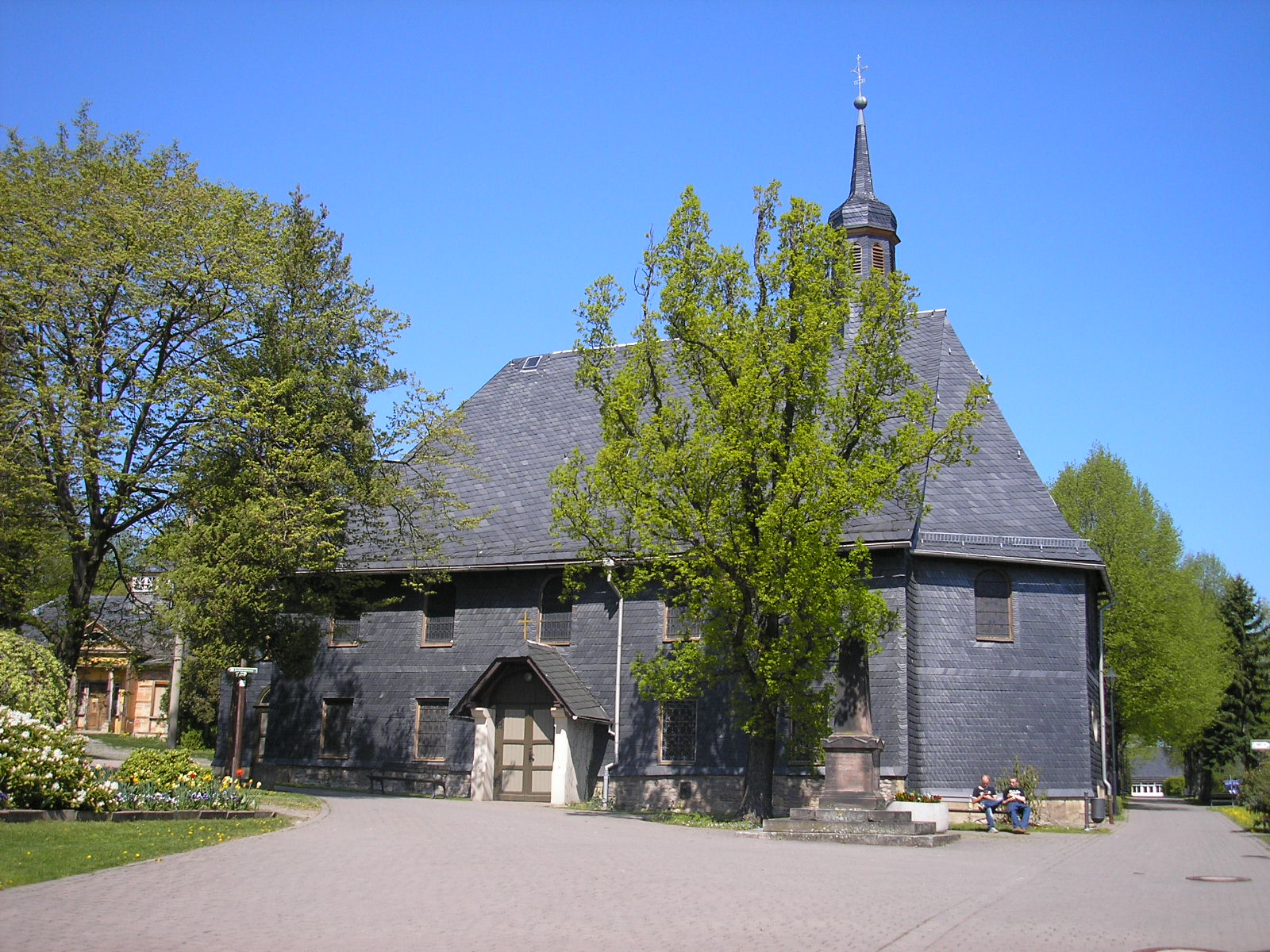
Kreuzkirche (Friedhofskirche)

Nordwestlich der Altstadt liegt der Ilmenauer Friedhof. Er besteht aus einem historischen Teil vor und einem „normalen“ Teil hinter der Kreuzkirche. Dort, am Weg zur weltlichen Feierhalle, befindet sich seit 1932 der Goethebrunnen mit einem Relief des Bildhauers und Bauhaus-Töpfers Wilhelm Löber, eines Meisterschülers von Gerhard Marcks. Es zeigt eine entschlafene, betrauerte Mutter in expressiver Formensprache. Dazu ist Goethes „Stirb und werde“ aus seinem west-östlichen Divan zitiert. In der Zeit des Nationalsozialismus musste das Relief als „entartete Kunst“ mit Brettern verhüllt werden. Der Brunnen zählt wegen seines Reliefs zu den bedeutenden Bauhaus-Denkmälern Thüringens.
Auf dem Historischen Friedhof fand u. a. die Goetheschauspielerin Corona Schröter ihre letzte Ruhestätte. Die Kreuzkirche (auch Friedhofskirche oder veraltet Gottesackerkirche genannt) stammt aus dem Jahr 1852 und ist schlicht gehalten. Es gab hier schon vorher eine Kirche. Diese gelangte nach dem Stadtbrand von 1752, als die große Stadtkirche zerstört worden war, zu besonderer Bedeutung. Damals wurden für einige Jahre die Gottesdienste in die Kreuzkirche verlegt, bis die Wiederaufbauarbeiten an der Stadtkirche 1761 abgeschlossen waren.

#### Universität
Der Hans-Stamm-Campus der Technischen Universität wurde ab 2000 durch einige Neubauten ergänzt. Akzente wurden dabei auf die Verwendung von Glas und Stahl als Baumaterialien gelegt. Seit 2010 verbindet eine Fuß- und Radwegbrücke, die seit 2015 den Namen Nelson-Mandela-Brücke trägt, die Altstadt mit dem Campus. Markantes Element ist ein etwa 30 Meter hoher Pylon.

#### Stolpersteine
In Ilmenau wurden zwischen 2007 und 2010 durch den Künstler Gunter Demnig 21 Stolpersteine verlegt. Diese sollen an das Schicksal der Menschen erinnern, die in der Zeit des Nationalsozialismus verfolgt, ermordet, deportiert, vertrieben oder in den Suizid getrieben wurden. Eine detaillierte Aufstellung enthält die Liste der Stolpersteine in Ilmenau.

### Parks und Natur

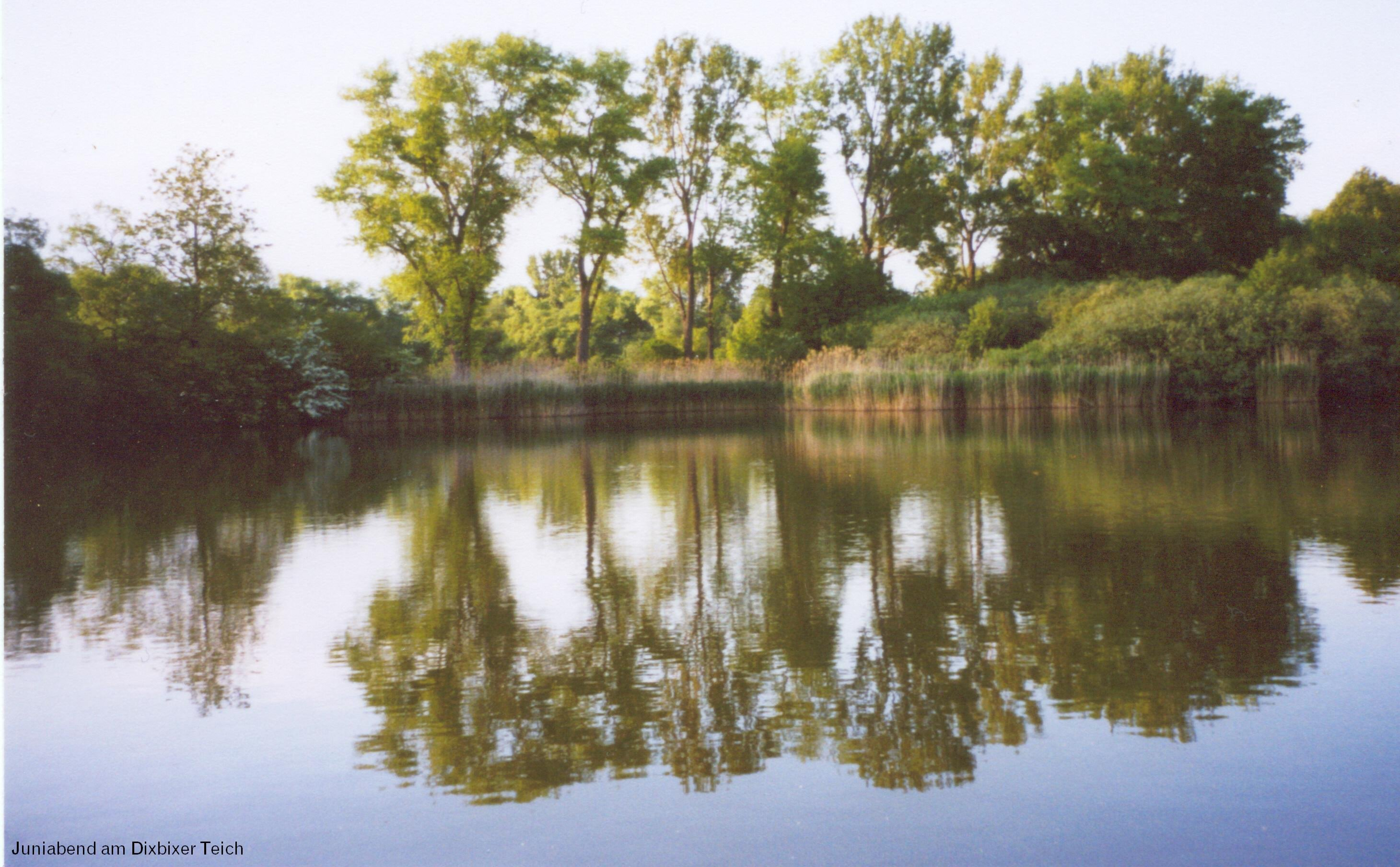
Dixbixer Teich

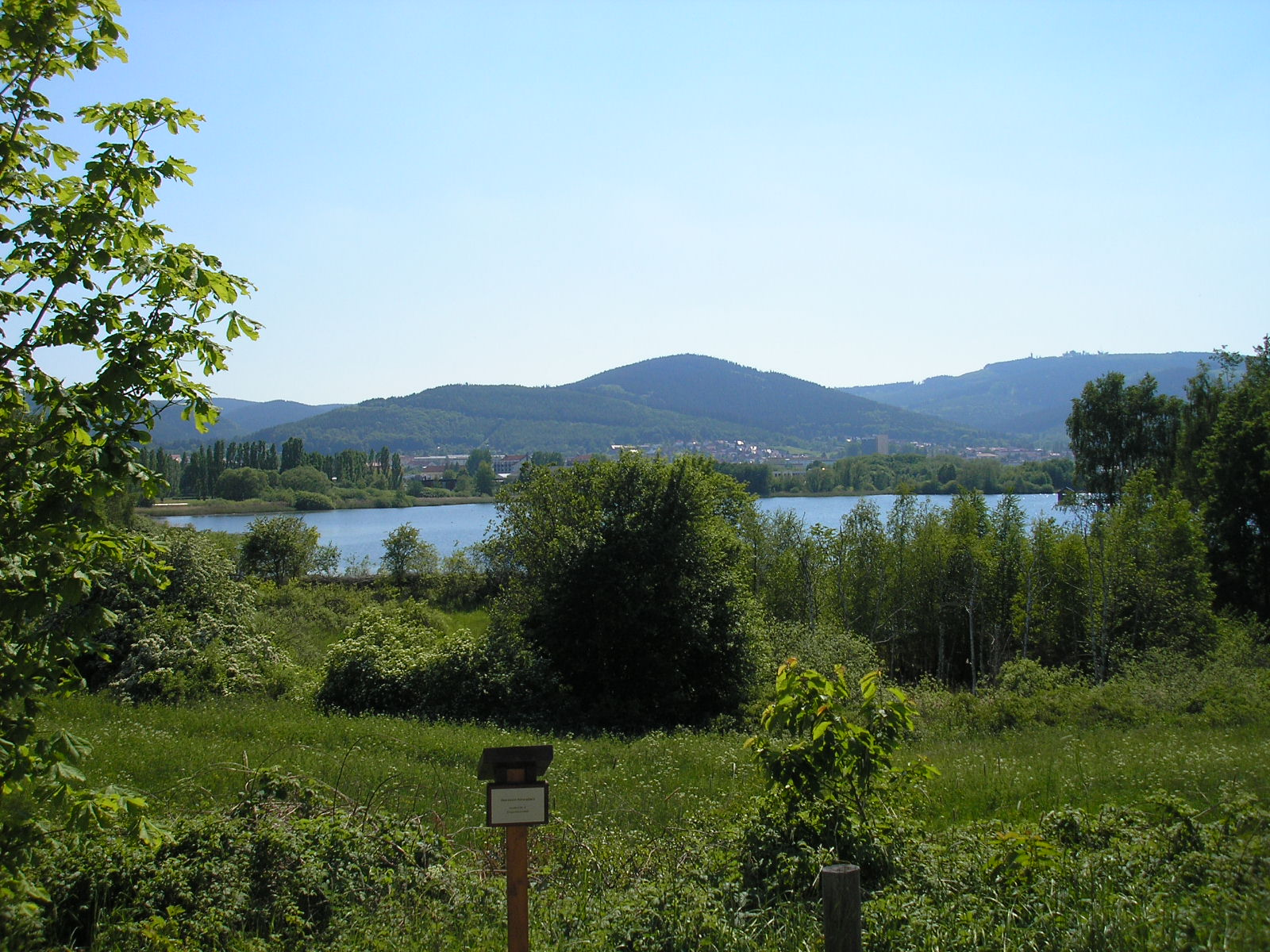
Großer Teich, im Hintergrund Lindenberg und Kickelhahn

Ilmenau war im 19. Jahrhundert ein Luftkurort. Aus dieser Zeit stammen zwei Ilmenauer Parks, nämlich der Alte Kurpark in der Waldstraße und der Lessingpark am Bahnhof Bad. 1932 wurde der große Stadtpark hinter der Festhalle angelegt. Dort sind mehrere Denkmale aufgestellt. Eines stellt drei ineinandergreifende Hände aus Beton dar und erinnert seit 1971 an die Opfer des Faschismus mit einem Wort des Schriftstellers Ernst Toller. Es wurde von Erich Wurzer und Wolfgang Rommel entworfen und ist mittlerweile sanierungsbedürftig. Ein weiteres Denkmal erinnert an eine Rede Karl Liebknechts zu Pfingsten 1912 in Ilmenau und ein drittes an das ehemalige Kneipp-Wellenbad im hinteren Bereich des Parks. In der Mitte des Festhallenparks liegt ein großer Springbrunnen.
Zur Ilmenauer Landschaft gehört das Teichgebiet im Osten der Stadt, welches aus dem Großen Teich, Brandenburger Teich, Dixbixer Teich, Steinteich, Neuhäuser Teich und Prinzessinloch besteht und den Campus der Technischen Universität von der Altstadt trennt. Die Teiche sind Naherholungsgebiet und werden vom Ilmenauer Naturlehrpfad durchzogen.
Ein Flächennaturdenkmal ist der vom Gabelbach durchflossene Ritzebühler Teich im Südwesten der Stadt. Er hat vor allem als Krötenlaichplatz Bedeutung. Nördlich der Stadt liegt der Streichteich. Er ist fischreich und ein wichtiger Lebensraum der Graureiher.
Von großem Naturreichtum sind auch die Täler von Gabelbach und Schorte, die von Ilmenau südwärts in den Thüringer Wald führen. Im Schortetal liegt ein Teil der Kernzone des Biosphärenreservates Vessertal-Thüringer Wald auf Ilmenauer Stadtgebiet („Kernzonengebiet 6: Marktal und Morast“, 443 Hektar sowie „Kernzonengebiet 4: Erbskopf“, 21 Hektar). 1880 wurde in Ilmenau der Thüringerwald-Verein gegründet. Er umfasste zeitweise etwa 16.000 Mitglieder in über 100 untergeordneten Vereinen. Seine Aufgaben waren die Pflege und Anlage von Wanderwegen und Aussichtspunkten.

### Tourismus
Ilmenau ist ein beliebtes Ziel für Wanderer und Touristen, die den Thüringer Wald besuchen. Hier verbindet sich die Landschaft des Waldes mit städtischer Infrastruktur. In Ilmenau gibt es mehrere Hotels, darunter das 1912 gegründete Berghotel Gabelbach. Im Jahr 2015 übernachteten 51.178 Gäste in Ilmenau (davon 3.599 aus dem Ausland) insgesamt 112.933 Nächte, woraus sich eine durchschnittliche Aufenthaltsdauer von 2,2 Tagen ergibt.
In der Vergangenheit wurden in und um Ilmenau viele Wanderwege angelegt. Sie werden durch Informationstafeln entlang ihres Verlaufes ergänzt. So entstanden im 19. Jahrhundert die Ilmenauer Kurpromenaden südlich der Stadt, die einen guten Ausblick über das Stadtgebiet bieten. In den 1970er-Jahren wurde der Goethewanderweg angelegt. Er verbindet auf 20 km Länge alle Wirkungsstätten Goethes in der Ilmenauer Umgebung. Am 9. März 2006 wurde das Gütesiegel „Qualitätsweg Wanderbares Deutschland“ des Deutschen Wanderverbandes an die Stadt Ilmenau für den Goethewanderweg übergeben. Bereits in den 1950er-Jahren entstand der Ilmenauer Naturlehrpfad, welcher Orte besonderer Landschaft, wie das Schortetal oder die Ilmenauer Teiche, in der Umgebung von Ilmenau verbindet. Des Weiteren gibt es noch den Oberen, Mittleren und Unteren Berggraben. Diese Hohlwege sind ehemalige Wassergräben mit geringem Gefälle, auf denen Holz von Stützerbach nach Ilmenau geflößt wurde.
In Ilmenau treffen sich drei Touristenstraßen: die Klassikerstraße, die alle Wirkungsstätten von Goethe und Schiller in Thüringen verbindet, die Deutsche Spielzeugstraße, die von Waltershausen nach Nürnberg führt und an der alle Orte mit (früher) bedeutender Spielzeugindustrie liegen und die Thüringer Porzellanstraße, die alle Orte in Thüringen verbindet, in denen es bedeutende Porzellanindustrie gibt bzw. gab.

## Wirtschaft und Infrastruktur

### Wirtschaft

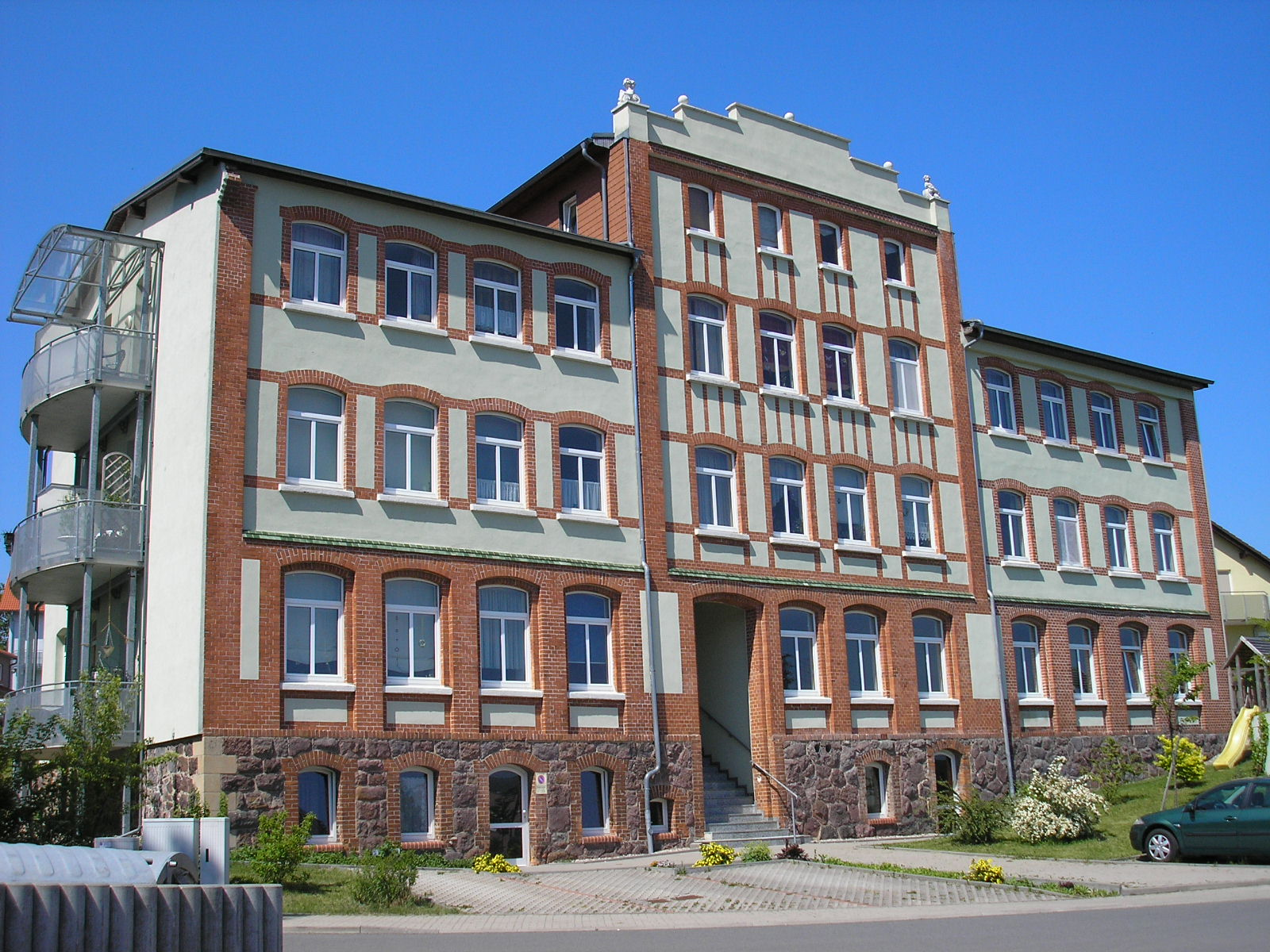
Ehemalige Porzellanfabrik „Arno Fischer“ am Bahnhof, heute Wohnhaus

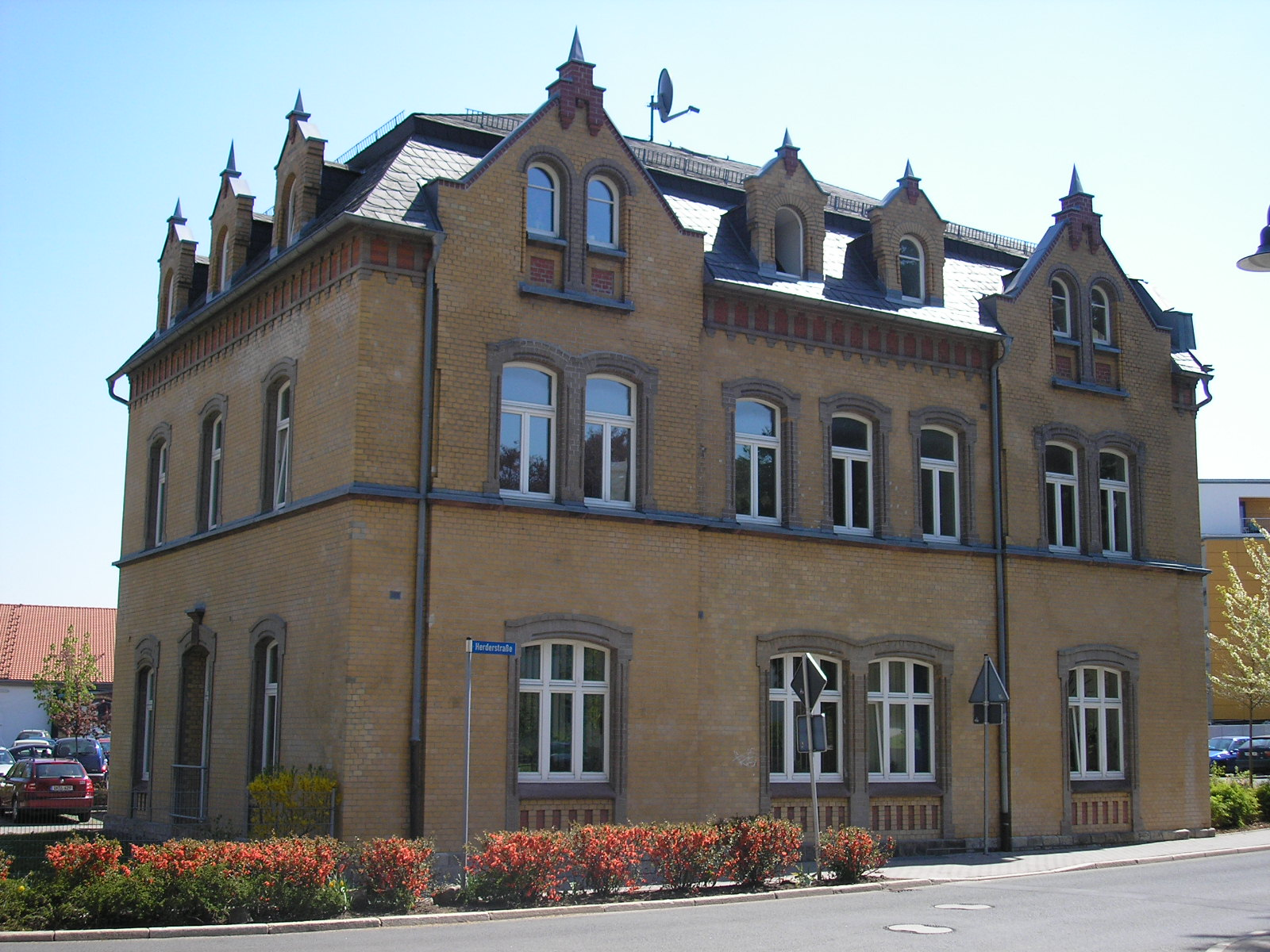
Ehemaliges Verwaltungsgebäude der Sophienhütte

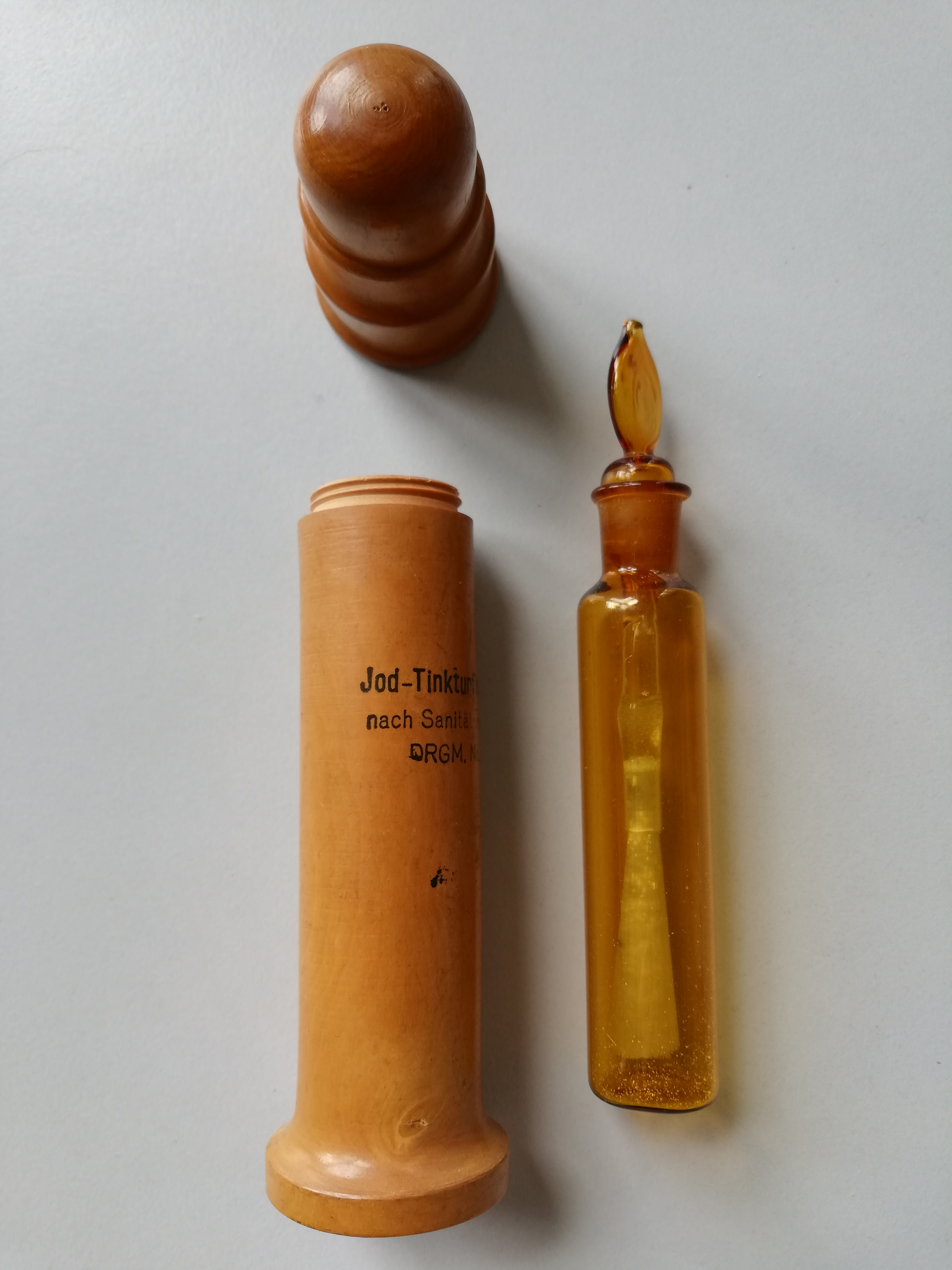
Von Reinh. Kirchner & Co. in Ilmenau um 1912 produzierte „Jod-Tinkturflasche ‚Steril‘ nach Sanitätsrat Dr. Schmitz“

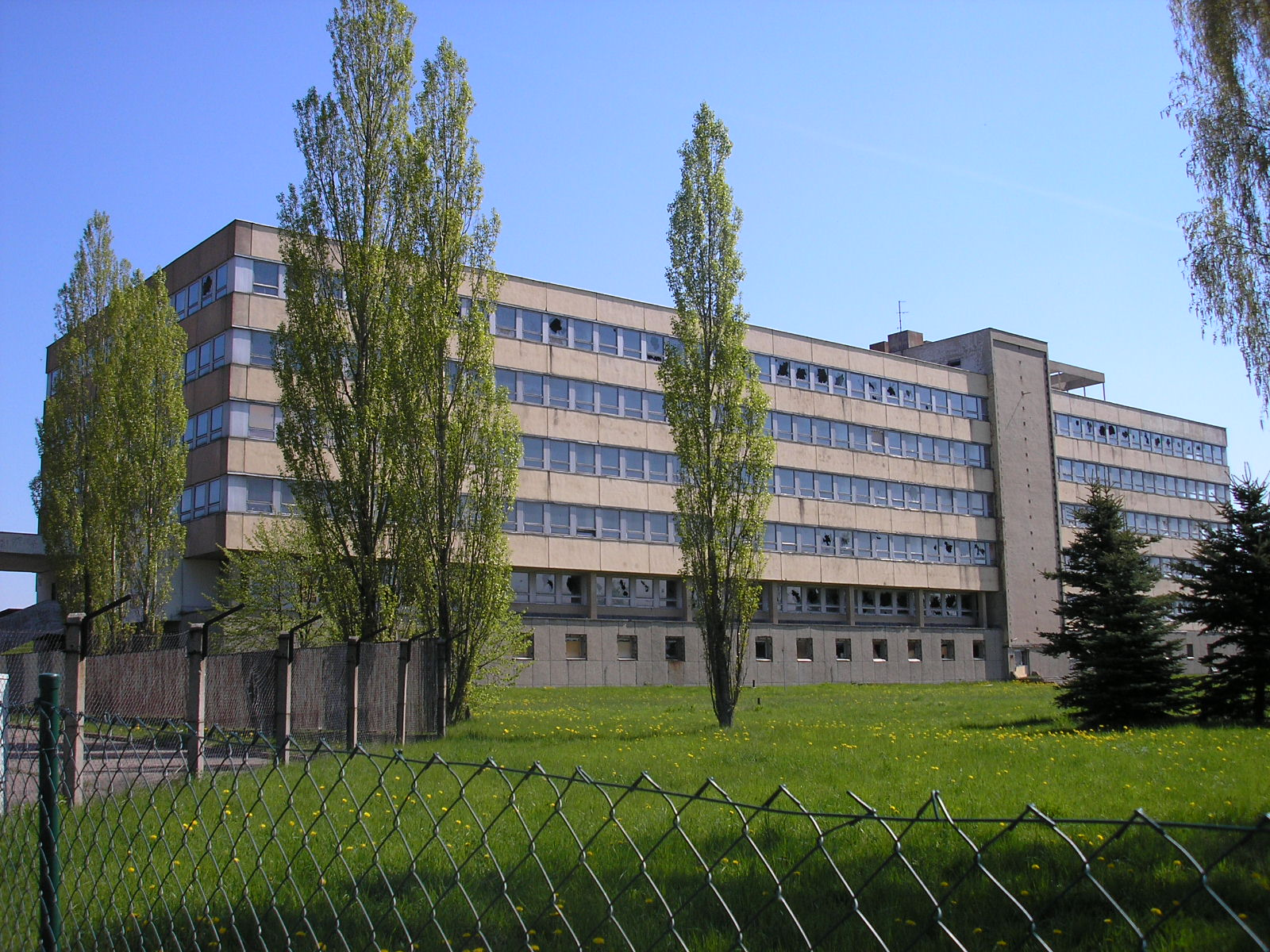
Das Verwaltungsgebäude des ehemaligen Glaswerkes am Vogelherd

Bis ins 18. Jahrhundert war die Wirtschaft Ilmenaus stark vom Erzbergbau geprägt. Abgebaut wurden z. B. Kupfer, Silber und Mangan.
Im Jahre 1777 begann dann die Porzellanherstellung in der Stadt. Das größte Unternehmen war im 20. Jahrhundert das Porzellanwerk Henneberg AG mit 2.000 Mitarbeitern im Jahr 1930 und 3.000 Beschäftigten im Jahr 1980. Nach 1990 wurde die Produktion unrentabel und musste im Jahr 2002 geschlossen werden. Es siedelten sich auf dem ehemaligen Werksgelände wieder porzellanproduzierende Unternehmen an. Weitere bekannte Porzellanhersteller aus Ilmenau waren Metzler & Ortloff, Galluba & Hofmann und Arno Fischer. Heute wird nur noch in kleinstem Rahmen Porzellan produziert.
Als zweiter wichtiger Industriezweig entwickelte sich die Glasindustrie, welche seit 1852 durchgehend in Ilmenau beheimatet ist. Spezialisiert ist die ansässige Glasindustrie seit jeher auf Messgeräte (Thermometer), Labortechnik und industrielle Glasinstrumente. Glashütten waren die Sophienhütte, die Langshütte, die Spessarthütte, die Fischerhütte und die Altshütte. Im verarbeitenden Sektor war die Thüringische Glasinstrumentenfabrik Alt, Eberhardt & Jäger, gegründet 1874, von Bedeutung. Sie ging 1973 gemeinsam mit vielen Glasherstellern der Umgebung im VEB Werk für Technisches Glas Ilmenau auf, welcher im Stammwerk am Vogelherd zeitweise über 5.000 Mitarbeiter beschäftigte. Die erste Thermometerfabrik wurde 1865 als Alexander Küchler & Söhne gegründet. Eine erste Abwanderungswelle gab es nach dem Ende des Zweiten Weltkrieges, als mehrere Unternehmen wie z. B. die Firmen Brand & Paulsen (Laborgeräte), Alfred Link (Marke „Resistance“), Karl Rauchhaus (Isoliergefäße) oder die Erben von Alt, Eberhard & Jäger (Rohglasfertigung für die Glasindustrie) sowie des Glaswerkes Gustav Fischer (Lumophorglasproduktion) nach Westdeutschland übersiedelten. Nach 1990 schrumpfte auch diese Industrie, sodass nur noch wenige Arbeitskräfte in ihr tätig sind. Der größte Glasverarbeiter der Nachwendezeit, die Technischen Glaswerke Ilmenau, ging 2014 in die Insolvenz.
Vor dem Zweiten Weltkrieg hatte die Stadt zusätzlich eine bedeutende Spielzeugindustrie aufzuweisen, in der 2.000 Menschen arbeiteten. Der stark krisenanfällige Industriezweig konnte nach 1929 nicht mit der Konkurrenz aus Franken mithalten, so dass er keine Bedeutung mehr hatte. Ein weiteres Unternehmen der Vorkriegs- und DDR-Zeit in Ilmenau war die Brauerei Gebrüder Jäcklein.
Nach 1990 hat sich Ilmenau von einer Industrie- zu einer Dienstleistungsstadt gewandelt. Im November 2016 waren 900 Ilmenauer als arbeitslos gemeldet, das entspricht einer Quote von etwa 6,5 %. Zum 30. Juni 2015 gingen 8.899 Einwohner einer sozialversicherungspflichtigen Beschäftigung nach, während in der Stadt 9.956 dieser Arbeitsplätze bestanden. Daraus ergibt sich ein leichter Einpendlerüberschuss von 1.057 Arbeitskräften.
Nach 1990 wurden zahlreiche Gewerbegebiete angelegt. Das größte Ilmenauer Gewerbegebiet ist das Gewerbegebiet am Vogelherd, das seit 1973 als Industriegebiet existiert. Hier befand sich bis 1990 das Ilmenauer Glaswerk. Daraus ging die Firma Technische Glaswerke Ilmenau hervor, die bis zu deren Insolvenz 2014 etwa 250 Mitarbeiter beschäftigte und Laborglas, Hauswirtschaftsglas, Schaugläser für den Apparatebau, Glasrohre und Kapillaren sowie Reflektoren für die Lichttechnik produzierte. Des Weiteren haben noch mehrere andere Firmen, wie Ilmvac, ein Produzent von Vakuumtechnik, ihren Sitz dort. Neben dem Gewerbegebiet am Vogelherd gibt es noch die Gewerbegebiete Am Ziegelhüttenweg, Am Eichicht und Am Wald. Das Gewerbegebiet Am Eichicht besteht fast nur aus dem ehemaligen Porzellanwerk. Somit konzentriert sich der Großteil der Industrie im Nordosten der Stadt. Außerdem existieren noch ein Gewerbegebiet An der B 4 und einige kleinere Gewerbegebiete in der Nähe der Universität. Weitere wichtige Industrieunternehmen sind Remondis Recycling (vormals Diebold Nixdorf), ein Hersteller von Leergutrücknahmeautomaten und Binz, ein Automobilausrüster vor allem für Ambulanzfahrzeuge.
Seit 2005 gibt es im Gewerbepark Vogelherd auch ein kleines Biomasseheizkraftwerk mit einer Kapazität von etwa 20 Megawatt thermischer Heizleistung, welches Wärmeenergie in das Fernheizsystem der Stadt einspeist.
Im Jahr 2015 gab es in Ilmenau insgesamt 28 Betriebe und Unternehmen im verarbeitenden Gewerbe mit mehr als 20 Mitarbeitern. Diese beschäftigten 1.475 Mitarbeiter zu einem Bruttojahresgehalt von 33.079 € bei einem Umsatz von insgesamt 166,6 Mio. €. Der Gewerbesteuerhebesatz liegt bei 420 %. Die Steuereinnahmen lagen im Jahr 2014 bei 707 € pro Einwohner plus 323 € Gewerbesteuereinnahmen je Einwohner. Der Schuldenstand lag 2015 bei 3,96 Mio. oder 153 € pro Einwohner.

### Verkehr

#### ÖPNV und Fernbusverkehr

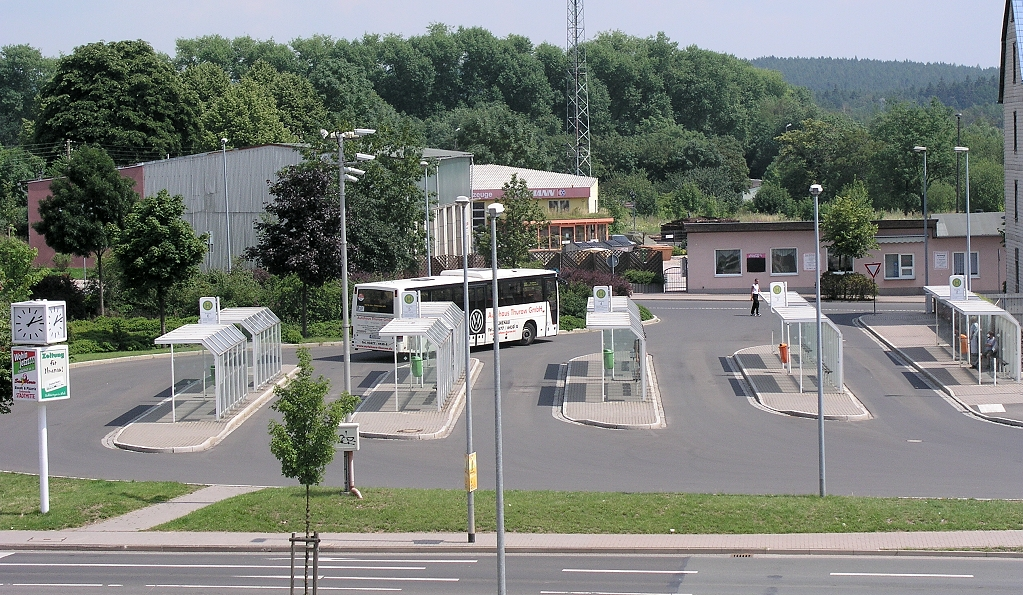
Blick über den Busbahnhof

Der öffentliche Personennahverkehr wird in Ilmenau durch Bus und Bahn (siehe unten) realisiert. Die regionale Gesellschaft, welche die Linienbusse betreibt, ist die IOV Omnibusverkehr GmbH Ilmenau. Sie wurde 1991 aus dem bis dahin bestehenden VEB Kraftverkehr Ilmenau für den einstigen Kreis Ilmenau gegründet. Der IOV betreibt 27 Regionalbuslinien (Linien 300 bis 385 des Interessenverbandes Regionaler Personenverkehr Südthüringen e. V.), die Ilmenau mit den meisten Orten des Ilm-Kreises sowie der Stadt Suhl verbinden. Eine weitere Buslinie der Nachbarverkehrsgesellschaft KomBus verkehrt nach Rudolstadt. Der Stadtverkehr wird durch die Linien A, B, C und D abgedeckt, die das Stadtzentrum mit den äußeren Stadtvierteln sowie den Ortsteilen Ober- und Unterpörlitz verbinden.
In Ilmenau gibt es von Donnerstag bis Montag auf der Fernbusverbindung Warschau – Berlin – Stuttgart je Richtung einen Halt pro Tag.

#### Straßen

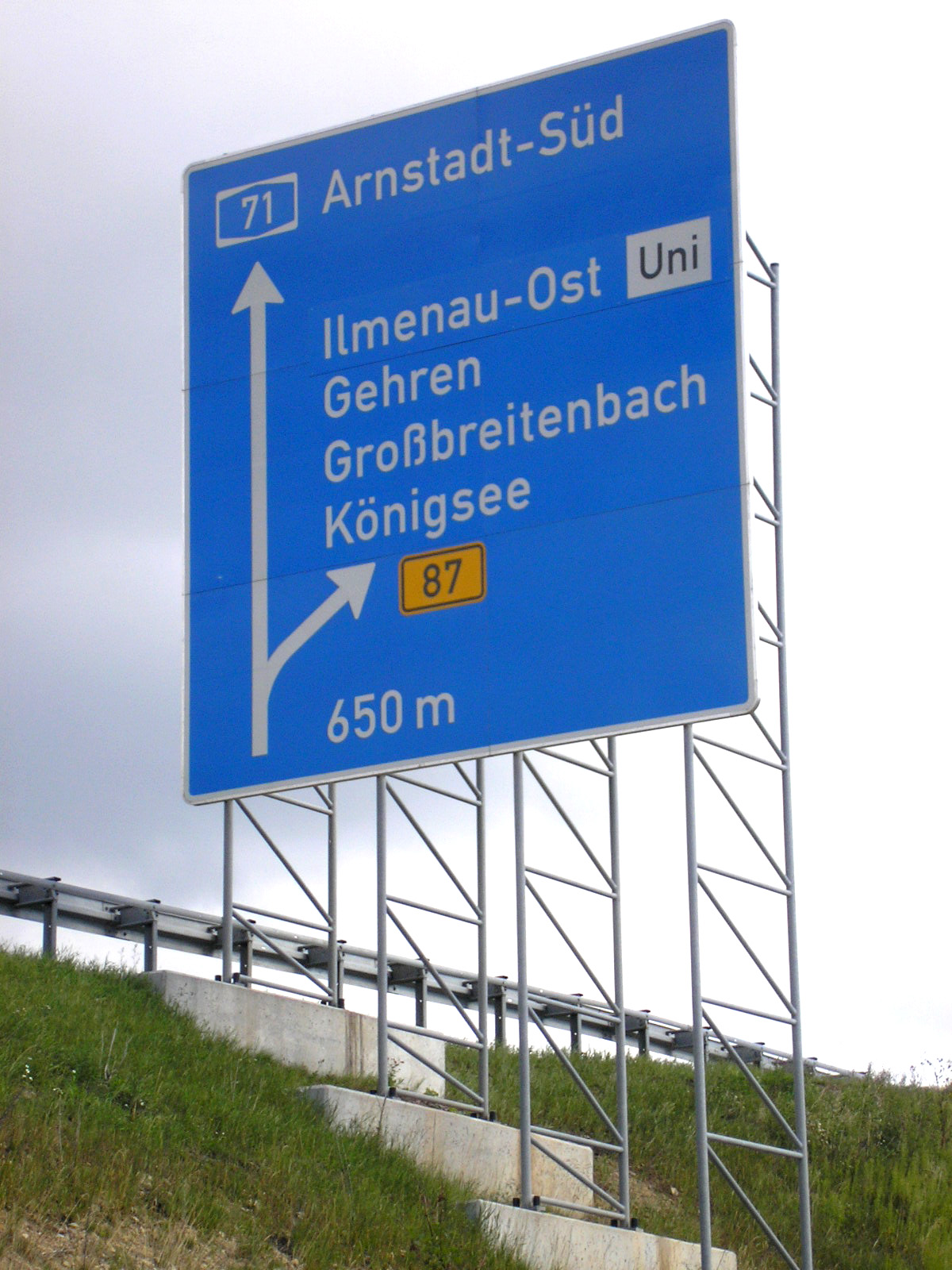
A 71 AS Ilmenau-Ost

Seit der Stadtwerdung Ilmenaus spielte der Verkehrsweg von Erfurt nach Süddeutschland über den Thüringer Wald als Teil einer Verbindung von der Ostseeküste (Lübeck) nach Italien eine große Rolle. Zu seiner Bewachung entstanden Burgen in dichtem Abstand und die Truppen des Erfurter Rates sicherten den Verkehr im Mittelalter in der Region ab, indem sie gegen Wegelagerer vorgingen. Die genaue Route der Strecke veränderte sich hin und wieder, wobei stets mehrere Wegführungen existierten. Nach der Befestigung der Straßen und dem Ausbau des Netzes wurde aus dem alten Verkehrsweg die Bundesstraße 4, die um die Jahrtausendwende durch die Autobahnen A 71 und A 73 ersetzt wurde. Die A 71 verbindet die Stadt mit Erfurt im Norden sowie Würzburg und Nürnberg (über die A 73) im Süden. Im Ilmenauer Stadtgebiet finden sich dazu zwei Großbrückenbauwerke, nämlich die Talbrücke Altwipfergrund und die Talbrücke Streichgrund. Der Anschluss nach Erfurt erfolgte 1998 mit einer provisorischen Anschlussstelle nach der Eröffnung des Abschnittes bis Traßdorf. 2001 wurde die Autobahnabfahrt Ilmenau-Ost und zwei Jahre später die Abfahrt Ilmenau-West sowie die Strecke bis Meiningen dem Verkehr übergeben. Seit 2005 ist die Autobahn Richtung Süden durchgängig bis Schweinfurt/Würzburg und seit 2008 auch nach Nürnberg befahrbar. Gemeinsam mit der neuen Ostumgehung der B 88 entlastet sie die Stadt seitdem vom Durchgangsverkehr.
Die alte Nord-Süd-Verbindung, die Bundesstraße 4, führt von Erfurt nach Coburg. Der Abschnitt zwischen Ilmenau und der ehemaligen Amtsgrenze bei Plaue, die „Marienstraße“, war die erste befestigte Straße, die Ilmenau erreichte. Sie wurde zwischen 1805 und 1809 angelegt und ist nach ihrer Spenderin, der Weimarer Herzogin Maria Pawlowna, benannt. Der südliche Teil wurde 1836 errichtet und folgt anfangs der Ilm bis zur ehemaligen Amtsgrenze nach Stützerbach. Nach der Fertigstellung der Autobahnen wurde die B 4 zur Landesstraße 3004 herabgestuft, da sie nunmehr nur noch dem lokalen Verkehr sowie den Gefahrguttransporten, für die die Tunnel der Thüringerwald-Querung gesperrt sind, dient.
Quer dazu verläuft parallel zum Rand des Thüringer Waldes die Bundesstraße 88. Ihr östlicher Teil war die 1825 angelegte Langewiesener Straße nach Rudolstadt, während die Mitte des 19. Jahrhunderts angelegte westliche Fortsetzung nach Elgersburg und weiter nach Eisenach führte. Als bedeutende Querverbindung wurde die Straße ausgebaut und zwischen Gräfenroda und Gehren zwischen 2000 und 2015 auf 20 Kilometern komplett neu trassiert, unter anderem um die Orte im Schiefergebirge und Schwarzatal zwischen Großbreitenbach, Neuhaus am Rennweg und Königsee besser an die Autobahn anzubinden. Dazu entstand im Osten Ilmenaus eine Umgehungsstraße von der A 71 an Wümbach und Langewiesen vorbei nach Gehren.
1961 wurde die Straße von Ilmenau nach Weimar durchs Ilmtal zur Fernverkehrsstraße 87, der heutigen B 87, heraufgestuft. Sie wurde 1829 angelegt und führt vom ehemaligen Judentor nahe dem Ilmenauer Marktplatz über Bücheloh zur ehemaligen Amtsgrenze. Diese liegt nahe der heutigen Autobahnanschlussstelle der A 71 Ilmenau-Ost und ist durch einen hohen Grenzstein, der in den letzten Jahren restauriert wurde, markiert. Seit 2013 ist die Strecke zwischen der Innenstadt und der Anschlussstelle Ilmenau-Ost zur Landstraße herabgestuft. Nach der Fertigstellung der Bundesstraße 90n bei Stadtilm wurde auch der Abschnitt zwischen Ilmenau-Ost und Stadtilm zur Landesstraße herabgestuft.
Dem lokalen Verkehr Richtung Süden dient die Gabelbachstraße nach Neustadt am Rennsteig, vorbei am Kickelhahn über den Rennsteig. Dieser Weg wurde zwischen 1817 und 1829 gebaut und trägt heute die Bezeichnung K 56. Auf ihr wurden in den 1920er- und 1930er-Jahren die Gabelbach-Rennen für Motorräder und Automobile ausgetragen. Die Gabelbachstraße hat etwa 12 % Steigung und ist für LKW gesperrt. Weitere Straßen ins Umland bestehen nach Oberpörlitz, Wümbach (K 43), Unterpörlitz (L 2272) und Oehrenstock (Gemeindestraße). Wichtige Landesstraßen in den Ortsteilen sind die L 1047/L 1144 von der A 71 über Gräfinau-Angstedt und Pennewitz ins Schwarzatal und die L 1047 von Gehren nach Großbreitenbach.
Verkehrszählungen aus dem Jahr 2015 vermitteln ein detailliertes Bild der Verkehrsströme von und nach Ilmenau. Am stärksten waren die beiden Autobahnzubringer Bücheloher Straße (ehemalige B 87 nach Ilmenau-Ost) mit durchschnittlich 9.000 Kfz/Tag und Erfurter Straße (ehemalige B 4 nach Ilmenau-West) mit durchschnittlich 8.500 Kfz/Tag frequentiert. Es folgt die Langewiesener Straße (ehemalige B 88 nach Rudolstadt) mit 6.500 Kfz/Tag. Für die Schleusinger Allee (ehemalige B 4 nach Schleusingen) wurden keine Daten erhoben (die nächstgelegene Zählstelle zwischen Stützerbach und Rennsteig abzüglich des Verkehrsaufkommens aus Manebach und Stützerbach registrierte 2.200 Kfz/Tag). Die östliche Ortsumgehung (B 88) wies eine Verkehrsdichte von 7.500 Kfz/Tag auf und die A 71 befuhren östlich von Ilmenau-Ost 28.000, zwischen Ilmenau-Ost und Ilmenau-West 23.500 sowie westlich von Ilmenau-West 26.000 Kfz/Tag.

#### Eisenbahnlinien

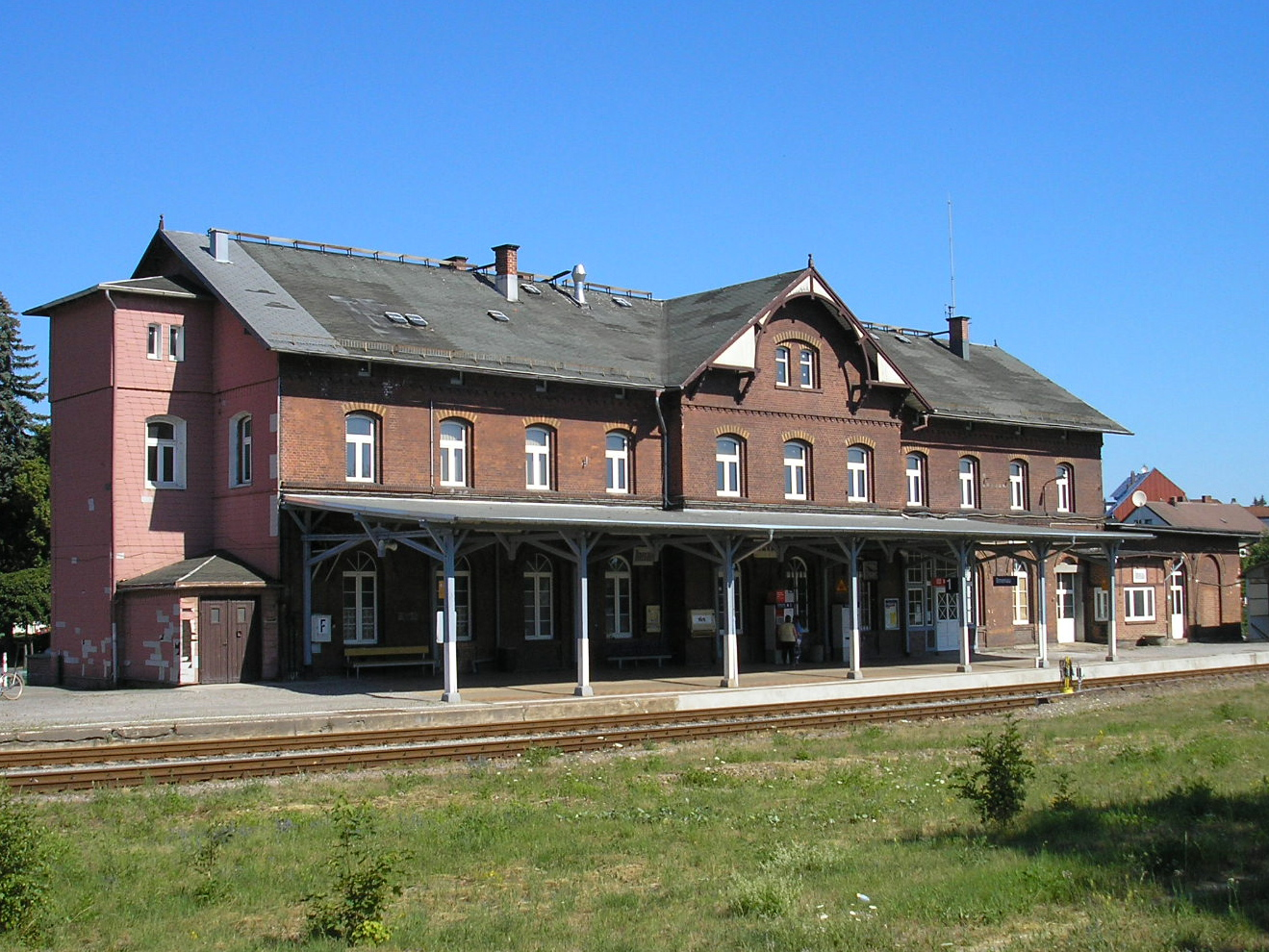
Bahnhof von Ilmenau vor dem Umbau

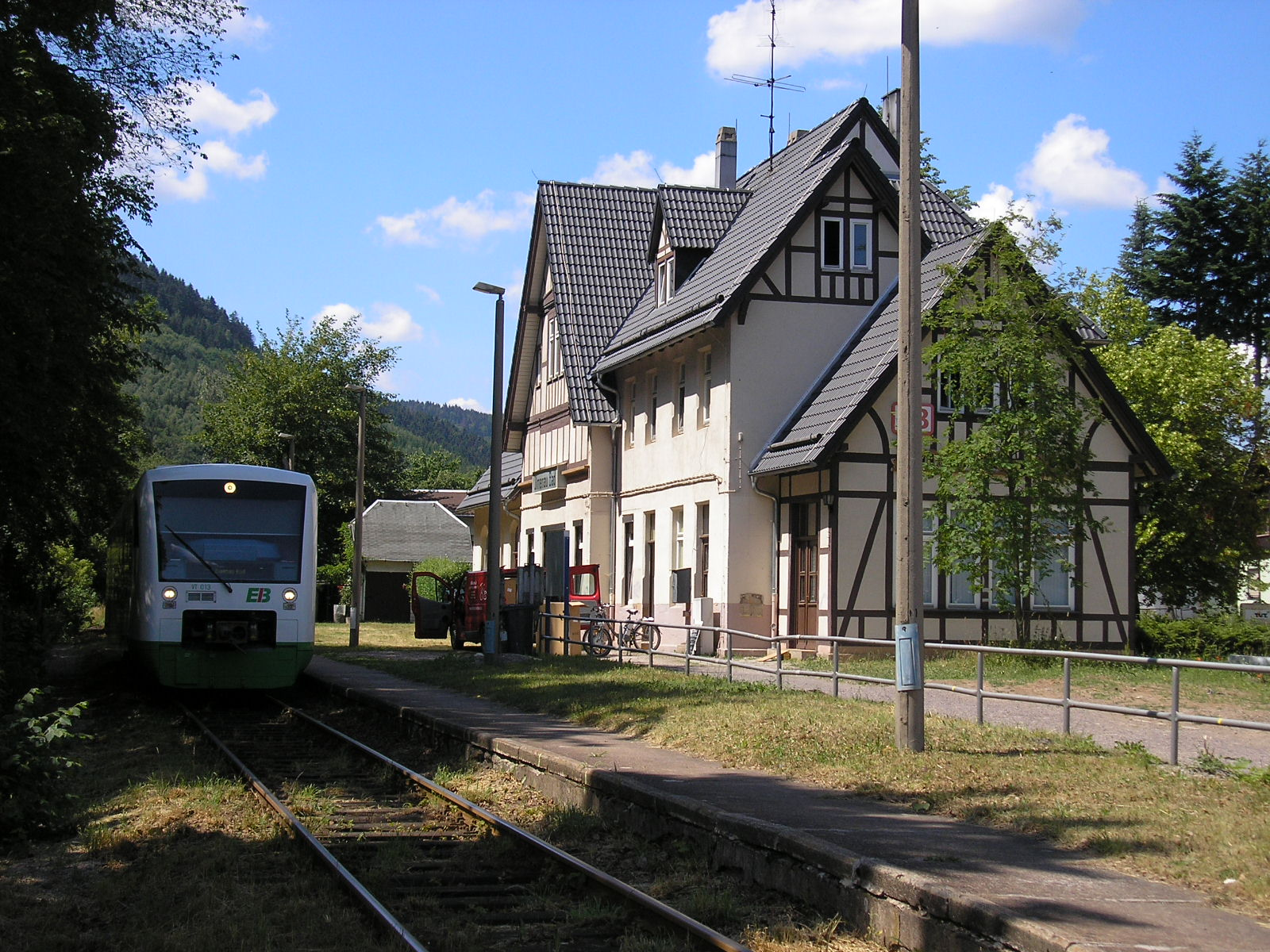
Haltepunkt Ilmenau Bad

Ilmenau ist seit dem 6. August 1879 durch die Bahnstrecke Plaue–Themar (VzG 6694 für Plaue–Rennsteig Spitzkehre, VzG 6708 für Rennsteig–Schleusingen–Themar) an das Eisenbahnnetz angeschlossen. Auf der seit dem 15. Dezember 2002 von der Erfurter Bahn und der Süd-Thüringen-Bahn betriebenen Verbindung fahren im Stundentakt Züge über Plaue und Arnstadt nach Erfurt. Die Streckenfortsetzung Richtung Süden über den Thüringer Wald erfolgte am 15. August 1904 durch die Rennsteigbahn nach Stützerbach und von dort am 1. November 1904 über Schmiedefeld am Rennsteig nach Schleusingen. Der Zugverkehr auf dieser Relation wurde 1998 eingestellt, später aber an Wochenenden bis zum Bahnhof Rennsteig wieder aufgenommen, außerdem finden dort gelegentlich Museumsfahrten mit Dampfloks statt. Mit Steigungen von teilweise über sechs Prozent zählt die Rennsteigbahn zu den steilsten adhäsionsbetriebenen Bahnstrecken in Deutschland. Als weitere Bahn von Ilmenau in den Thüringer Wald wurde am 13. November 1881 die Bahnstrecke Ilmenau–Großbreitenbach, zunächst bis Gehren und am 2. Dezember 1883 bis Großbreitenbach, eröffnet. Die Gesamtstrecke Ilmenau–Großbreitenbach wurde 1998 stillgelegt und 2006 abgebaut. Ein zwischen 1880 und 1920 angedachter acht Kilometer langer Lückenschluss zwischen Gehren und Königsee zur Herstellung einer Bahnverbindung von Ilmenau nach Rudolstadt und Saalfeld kam nicht zustande.
Die genannten Bahnstrecken haben auf Ilmenauer Stadtgebiet neben dem Bahnhof Ilmenau die Haltepunkte Ilmenau Pörlitzer Höhe und Ilmenau-Roda an der Erfurter Strecke, Ilmenau Bad, Manebach und Stützerbach an der Rennsteigbahn sowie die stillgelegten Bahnhöfe Grenzhammer, Langewiesen, Gehren Stadt, Gehren und Möhrenbach an der Großbreitenbacher Strecke.
Die Schnellfahrstrecke Nürnberg–Erfurt führt durch das östliche Stadtgebiet mit den Bauwerken Humbachtalbrücke, Röstalbrücke, Wümbachtalbrücke, Ilmtalbrücke (längste Brücke Thüringens), Tunnel Tragberg, Tunnel Lohmeberg, Schobsetalbrücke, Tunnel Brandkopf, Wohlrosetalbrücke und Tunnel Silberberg. Der im Zuge dieser Baumaßnahmen errichtete Bahnhof Ilmenau-Wolfsberg ist jedoch ein reiner Überholbahnhof bzw. Betriebsbahnhof. Der Verkehr auf der Neubaustrecke wurde im Dezember 2017 aufgenommen.

#### Flughäfen
Der nächste Verkehrsflughafen ist der Flughafen Erfurt-Weimar, der ungefähr 40 Kilometer entfernt ist. Zum Flughafen Leipzig/Halle sind es 160 Kilometer, nach Nürnberg 180 Kilometer und zum Frankfurter Flughafen 275 Kilometer.
Für Sportflieger betreibt der ortsansässige Fliegerclub den zehn Kilometer östlich der Kernstadt gelegenen Flugplatz Pennewitz. In nördlicher Richtung kann der 25 Kilometer entfernte Flugplatz Arnstadt-Alkersleben für die Geschäftsfliegerei genutzt werden.

#### Radverkehr
Ilmenau verfolgt seit 2008 ein Radverkehrskonzept, welches zuletzt 2014 aktualisiert wurde. Die Stadt hat seit 2008 einen Fahrradbeauftragten ernannt und ist Mitglied in der Arbeitsgemeinschaft fahrradfreundlicher Kommunen in Thüringen e. V. Zudem nimmt die Stadt jährlich an der Aktion Stadtradeln teil.
In der Stadt wurden an mehreren Straßen Schutzstreifen oder Radfahrstreifen angelegt, mehrere Einbahnstraßen wurden für den Radverkehr freigegeben. In der Kernstadt bestehen an zwei Standorten Fahrradboxen, zudem werden in der Kernstadt und in den Ortsteilen Ladestationen für E-Bikes angeboten.
Durch Ilmenau verläuft der 123 km lange Ilmtal-Radweg, der vom Rennsteig über Ilmenau und Weimar bis zur Mündung der Ilm in die Saale führt. Weiterhin führt der Ilm-Rennsteig-Radweg auf etwa 20 km von Ilmenau nach Großbreitenbach bzw. nach Neustadt am Rennsteig, wo eine Anbindung an den Rennsteig-Radweg besteht. Dieser verläuft auf 195 km Länge von Hörschel bei Eisenach über das zu Ilmenau gehörende Allzunah bis Blankenstein an der Saale. Die Waldrandroute führt von Eisenach auf einer Länge von 126 km entlang des nordöstlichen Randes des Thüringer Waldes über Ilmenau bis Saalfeld.

#### Weitere Verkehrsangebote
In den Ortsteilen Manebach, Frauenwald und Stützerbach wird die Beförderung mit einem Bürgerbus angeboten.
In der Kernstadt gibt es zwei Stationen des Carsharing-Anbieters Teilauto.

### Medien

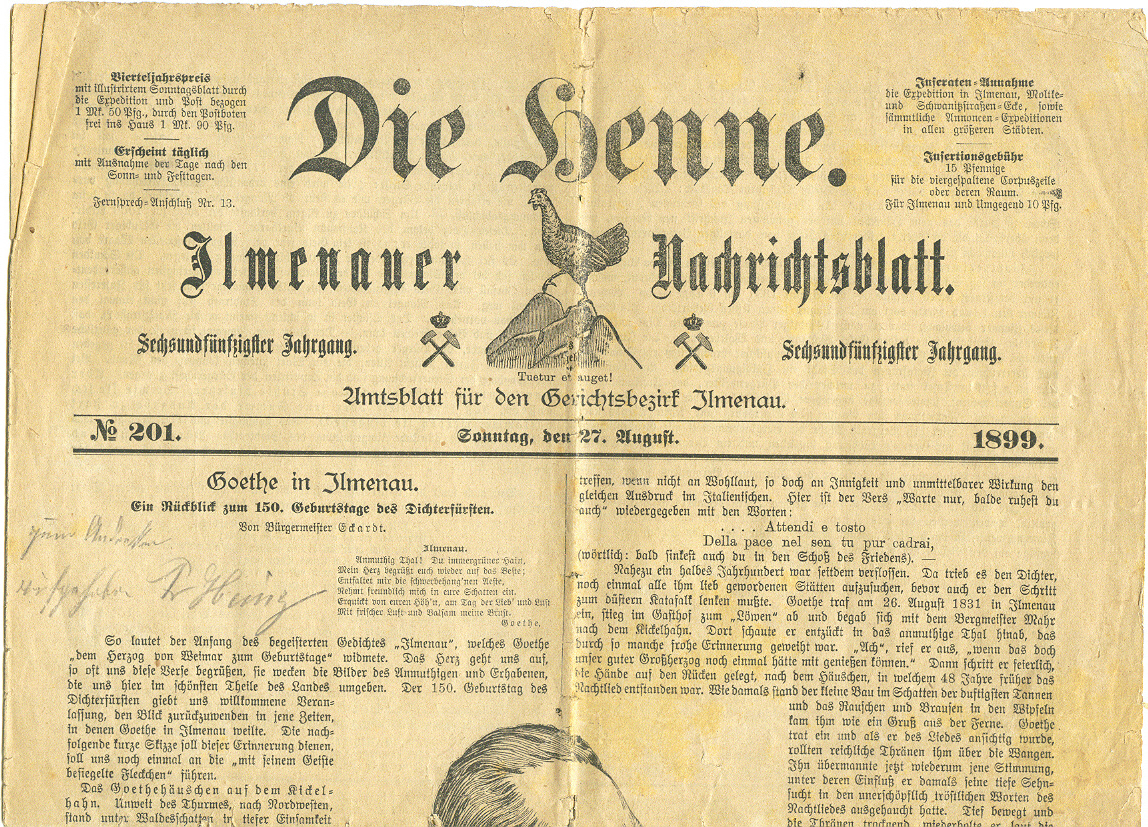
Ilmenauer Tageszeitung Die Henne vom 27. August 1899

In Ilmenau erscheinen zwei der drei großen Thüringer Zeitungen, das Freie Wort und die Thüringer Allgemeine, mit Regionalausgaben, während es in den meisten anderen Städten des Landes nur eine Regionalzeitung gibt. Dies ist darin begründet, dass die Stadt zwischen 1952 und 1990 zum Bezirk Suhl zählte, in dessen Gebiet das Freie Wort erscheint, und seit 1994 zum Ilm-Kreis gehört, der wiederum der Region Mittelthüringen zugeordnet und somit Verbreitungsgebiet der Thüringer Allgemeinen ist. Des Weiteren gibt es noch Die Henne, eine frühere Tageszeitung, die von 1843 bis 1945 in fast allen Ilmenauer Haushalten gelesen wurde. Heute erscheint sie in unregelmäßigen Abständen und kleinen Auflagen. Von 2009 bis 2014 erschien die lokale Monatszeitung Der neue Geheimrat mit insgesamt 61 Ausgaben.
Neben den genannten Printmedien ist auch der Hörfunk durch radio hsf, das Campusradio der Technischen Universität, in der Stadt vertreten. Als ältestes deutsches Hochschulradio verbreitete der Sender zunächst sein Programm nur per Lautsprecher, später per Kabel und seit 1999 auch über die UKW-Frequenz 98,1 MHz in das Stadtgebiet.

### Öffentliche Einrichtungen

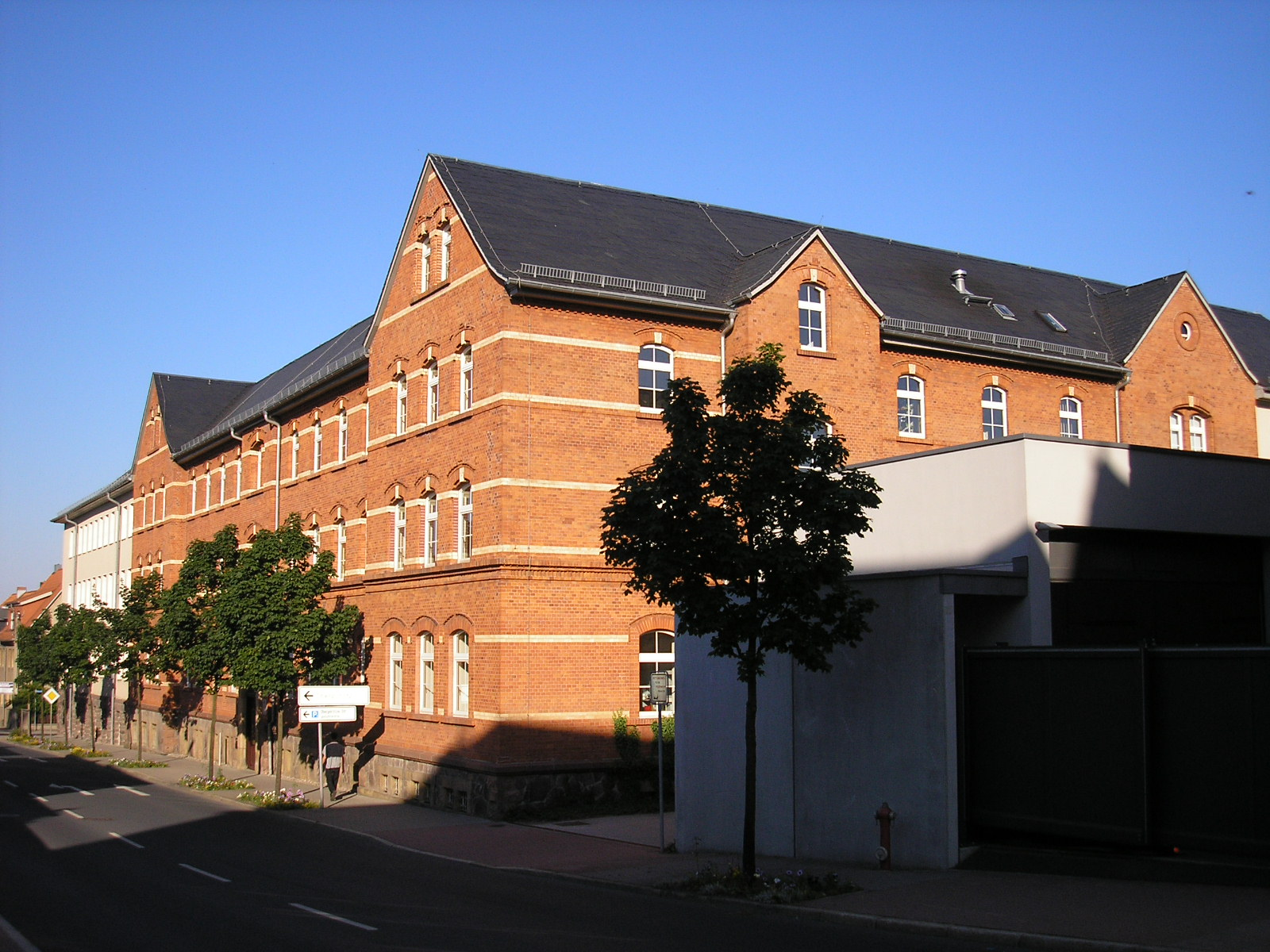
Standort des Thüringer Mess- und Eichwesen

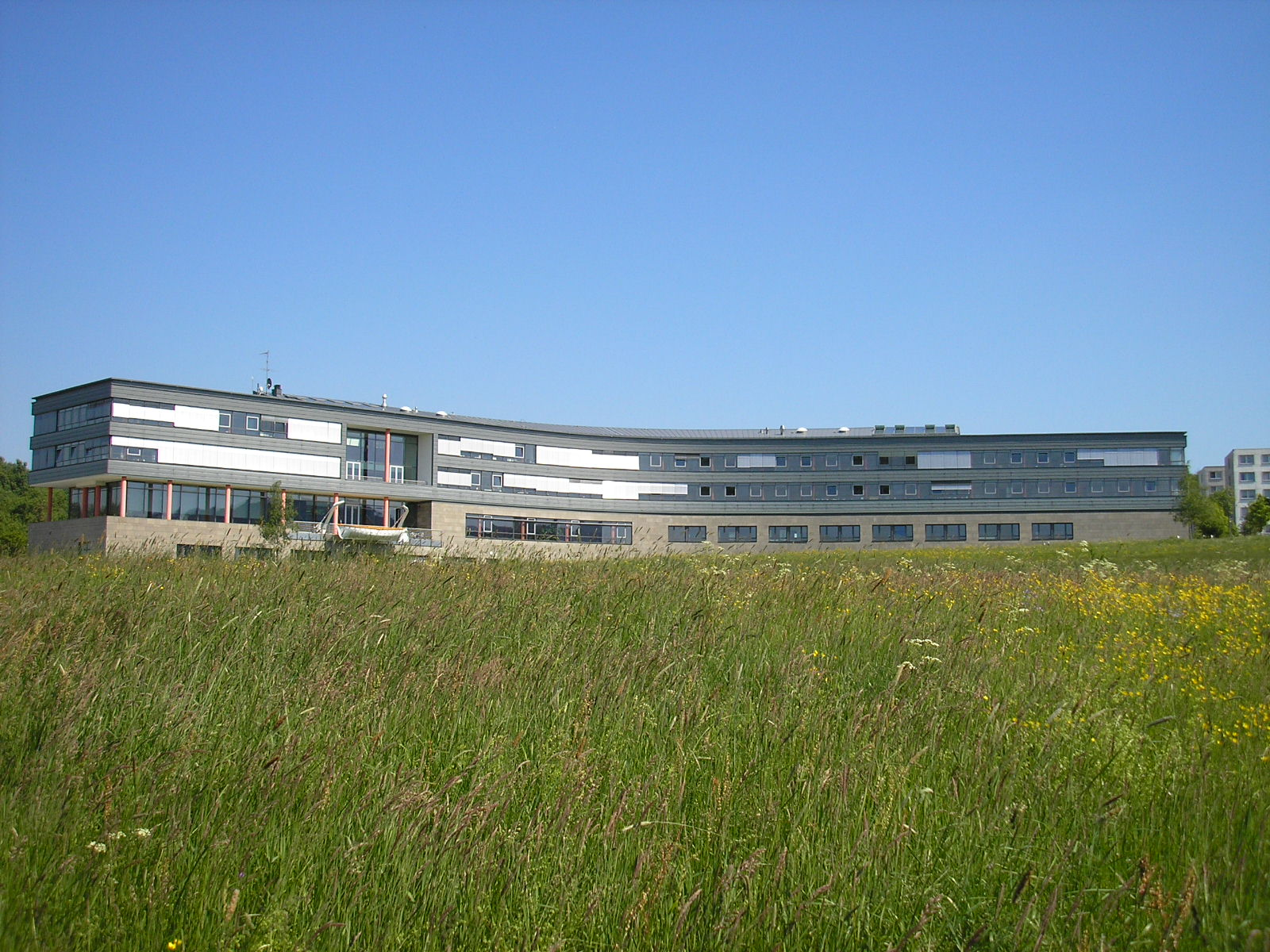
Ilmenauer Dienstsitz des Informationstechnikzentrum Bund

In Ilmenau hat das Mess- und Eichwesen für Thüringen seinen Sitz. Es wurde am 17. Oktober 1889 gegründet, damit die zahlreichen in der Ilmenauer Region gefertigten Glasinstrumente zum Eichen nicht mehr nach Berlin transportiert werden mussten. 1898 bezog man das heutige Gebäude in der Unterpörlitzer Straße. Als 1920 das Land Thüringen gegründet wurde, wurde Ilmenau als Sitz des Obereichamtes ausgewählt, da die Herstellung der meisten zu eichenden Messgeräte in der Region erfolgte. 1947 unterstanden dem Amt 14 weitere Thüringer Eichämter. Auch für den neu geschaffenen Bezirk Suhl wurde 1953 das Haupteichamt in Ilmenau angesiedelt. Ab 1992 war die Stadt Sitz des Landesamtes für Mess- und Eichwesen Thüringen, welches ab dem 1. September 2013 zu einer Abteilung des Thüringer Landesamtes für Verbraucherschutz umgewandelt wurde.
Daneben ist Ilmenau seit 1999 nacheinander Sitz verschiedener Behörden des Bundes. Zuerst war die Stadt Sitz einer Zweigstelle der Bundesanstalt für Wasserbau. Daraus wurde als eigenständige Behörde des Bundesministeriums für Verkehr, Bau und Stadtentwicklung die 2012 gegründete Bundesanstalt für IT-Dienstleistungen. Sie bündelte die IT-Dienstleistungen der Behörden des Bundesministeriums und hatte Außenstellen in Berlin und Offenbach am Main. Aus dieser Bundesanstalt ging zum 1. Januar 2016 ein Standort des Informationstechnikzentrum Bund hervor.
1923 wurde ein erstes Krankenhaus in Ilmenau errichtet. Bis dahin gab es nur kleinere Stifte und Spitale, die die Kranken versorgten. Für schwerere Krankheiten oder Operationen war das Krankenhaus Arnstadts zuständig. Das neu errichtete Krankenhaus behandelte seitdem Patienten aus allen Orten der Umgebung. Als es durch die Verwaltungsreform von 1952 zum Kreiskrankenhaus des Kreises Ilmenau wurde, mussten die Kapazitäten erweitert werden. So wurde in den 1950er-Jahren ein weiteres Gebäude hinter dem alten Krankenhaus errichtet. In den 1970er-Jahren folgte die Poliklinik, ein Ärztehaus, das in dieser Form in vielen ostdeutschen Städten bestand. Schließlich folgte 2002 der Anbau eines weiteren Bettenhauses. 2005 wurde das Kreiskrankenhaus Ilmenau den neugegründeten Ilm-Kreis-Kliniken gGmbH angegliedert, sodass es heute den Namen Ilm-Kreis-Kliniken Ilmenau trägt. Für akute medizinische Fälle stellt der DRK Kreisverband Arnstadt auch eine Rettungswache in Ilmenau, dessen Notarzt an den Ilm-Kreis Kliniken Ilmenau stationiert ist.
Ilmenau ist Sitz des Thüringer Landespatentzentrums PATON sowie der Sparkasse Arnstadt-Ilmenau.
Viele der Ilmenauer Behörden sind im Behördenzentrum Ilmenau am Nordrand der Altstadt angesiedelt. Am Sitz der früheren Kreisverwaltung des Kreises Ilmenau befindet sich heute die Außenstelle der Kreisverwaltung des Ilm-Kreises sowie eine Geschäftsstelle der Bundesagentur für Arbeit. Ferner hat eines der 24 Thüringer Forstämter seinen Sitz im Ortsteil Gehren.

### Bildung und Forschung

#### Universität und universitätsnahe Einrichtungen

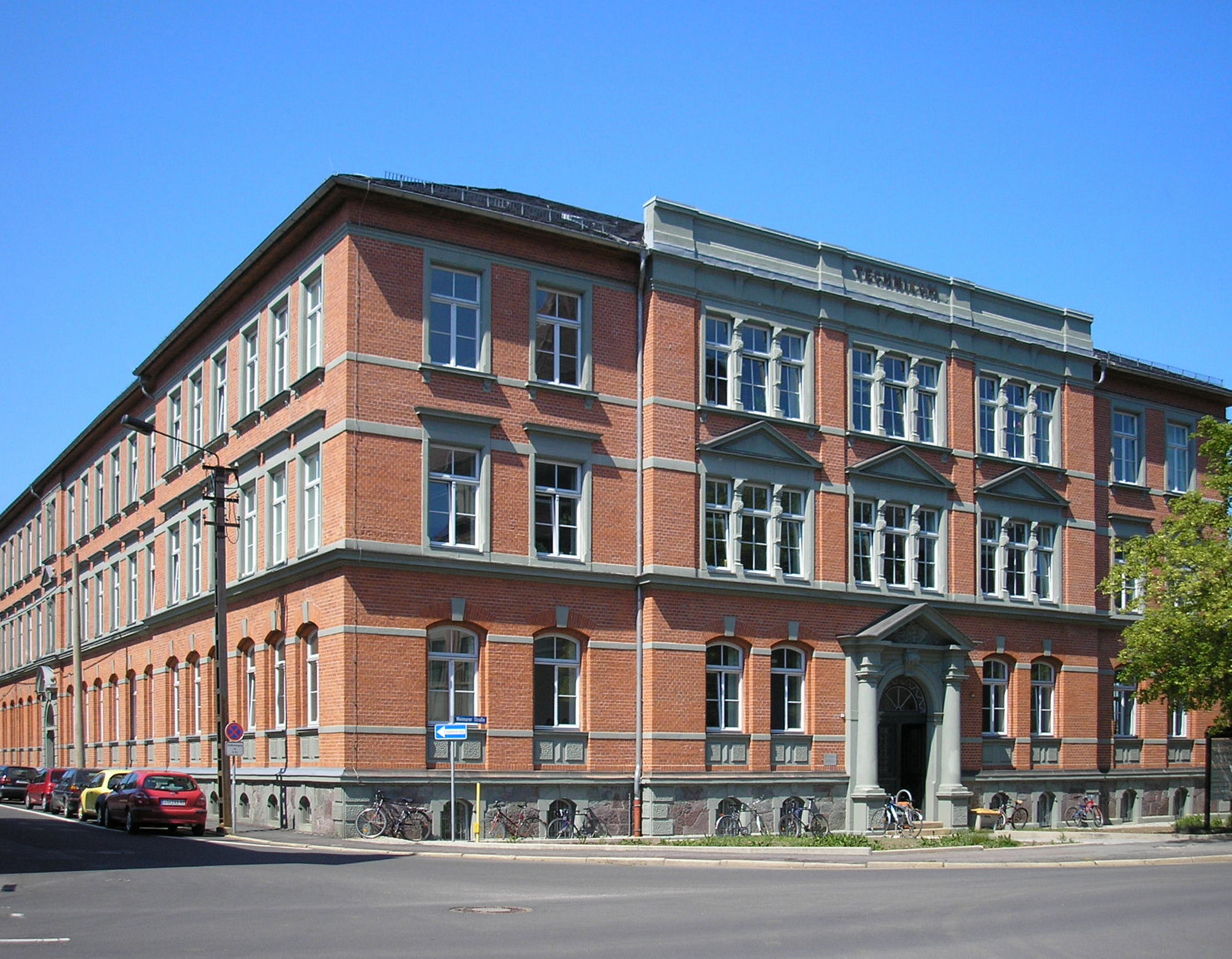
Altes Technikum

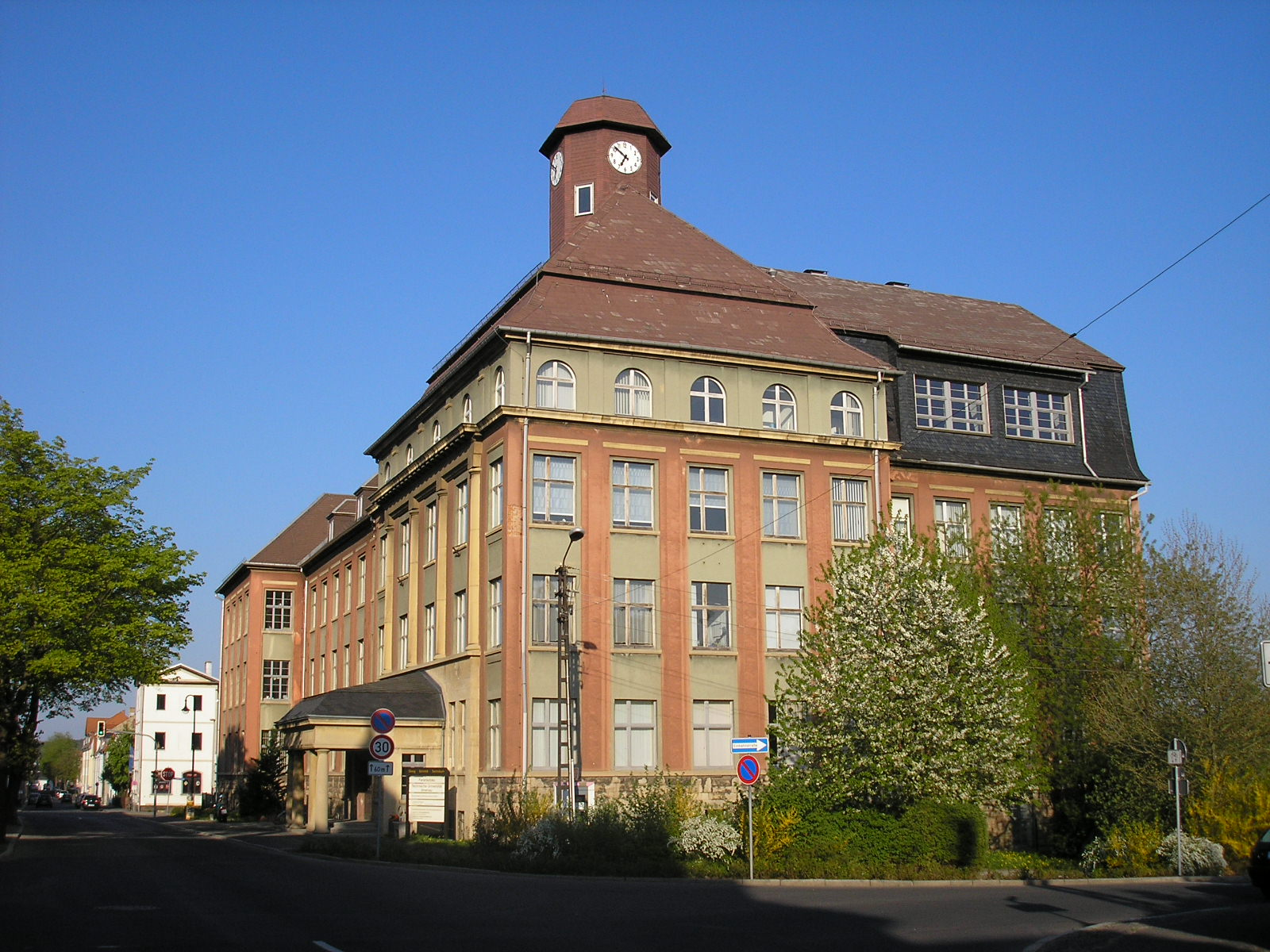
Neues Technikum

Von überragender Bedeutung für die Stadt Ilmenau ist die Technische Universität Ilmenau, die aus dem 1894 gegründeten Thüringischen Technikum hervorgegangen ist, welches (ab 1926 als Ingenieurschule Ilmenau und ab 1950 als Fachschule für Elektrotechnik und Maschinenbau) bis 1955 bestand. Im Jahr 1953 nahm parallel zu den letzten Jahrgängen der Fachschule die Hochschule für Elektrotechnik (HfE) ihren Lehrbetrieb auf (da eine zentrale Hochschulneugründung in der DDR nicht leistbar gewesen wäre, wurde eine Reihe von Spezialhochschulen an Standorten bestehender Einrichtungen gegründet). In den Folgejahren entstanden die ersten Lehr- und Wohngebäude auf dem neuen Campus am Ehrenberg. Die 1963 erfolgte Umbenennung in Technische Hochschule spiegelt das sich ausweitende Fächerspektrum wider, welches auch in den folgenden Jahren weiter ausgebaut wurde. Die bislang letzte Umbenennung im Jahr 1992 in Technische Universität trägt der Ausweitung der Lehr- und Forschungsgebiete u. a. in die Wirtschafts- und Medienwissenschaften Rechnung. Seit 2000 wird das Campusgelände durch neue Lehr- und Forschungsgebäude stetig erweitert. An der Universität sind etwa 4.100 Studierende (Stand Wintersemester 2024/25) eingeschrieben und ca. 1.800 Mitarbeiter beschäftigt, was zusammen etwa einem Viertel der Einwohnerzahl der Kernstadt entspricht.
Im Umfeld der Universität haben sich eine Reihe von Forschungseinrichtungen angesiedelt. Dies sind unter anderem das Fraunhofer-Institut für Digitale Medientechnologie (IDMT), das sich unter Leitung des Miterfinders des MP3-Formats Karlheinz Brandenburg mit Codierverfahren für Audio- und Videosignale und deren Anwendung in der Akustik beschäftigt, das Fraunhofer-Anwendungszentrum für Systemtechnik (AST), einer Außenstelle des Fraunhofer-Institut für Optronik, Systemtechnik und Bildauswertung (IOSB), das Institut für Mikroelektronik und Mechatroniksysteme gGmbH (IMMS) und das 1991 gegründete Technologie- und Gründerzentrum Ilmenau (TGZ), welches vorrangig von der Praxisanwendung der Forschungsergebnisse der TU Ilmenau lebt.
Die Universitätsbibliothek der TU umfasst etwa 677.000 Bände und wurde in den Jahren 2008/2009 grundlegend umgebaut und modernisiert. Sie ist, ebenso wie das Landespatentzentrum Thüringen, im „Leibniz-Bau“ (wegen seiner achteckigen Grundfläche auch Oktogon genannt) untergebracht.

#### Fach- und Berufsschulen
Neben der damaligen Technischen Hochschule war in der zweiten Hälfte des 20. Jahrhunderts die zur Ingenieurausbildung für die Glasindustrie Ilmenaus und der Region gegründete, von 1952 bis 1993 bestehende Fachschule für Technische Glasverarbeitung von Bedeutung. Diese ging im Ursprung auf die bereits im Jahr 1839 eröffnete Fortbildungsschule für Handwerkslehrlinge zurück. Da mit der Wende 1989/90 und dem nachfolgenden Niedergang der Glasindustrie der Bedarf an Ingenieuren bzw. Technikern in diesem Bereich stark sank, war auch die Neugründung einer Fachschule für Technik mit dem Studienziel „Staatlich geprüfter Techniker“ nicht erfolgreich, sodass 1994 das Ausbildungsspektrum in das Staatliche Berufsschulzentrum Ilmenau eingegliedert wurde. Zwischen 1936 und 1952 bestand die Reichsfinanzschule Ilmenau.

#### Allgemeinbildende Schulen

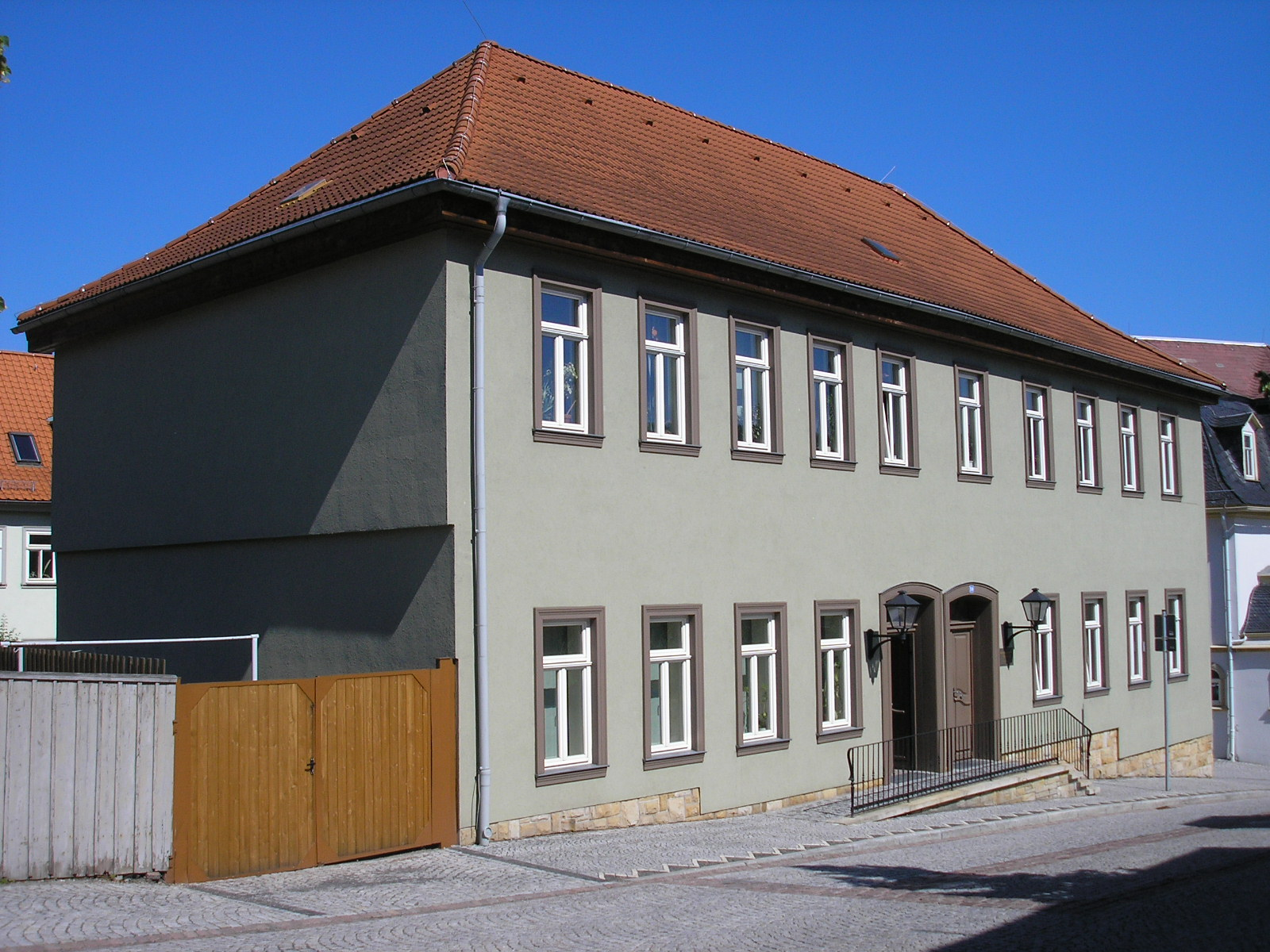
Erstes Schulgebäude der Stadt am Topfmarkt

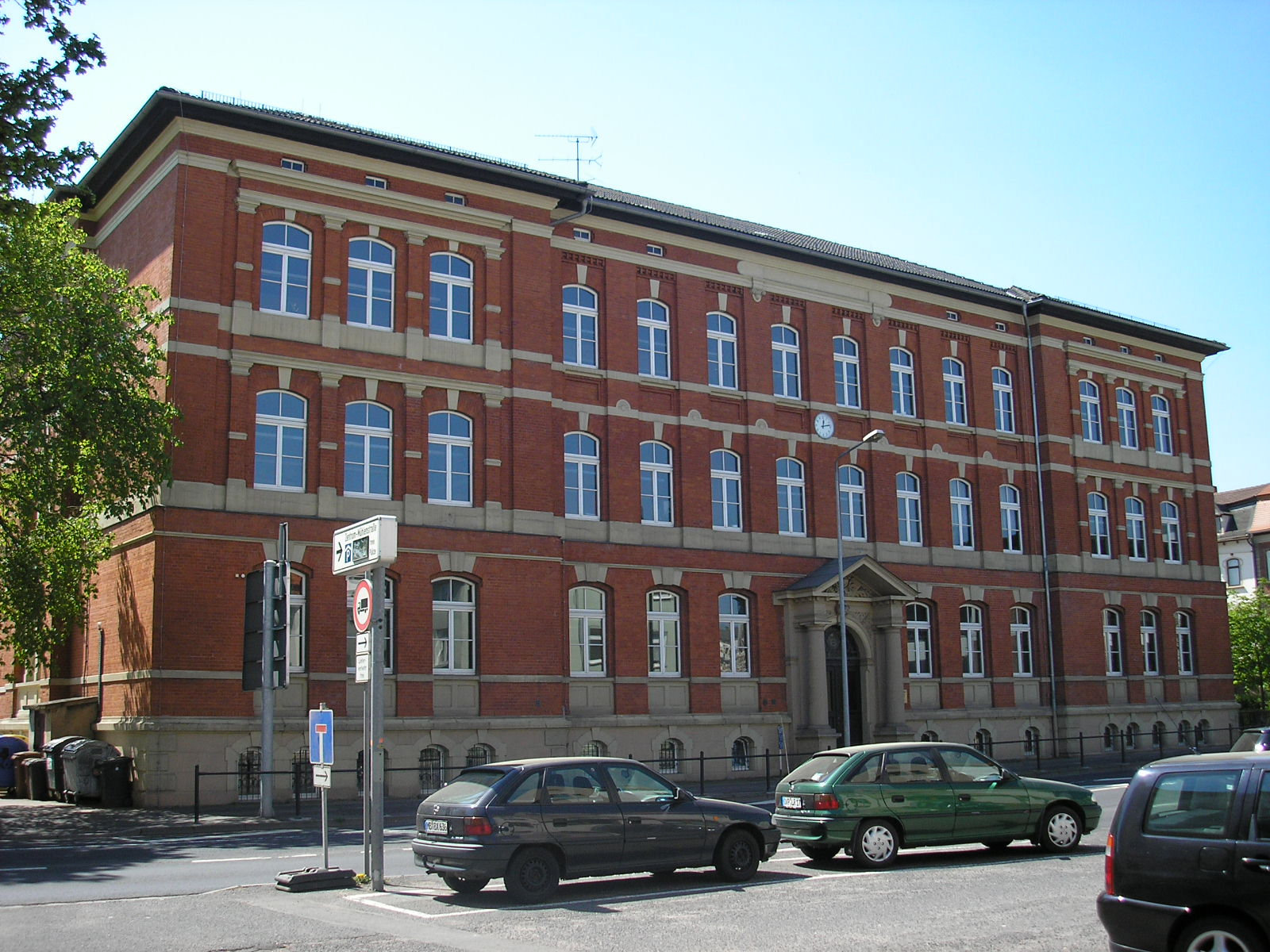
Goetheschule Haus 2, ehem. Knabenschule

Bis zum Ende des 19. Jahrhunderts gab es in Ilmenau nur eine Volksschule, deren Standort am Topfmarkt war und heute von der Stadtverwaltung genutzt wird. Ein zweites Schulgebäude entstand 1874. Es befindet sich in der Karl-Zink-Straße und beherbergt heute eine Grundschule. 1894 bekamen die Knabenklassen ihr Schulhaus in der Karl-Liebknecht-Straße, in dem jetzt das Haus II der Goetheschule untergebracht ist. Vor der Eröffnung des Realgymnasiums Goetheschule im Jahr 1903 mussten die Schüler die Gymnasien in Weimar oder Jena besuchen, um einen höheren Schulabschluss erlangen zu können. Damit besaß Ilmenau seit 1903 drei Schulen: eine Mädchen-, eine Knaben- und eine höhere Schule, was bis in die 1970er-Jahre unverändert blieb.
Als in den frühen 1970er-Jahren die Neubaugebiete errichtet wurden, bekam jedes zwei eigene Schulen. Unterrichtet wurden Kinder der ersten bis zehnten Klassen. Später wurden die Schulen neu gegliedert, so dass heute auf dem Stollen die Grundschule Am Stollen (1.–4. Klasse) sowie die Regelschule Geschwister Scholl (5.–10. Klasse), auf der Pörlitzer Höhe die Grundschule Ziolkowski und die Regelschule Heinrich Hertz existieren. Des Weiteren wurde in der Südstadt eine Oberschule eröffnet, die heute das Gymnasium Am Lindenberg beherbergt.
Nach 1990 entstanden die Privatschule Franz von Assisi, die Lernförderschule Pestalozzi sowie die Sonderschule Dr. Hans Vogel. Weiterhin bestand bis 2021 mit dem Ilmenau-Kolleg ein staatliches Institut zur Erlangung der Hochschulreife im Zweiten Bildungsweg. Dieses ging 1993 aus der 1991 gegründeten Außenstelle Ilmenau des Thüringenkollegs Weimar hervor und befand sich in Trägerschaft des Ilm-Kreises.

## Persönlichkeiten
Zu den Persönlichkeiten, die mit Ilmenau in Verbindung gebracht werden, zählt Johann Wolfgang von Goethe, der die Stadt zwischen 1776 und 1831 28-mal besuchte. Auch ein Teil seines Bekanntenkreises ist mit Ilmenau verbunden. Beispielsweise lebte Corona Schröter lange Zeit in der Stadt; sie starb hier im Jahre 1802 und ist auf dem Stadtfriedhof begraben.
In jüngerer Zeit ist Ilmenau durch seine Wintersportler bekannt geworden. Vor allem der Ilmenauer Rennrodel-Sport hat viele erfolgreiche Sportler, unter ihnen Rennrodel-Weltmeister Wolfram Fiedler hervorgebracht. Die frühere Rodel-Europameisterin und Olympiazweite Ute Oberhoffner ist Ortsteilbürgermeisterin des Ilmenauer Ortsteils Unterpörlitz. Doch auch Sportler anderer Sportarten wie die Biathleten Andrea Henkel und Peter Sendel, der Bobfahrer André Lange oder der ehemalige Olympiasieger im Gehen Hartwig Gauder wurden in der Stadt geboren oder lebten dort vorübergehend.
Mitarbeiter und ehemalige Studenten der Technischen Universität gehören gleichfalls zu den Persönlichkeiten der Stadt. Neben wissenschaftlichen Größen wie Karlheinz Brandenburg sind Politiker wie Dagmar Schipanski, Claudia Nolte, Matthias Platzeck oder Manfred Ruge erwähnenswert.

## Sonstiges

### Namensherkunft
Der Name Ilmenau leitet sich aus Ilmen (veraltete Bezeichnung Ulmen (Baumart)) und Au für Flussaue ab. Ilmenau war also, bevor es besiedelt wurde, eine Flussaue, welche mit Ulmen bestanden war. Die Ulmenblätter finden sich auch im Stadtwappen (siehe oben) wieder.

### Mundart
Ilmenau liegt im Verbreitungsbereich der zentralthüringischen Mundart, die zu den thüringisch-obersächsischen Mundarten zählt. Die Bezeichnung für die Stadt Ilmenau in dieser Mundart lautet „Ilmsch“. Jedoch ist die Mundart heute in der Bevölkerung der Stadt nicht mehr so oft zu hören wie in den Dörfern der Umgebung. In der Nähe Ilmenaus verlaufen zwei Sprachgrenzen, nämlich zwischen Langewiesen und Gehren die Grenze zum Ilmthüringischen und der Rennsteig, der die Grenze zum Fränkischen markiert.

### Beinamen und Titel

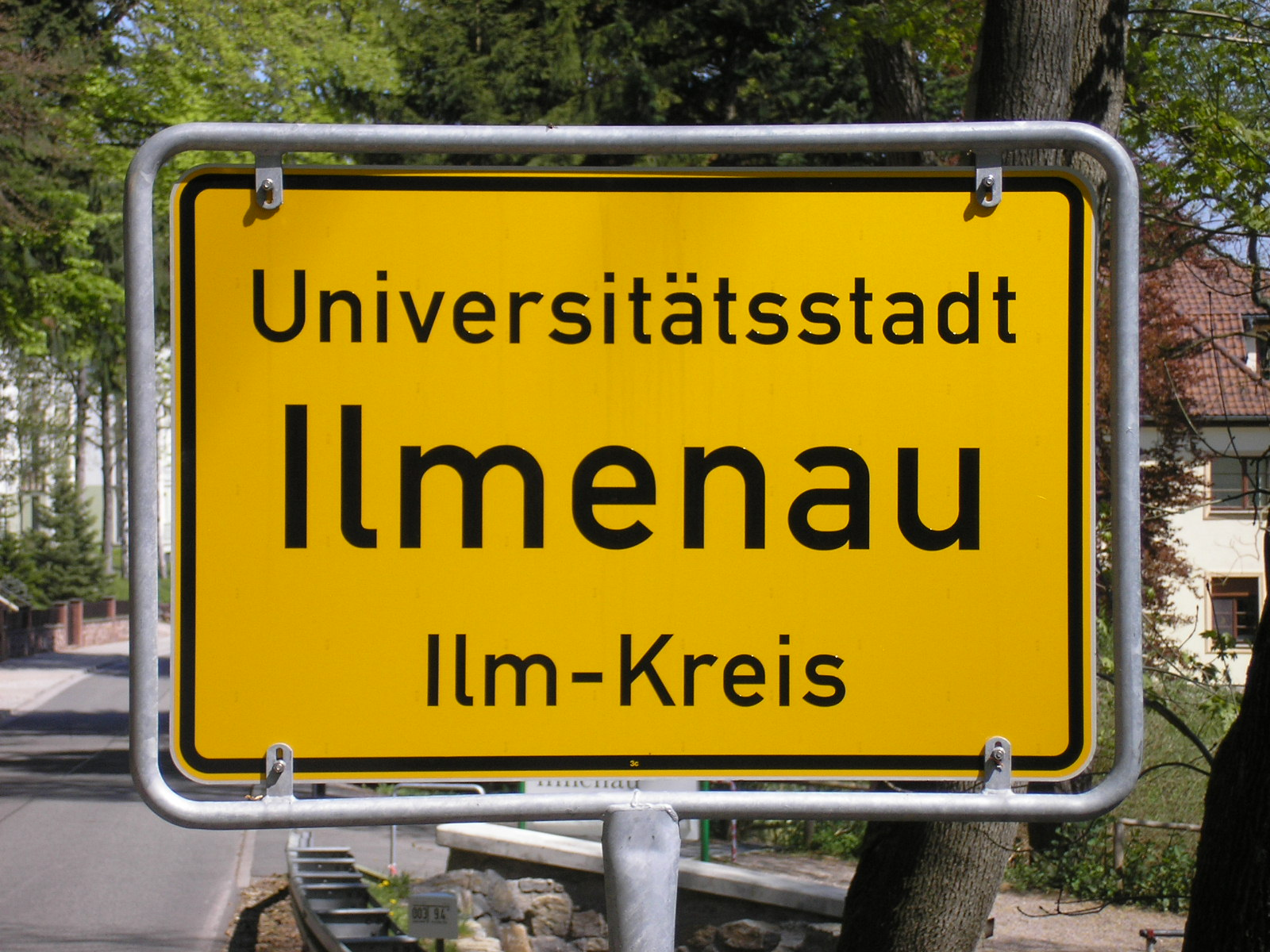
Der Titel Universitätsstadt findet sich auch auf den Ortstafeln

Ilmenau trug im Laufe seiner Geschichte viele Beinamen. Der erste war Bergstadt zwischen ausgehendem Mittelalter und 1930er-Jahren. Als um 1830 die ersten Kuranlagen in Ilmenau eröffneten, kamen Beinamen wie Kurort, Kurstadt, Luftkurort bzw. Bad Ilmenau hinzu. Seit den 1920er-Jahren wurden diese nicht mehr verwendet, da der Kurbetrieb zurückging. Der Beiname Industriestadt kam seit Beginn des 20. Jahrhunderts immer mehr in Gebrauch, da Ilmenau damals viele Industrieanlagen besaß. Zu DDR-Zeiten wurde auf diesen Titel großer Wert gelegt. Nach 1990 verschwand er wieder, da die Industrien schrumpften und sich Industriestadt nun, nach Untergang des Sozialismus und der damit verbundenen Weltanschauung, mehr und mehr grau und trostlos anhörte. Ab 1950 tauchte vermehrt die Bezeichnung Goethestadt auf. Heute wird sie auf nahezu allen amtlichen Briefköpfen verwendet. Den Titel Hochschulstadt nutzte man von 1953 bis 1993, da in dieser Zeit eine Technische Hochschule existierte, aus der die heutige Technische Universität hervorging.
Staatlich zuerkannte Titel sind seit dem 12. Oktober 1994 Große kreisangehörige Stadt sowie seit 2004 Universitätsstadt, obwohl die Universität schon seit 1993 bestanden hatte. Auf der Titelseite des Amtsblattes der Stadt Ilmenau werden die Titel wie folgt verwendet: Goethe- und Universitätsstadt, Große kreisangehörige Stadt.
Seit dem 13. September 2018 ist Ilmenau die 547. deutsche Fair-Trade-Stadt.

### Verse über Ilmenau

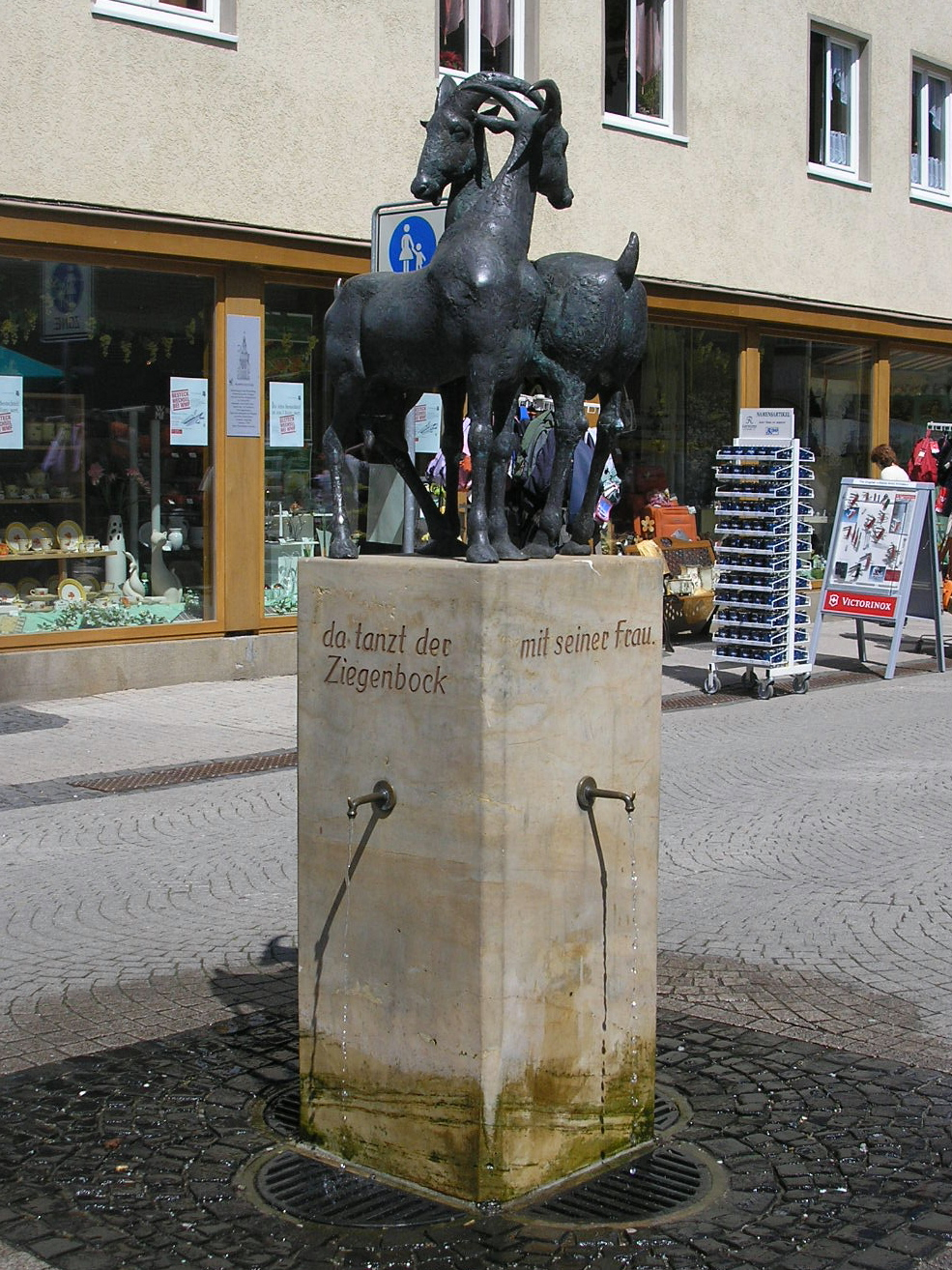
Der „Ziegenbrunnen“ in der Lindenstraße

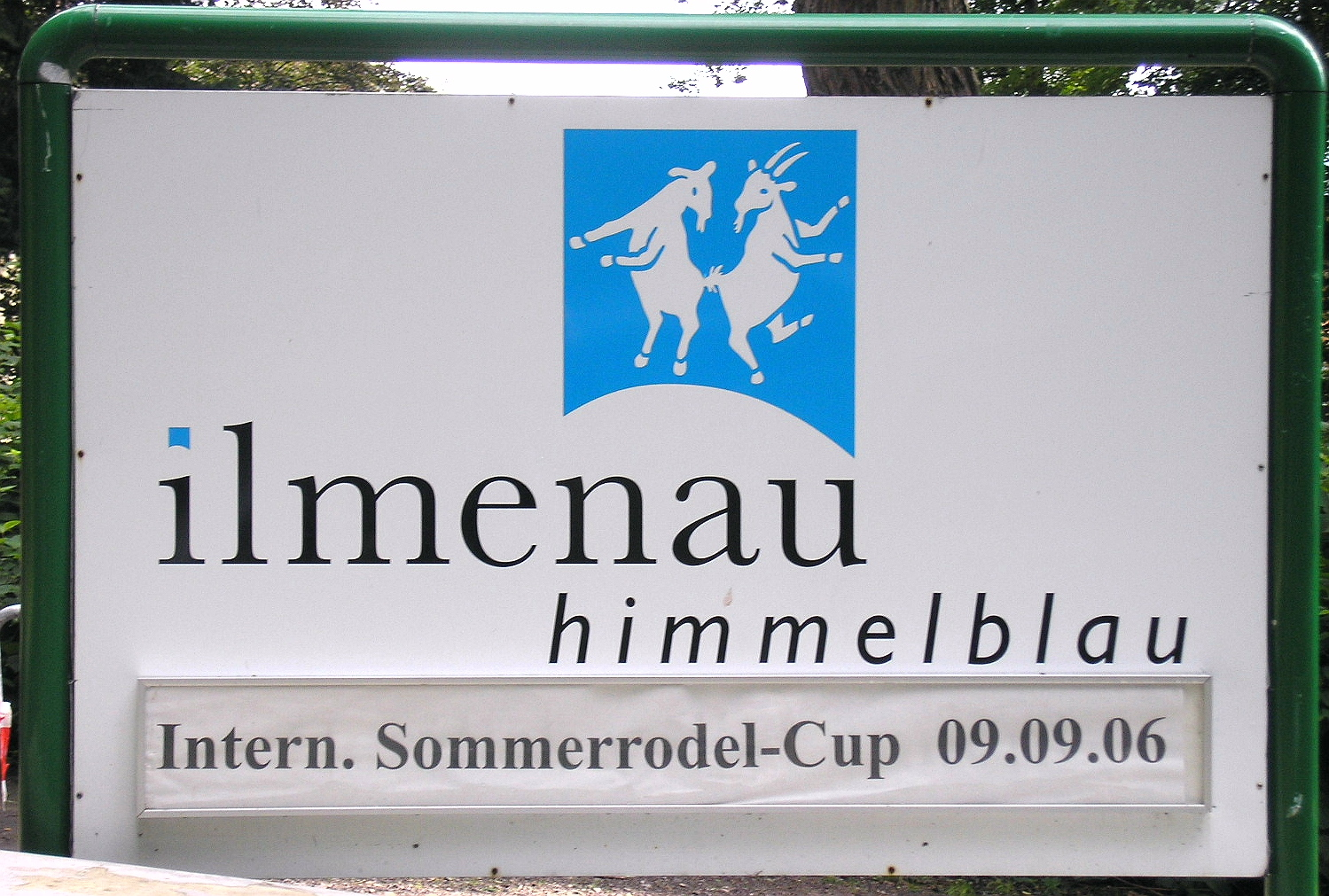
Marketing-Kampagne Ilmenau – himmelblau

In Ilmenau, da ist der Himmel blau, da tanzt der Ziegenbock mit seiner Frau – Dies ist der wohl bekannteste Vers über die Stadt. Von der Verwaltung wurde er in einer Marketingkampagne zu Ilmenau – himmelblau abgewandelt. Es gibt zahlreiche, teils satirische Abwandlungen dieses Verses, etwa In Ilmenau, da ist der Himmel grau und die Schranken unten. Jedes Mal wenn ein Expresszug auf der Linie Erfurt-Ilmenau-Themar verkehrte, kam vorher ein Zubringerzug aus Großbreitenbach an, der nach Durchfahrt des Expresszuges wieder zurückfuhr. Da die Schranken am Bahnhof früher von Hand bedient werden mussten und kurz nacheinander drei Züge den Übergang passierten, waren in diesem Zeitraum die Schranken in der Langewiesener Straße (B 88) ca. 15 bis 20 Minuten geschlossen.
Des Weiteren schrieb Johann Wolfgang von Goethe ein Gedicht mit dem Titel Ilmenau.

### „Stadt-Tiere“
In Ilmenau gibt es zwei „Stadt-Tiere“, die Henne und die Ziege.
Die Henne ist heute eines der Ilmenauer Wappentiere. Sie war einst die Schutzpatronin der Grafschaft Henneberg, zu der die Stadt im Mittelalter gehörte. So fand sie auch Einzug auf das Wappen. Gewidmet sind der Henne heute der Hennebrunnen am Marktplatz sowie die Ilmenauer Tageszeitung Die Henne. Laut Volksmund soll der Ehepartner der Ilmenauer Henne der Berg Kickelhahn sein, der hoch oben über seine Frau, die Stadt, wacht.
Die Ziege war nie ein Wappentier der Stadt. Wie sie mit Ilmenau in Verbindung kam, ist ungeklärt. Eine Möglichkeit besteht darin, dass die armen Ilmenauer Bergleute sich einst keine Rinder leisten konnten und deshalb nur Ziegen besaßen, wofür sie von Bauern aus dem flacheren Umland verspottet wurden. Heute gibt es in Ilmenau einen Ziegenbrunnen und ein tanzendes Ziegenpaar ist im Logo der Stadt zu finden. Außerdem sind im Volksmund zahlreiche Verse und Reime über die Ziege vorhanden. Die Ziege wird in der regionalen Mundart „Hebbelbock“ genannt, wobei die Hebbeln die Hörner sind. Die früher verbreitetste Ziegenart war die endemische Thüringer Waldziege.

### Nach Ilmenau benannte Straßen und Plätze
Deutschlandweit wurden in einigen Städten und Dörfern Straßen nach der Stadt Ilmenau benannt. Dazu zählen zum einen die meisten Dörfer der nahen Umgebung und zum anderen große Städte, in denen ganze Viertel nach Städten in Thüringen benannt wurden, wie z. B. Berlin (Ilmenauer Straße in Wilmersdorf nahe dem Hohenzollerndamm), Dresden (Ilmenauer Straße in Pieschen-Süd), Magdeburg und Bremen. Einige Großstädte widmeten Ilmenau auch einen Weg; Straßen namens Ilmenauer Weg befinden sich unter anderem in Leipzig, Frankfurt, Hannover, Göttingen und Köln. Die Bezeichnung Ilmenauer Platz gibt es nur einmal, nämlich in der Partnerstadt Homburg, ebenso wie es in Ilmenau einen Homburger Platz gibt. Auch Apolda-Rödigsdorf widmete Ilmenau einen Straßennamen. Im Jahr 2012 benannte die US-amerikanische Partnerstadt Blue Ash eine neu gebaute Straße in Ilmenau Way.

### Erneuerbare Energien
Bis zum Jahr 2025 will die Stadt Ilmenau 44 Prozent des Energieverbrauchs durch erneuerbare Energien decken. Außerdem soll der Ausstoß an Kohlendioxid bis zum Jahr 2020 um rund zwei Drittel im Vergleich zum Jahr 1990 reduziert werden.